# Azores
Azores (en portugués: Açores) es un archipiélago de nueve islas de origen volcánico del océano Atlántico, situado a 1375 kilómetros al oeste de Lisboa y constituido en región autónoma de Portugal con un estatus similar al de Madeira. Es, además, una región ultraperiférica de la Unión Europea. Su capitalidad se comparte por las ciudades de Ponta Delgada, Horta y Angra do Heroísmo. Posee una superficie terrestre de unos 2322 kilómetros cuadrados, pero su zona económica exclusiva se extiende por aproximadamente 930 687 km², lo que representa el 55 % del total de la zona económica exclusiva portuguesa.

## Origen etimológico
Según la versión tradicional más difundida, aunque puesta en dudas por otras fuentes, el navegante portugués Diogo de Silves,descubridor oficial de este grupo de islas, se quedó tan impresionado por los azores (Accipiter gentilis, una ave parecida a los halcones) que sobrevolaban las islas, que decidió denominarlas de ese modo. Sin embargo, los estudios ambientales contradicen esta versión: la única ave de presa conocida en el archipiélago es el Buteo buteo rotschildi, una subespecie de ratonero (en portugués azoriano y madeirense milhafre, palabra que, sin embargo, en portugués continental se utiliza para denominar al milano), ave que según los estudios parece haber sido introducida bastante después del descubrimiento portugués.
Un estudio ecológico señala que el ratonero prefiere, como su nombre indica, alimentarse de pequeños mamíferos en horarios diurnos, mientras que a la llegada de los portugueses los únicos mamíferos existentes parecían ser algunas especies de murciélagos. La otra posible presa para los ratoneros y afines habría sido la paloma torcaz (Columba palumbus), pero su población no habría soportado la depredación de muchas aves de rapiña, de modo que las islas difícilmente estarían pobladas por una cantidad llamativa de azores o de ratoneros.
En cambio, desde la Baja Edad Media se conoce la mención a las casi legendarias islas Azuis. El nombre Azuis se considera un aportuguesamiento de las palabras xeneizes o genovesas azzurre o azzorre, es decir, azules. Aludía al color que la vegetación autóctona de este archipiélago daba vista en lontananza. Reforzaba esta denominación la presencia (aún actual) de un liquen llamado urzela, que aporta un tinte azulado muy requerido en Europa a fines de la Edad Media e inicios de la Edad Moderna.

## Historia

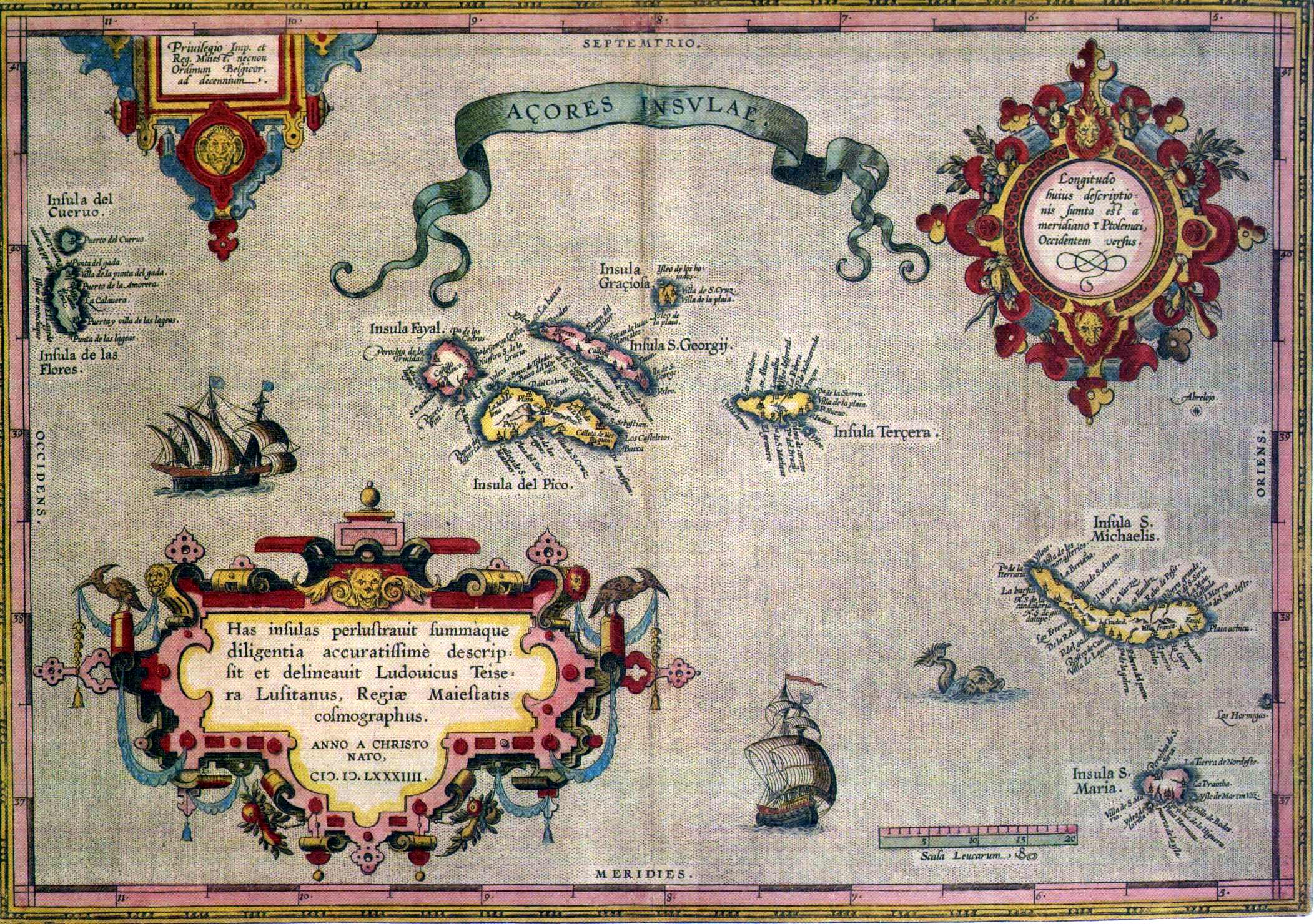
Mapa de las islas Azores de 1584

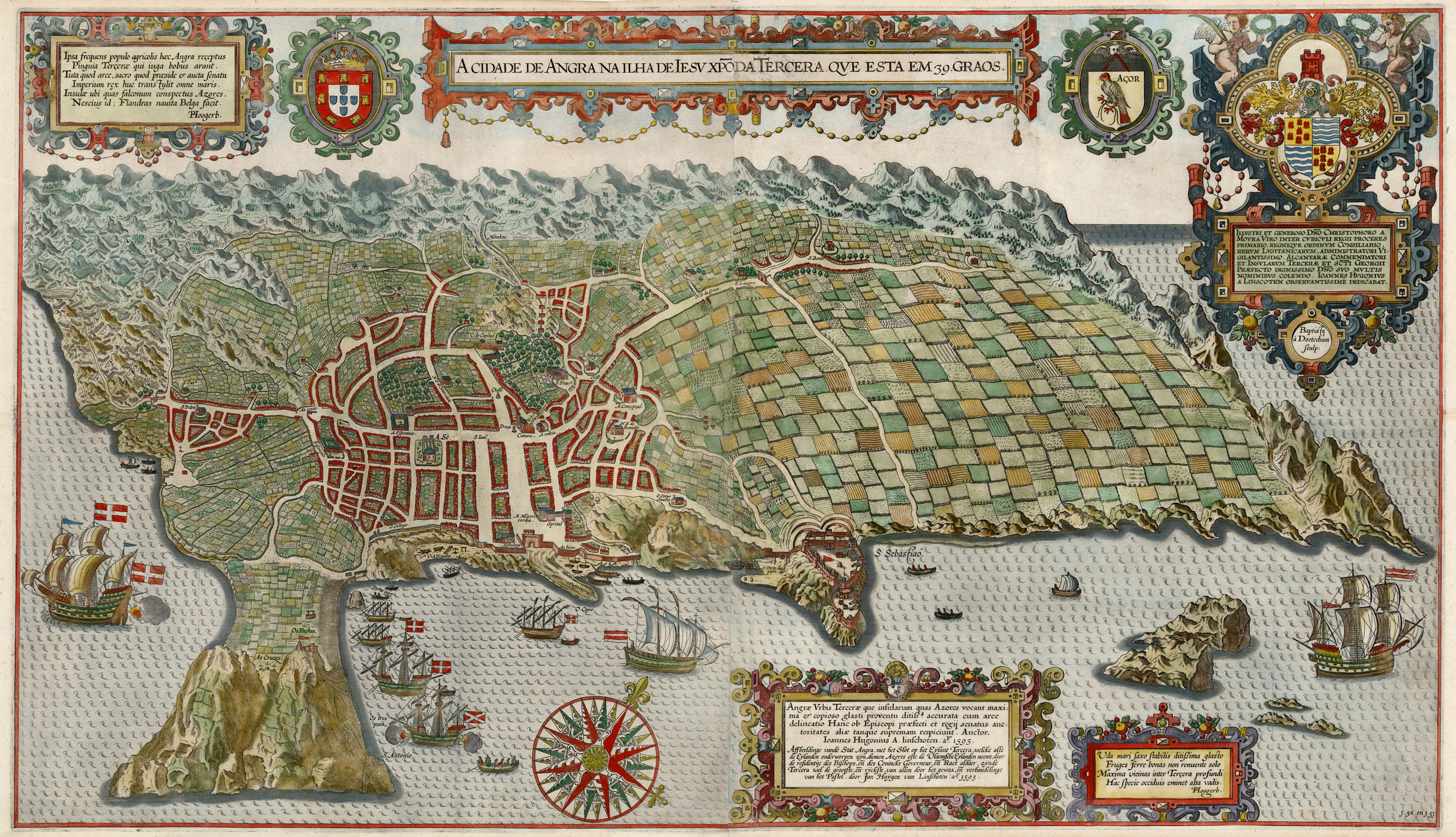
Isla Terceira, Jan Huygen van Linschoten: Angra, Como y Monte Brasil

Hacia fines de la Edad Media se hablaba de diversas tierras e islas míticas en las latitudes y longitudes del archipiélago hoy llamado de las Azores: la Atlántida, la Antilla (o Ante-Isla), la isla de San Brandán, la isla Brasil, las Siete Ciudades y las islas Azuis. Cuando llegaron los portugueses, el archipiélago no estaba habitado por seres humanos ni había referencias de que se hubieran encontrado restos de presencia anterior. No obstante, el análisis de fondos lacustres ha permitido demostrar la presencia humana en torno a los siglos VIII y IX.
Hacia la mitad de la década de 1420, capitanes portugueses como Gonçalo Velho Cabral, Diogo de Silves y otros visitaron, de forma voluntaria o accidental, el archipiélago. Desde entonces, las visitas de naves lusas empezaron a ser frecuentes. La colonización de las islas, deshabitadas en aquella época, comenzó en 1439 con portugueses especialmente de las regiones del Algarve y el Alentejo. En los siglos siguientes, recibieron colonos de otros países europeos, sobre todo del norte de Francia y de Flandes. Hacia 1490, había dos mil flamencos viviendo en las islas de Terceira, Pico, Fayal, San Jorge y Flores. Debido a que había un asentamiento flamenco tan grande, las Azores se empezaron a conocer como las islas flamencas o las islas de Flandes. El príncipe Enrique el Navegante fue el responsable de este asentamiento. También llegaron gentes de otras procedencias como árabes, judíos o incluso el propio Cristóbal Colón, el cual desarrolló allí gran parte de sus conocimientos cartográficos e hizo su primer desembarco, concretamente en la isla de Santa María, cuando regresó de América en 1493.

### Unión Ibérica
En 1583, Felipe II de España y I de Portugal envió una flota combinada de navíos portugueses y españoles para expulsar a los invasores franceses de las Azores. Lo consiguió tras una aplastante victoria sobre la escuadra francesa en la batalla de la isla Terceira, aun siendo la española, comandada por don Álvaro de Bazán, muy inferior en número de naves. Las islas Azores fueron una de las regiones portuguesas que se resistieron a la soberanía de Felipe II, aunque finalmente fueron conquistadas por las tropas españolas en 1583.

### Control portugués
Azores fue devuelta al control portugués en diciembre de 1640 con el final de la Unión Ibérica, no por los esfuerzos militares, ya que estos ya estaban en los esfuerzos de la Guerra de Restauración en el continente, sino por el pueblo que atacó la guarnición castellana bien fortificada de Fortaleza de São João Baptista.
A partir de 1670, la Corona portuguesa fomentó la emigración de habitantes de las islas hacia el sur del Brasil, en especial a la isla de Santa Catarina y el futuro estado de Río Grande del Sur. Por la misma época (1685), tras la revocación del Edicto de Nantes en Francia, un centenar de protestantes franceses de doctrina calvinista (hugonotes) llegaron a instalarse en las Azores.
En 1692-1694 se produce en las islas la llamada Revuelta del taro, en protesta contra la imposición de impuestos al cultivo del taro, considerado el principal alimento de los pobres y esclavos.

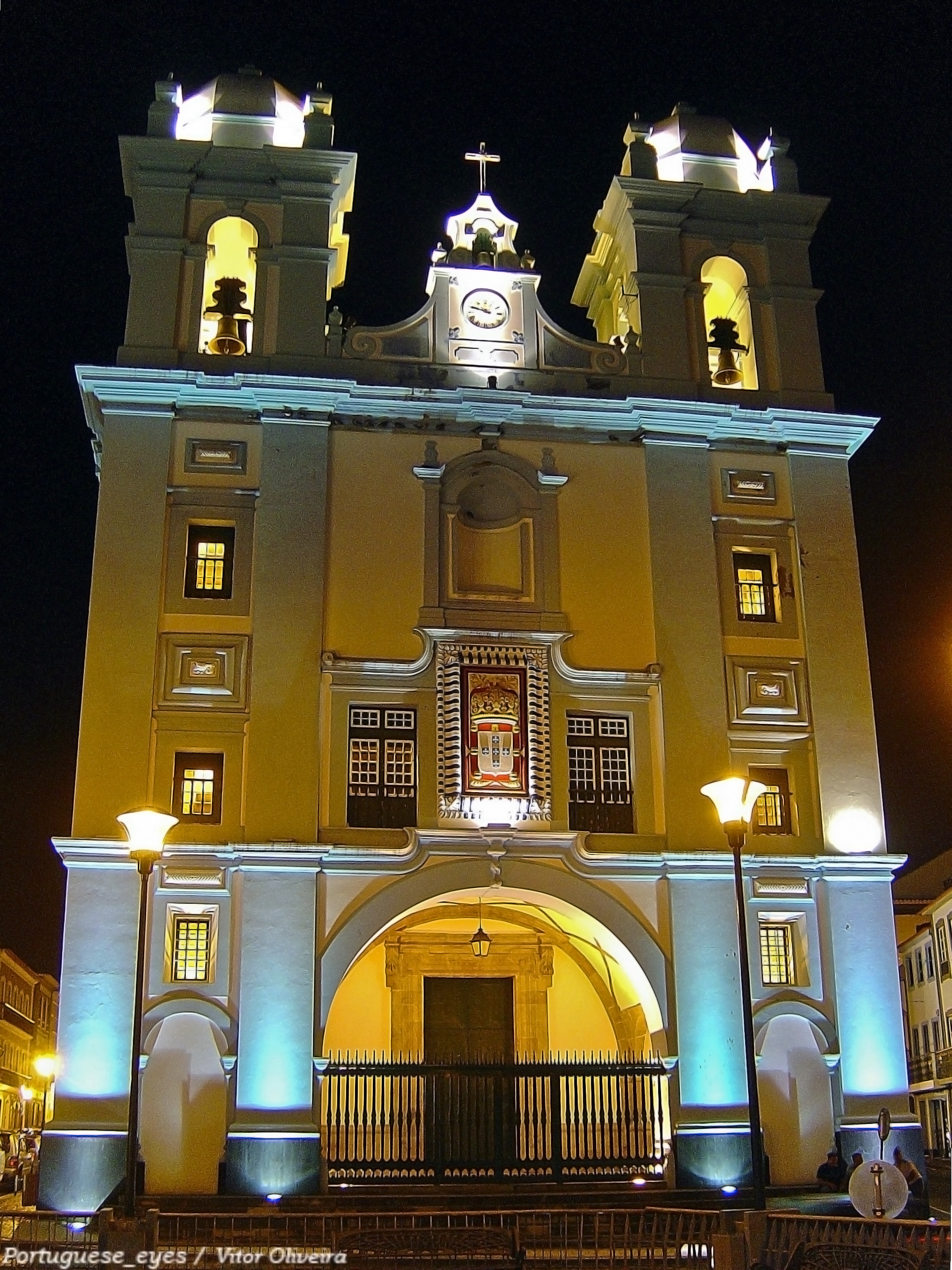
La Iglesia de la Misericordia (Igreja da Misericórdia) en Angra do Heroísmo data del y su primera piedra se colocó el 21 de octubre de 1728

El terremoto de Lisboa de 1755 provocó un tsunami que también asoló parte del archipiélago de las Azores (además de las islas de Cabo Verde y Martinica).
El decreto del 2 de agosto de 1766 abolió el sistema de capitanías y estableció la Capitanía General de las Azores (1766-1832). El capitán general, una especie de virrey, con domicilio en Angra, ejercía poderes judiciales, fiscales y militares sobre las nueve islas del archipiélago, así como una supervisión completa sobre las comunas y el control de la vida económica. Cada isla era administrada por un gobernador. El 23 de febrero de 1771, el archipiélago se unió a Madeira, y durante un tiempo a Cabo Verde, para formar la provincia de las Islas Adyacentes.

### Edad Contemporánea
Tras las invasiones francesas de Portugal (1807-1814), un grupo de presos políticos fue deportado (1810-1812) a Angra por la Regencia de Portugal, acusados de conspirar y apoyar ideas liberales. Su presencia activa explica en parte la revuelta constitucional de Angra (1821), un levantamiento civil y militar, y el apoyo de las Azores a la revolución liberal portuguesa (1820-1822), y a los liberales, hasta el final de la guerra civil portuguesa (1828-1834). En el mismo contexto de difusión de las ideas liberales, a partir de 1819 comenzaron a llegar al archipiélago grupos de judíos del norte de África. Su presencia está documentada en las islas de San Miguel, Terceira, Fayal, San Jorge y Graciosa.
La guerra civil tuvo una fuerte repercusión en las Azores. En 1829, los liberales ganaron en Vila da Praia a los absolutistas. Hicieron en la isla Terceira el cuartel principal del nuevo régimen portugués y establecieron el Consejo de Regencia (Conselho de Regência) de María II de Portugal.
Durante la época de Portugal en la Segunda Guerra Mundial el gobierno portugués le dio permiso a los Estados Unidos para establecer bases militares en las Azores.
En 1976, las Azores pasaron a ser una comunidad autónoma portuguesa. Se suprimieron los distritos de Angra do Heroísmo, Horta y Ponta Delgada en los que se dividían hasta entonces. Constituye una región ultraperiférica de la Unión Europea.
El 8 de febrero de 1989, murieron 144 personas (137 pasajeros y 7 tripulantes) al estrellarse en la isla de Santa María el vuelo 1851 de Independent Air de la compañía estadounidense Independent Air Corporation. El avión procedía de la ciudad italiana de Bérgamo y se dirigía a la República Dominicana. Se trataba de un vuelo chárter. La mayoría de los fallecidos eran de nacionalidad italiana.
Cumbre de las Azores

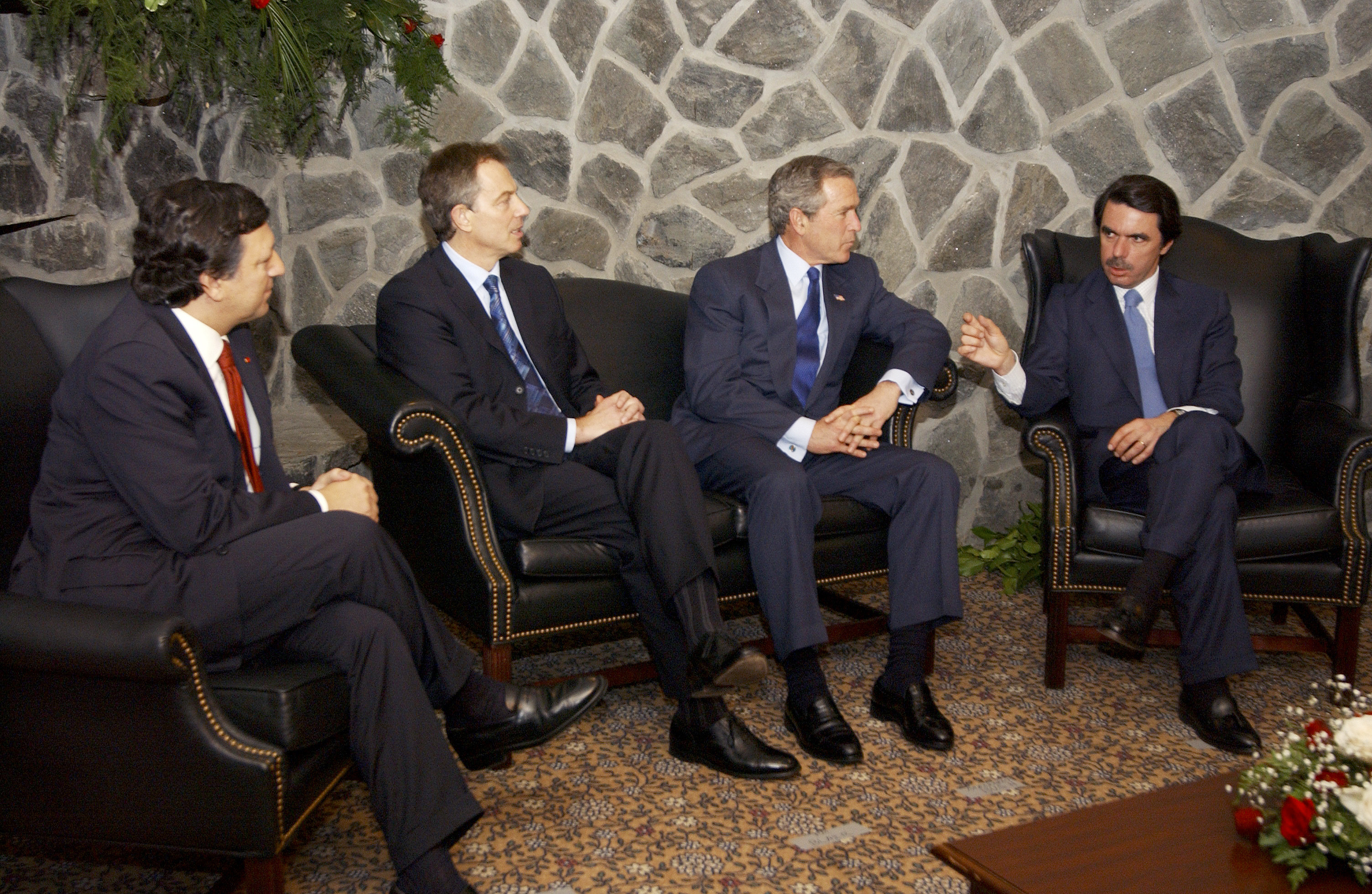
José Manuel Durão Barroso, Tony Blair, George W. Bush y José María Aznar en la Cumbre de las Azores

A mediados de marzo de 2003, en la Cumbre de las Azores entre los gobernantes George W. Bush, Tony Blair, José María Aznar y José Manuel Durão Barroso, se decidió lanzar un ultimátum de veinticuatro horas al régimen iraquí encabezado por Saddam Hussein para su desarme. Este ultimátum desembocó en la invasión de Irak por una coalición internacional de países, sin el respaldo explícito de la Organización de las Naciones Unidas. Sin embargo, en noviembre de 2007 Durão Barroso dijo haber sido engañado en la reunión de las Azores, porque Bush le dijo que el Gobierno de Irak tenía armas de destrucción masiva.

## Geografía

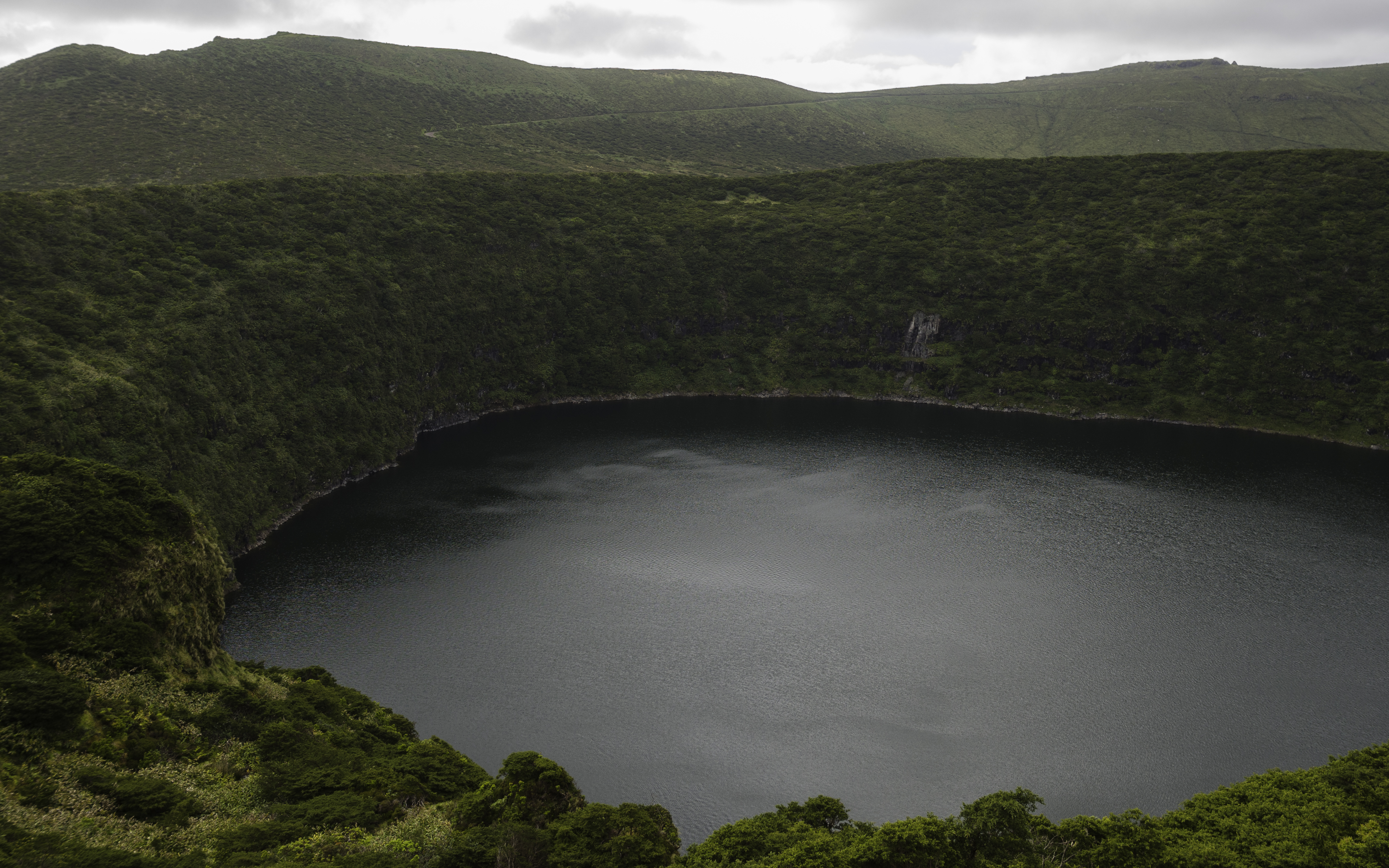
Lagoa Negra en la isla de Flores

Las nueve islas que forman el archipiélago tienen una superficie de 2332 km². Sus superficies individuales varían entre los 747 km² de San Miguel, y los 18 km² de Corvo.
El origen volcánico de las islas puede verse en sus conos volcánicos y cráteres. El volcán del Pico, en la isla del mismo nombre, a 2352 m sobre el nivel del mar, es la montaña más alta de Portugal. La erupción volcánica más reciente tuvo lugar en 1957 en la isla de Fayal.
Las nueve islas están divididas en tres grupos:
- El oriental, de San Miguel y Santa María.
- El central, de Terceira, Graciosa, San Jorge, Pico y Fayal.
- El occidental, de Flores y Corvo.

### Municipios
Las Azores se dividen en 19 municipios o concejos (en portugués, concelhos). Cada municipio se divide a su vez en feligresías, de las que hay 156 en las Azores. Por islas, los municipios son:

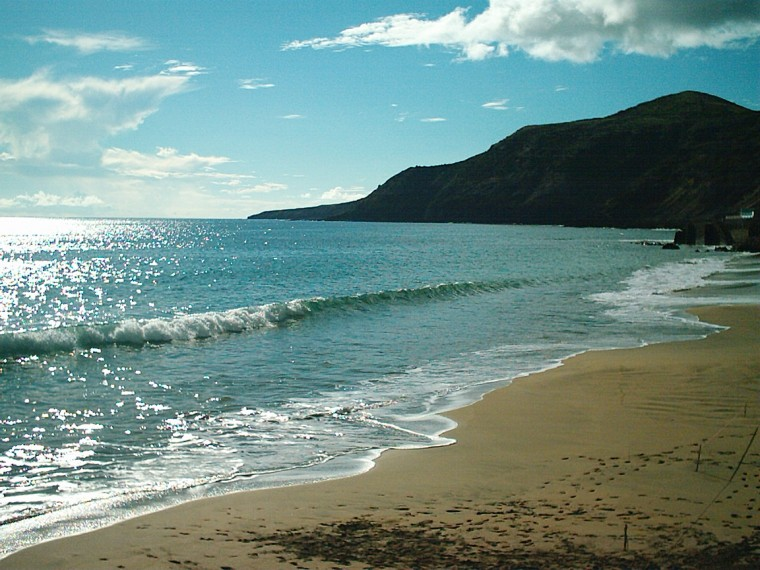
Playa de la bahía de São Lourenço, Isla de Santa María, en las Azores

| Isla        | Superficie (km²) | Población (2002) | Densidad de población | Ciudad principal       | Municipios                                                                       |
| ----------- | ---------------- | ---------------- | --------------------- | ---------------------- | -------------------------------------------------------------------------------- |
| Flores      | 143              | 3949             | 27,6                  | Santa Cruz das Flores  | Lajes das Flores y Santa Cruz das Flores                                         |
| Corvo       | 17               | 435              | 25,6                  | Vila do Corvo          | Vila do Corvo                                                                    |
| Terceira    | 403              | 54 996           | 136,5                 | Angra do Heroísmo      | Angra do Heroísmo y Praia da Vitória                                             |
| Graciosa    | 62               | 4708             | 75,9                  | Santa Cruz da Graciosa | Santa Cruz da Graciosa                                                           |
| San Jorge   | 246              | 9522             | 38,7                  | Velas                  | Calheta y Velas                                                                  |
| Pico        | 446              | 14 579           | 32,7                  | Madalena               | Lajes do Pico, Madalena y São Roque do Pico                                      |
| Fayal       | 173              | 14 934           | 86,3                  | Horta                  | Horta                                                                            |
| Santa María | 97               | 5490             | 56,6                  | Vila do Porto          | Vila do Porto                                                                    |
| San Miguel  | 759              | 130 154          | 171,5                 | Ponta Delgada          | Lagoa, Nordeste, Ponta Delgada, Povoação, Ribeira Grande, y Vila Franca do Campo |

### Clima

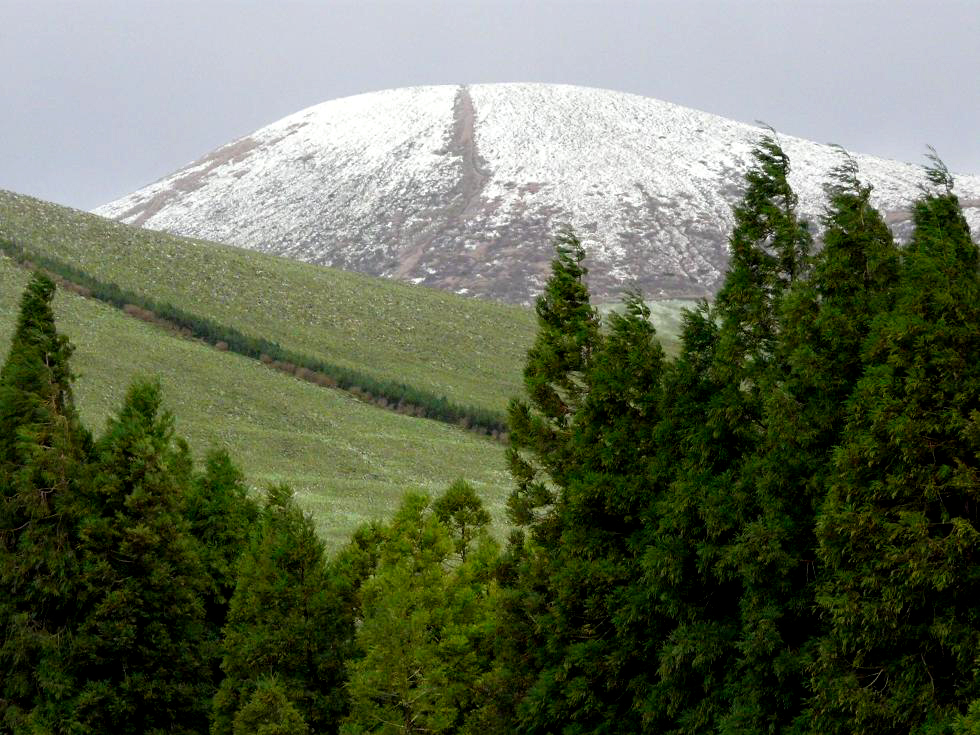
Pico da Sé, en invierno, Isla de Flores

El archipiélago se extiende entre los paralelos que pasa por Lisboa (39°43′-39°55′ de latitud norte) y 37° Goza de un clima subtropical suavizado por la humedad y la cálida corriente del Golfo. Registra temperaturas medias de entre 13 °C en invierno y 24 °C en verano. Su vegetación no es propia de las zonas mediterráneas, sino que tiene características subtropicales húmedas (Floresta nativa subtropical laurisilva). La corriente del Golfo que pasa relativamente cerca, mantiene las aguas del mar a una temperatura media de entre 16 °C y 25 °C.
| Parámetros climáticos promedio de El Archipiélago de las Azores (1971–2000) | Parámetros climáticos promedio de El Archipiélago de las Azores (1971–2000) | Parámetros climáticos promedio de El Archipiélago de las Azores (1971–2000) | Parámetros climáticos promedio de El Archipiélago de las Azores (1971–2000) | Parámetros climáticos promedio de El Archipiélago de las Azores (1971–2000) | Parámetros climáticos promedio de El Archipiélago de las Azores (1971–2000) | Parámetros climáticos promedio de El Archipiélago de las Azores (1971–2000) | Parámetros climáticos promedio de El Archipiélago de las Azores (1971–2000) | Parámetros climáticos promedio de El Archipiélago de las Azores (1971–2000) | Parámetros climáticos promedio de El Archipiélago de las Azores (1971–2000) | Parámetros climáticos promedio de El Archipiélago de las Azores (1971–2000) | Parámetros climáticos promedio de El Archipiélago de las Azores (1971–2000) | Parámetros climáticos promedio de El Archipiélago de las Azores (1971–2000) | Parámetros climáticos promedio de El Archipiélago de las Azores (1971–2000) |
| Mes                                                                         | Ene.                                                                        | Feb.                                                                        | Mar.                                                                        | Abr.                                                                        | May.                                                                        | Jun.                                                                        | Jul.                                                                        | Ago.                                                                        | Sep.                                                                        | Oct.                                                                        | Nov.                                                                        | Dic.                                                                        | Anual                                                                       |
| --------------------------------------------------------------------------- | --------------------------------------------------------------------------- | --------------------------------------------------------------------------- | --------------------------------------------------------------------------- | --------------------------------------------------------------------------- | --------------------------------------------------------------------------- | --------------------------------------------------------------------------- | --------------------------------------------------------------------------- | --------------------------------------------------------------------------- | --------------------------------------------------------------------------- | --------------------------------------------------------------------------- | --------------------------------------------------------------------------- | --------------------------------------------------------------------------- | --------------------------------------------------------------------------- |
| Temp. máx. media (°C)                                                       | 16.0                                                                        | 15.8                                                                        | 16.3                                                                        | 17.1                                                                        | 18.6                                                                        | 20.9                                                                        | 23.6                                                                        | 24.8                                                                        | 23.8                                                                        | 21.2                                                                        | 18.8                                                                        | 17.0                                                                        | 19.49                                                                       |
| Temp. mín. media (°C)                                                       | 11.5                                                                        | 11.1                                                                        | 11.6                                                                        | 12.1                                                                        | 13.4                                                                        | 15.5                                                                        | 17.7                                                                        | 18.7                                                                        | 18.1                                                                        | 16.1                                                                        | 14.1                                                                        | 12.6                                                                        | 14.38                                                                       |
| Precipitación total (mm)                                                    | 111.7                                                                       | 108.6                                                                       | 99.6                                                                        | 85.2                                                                        | 59.6                                                                        | 48.5                                                                        | 32.6                                                                        | 56.9                                                                        | 96.3                                                                        | 124                                                                         | 129.5                                                                       | 136.3                                                                       | 1090.5                                                                      |
| Fuente: Instituto de Meteorología, IP Portugal.                             |                                                                             |                                                                             |                                                                             |                                                                             |                                                                             |                                                                             |                                                                             |                                                                             |                                                                             |                                                                             |                                                                             |                                                                             |                                                                             |

#### Anticiclón de las Azores
Las Azores están situadas en una zona de transición y confrontación entre masas de aire de origen tropical y masas de aire más frío de origen polar. El clima del archipiélago está determinado en gran medida por las variaciones del campo de presión atmosférica sobre el Atlántico Norte. Estas variaciones, condicionadas por la masa del continente americano y la masa de agua atlántica, están superpuestas por un anticiclón atlántico subtropical semipermanente, conocido comúnmente como anticiclón de las Azores. 

El anticiclón de las Azores experimenta variaciones estacionales que pueden afectar al archipiélago de muchas maneras. En invierno, el anticiclón se sitúa más al sur y permite el descenso del frente polar, acercándolo al archipiélago. En verano, por el contrario, el desplazamiento del anticiclón más al norte, provoca la salida del frente polar y sus perturbaciones asociadas hacia latitudes más altas. Al alejarse lo suficiente de las costas continentales, las masas de aire continentales que llegan al archipiélago se debilitan por la influencia marítima.

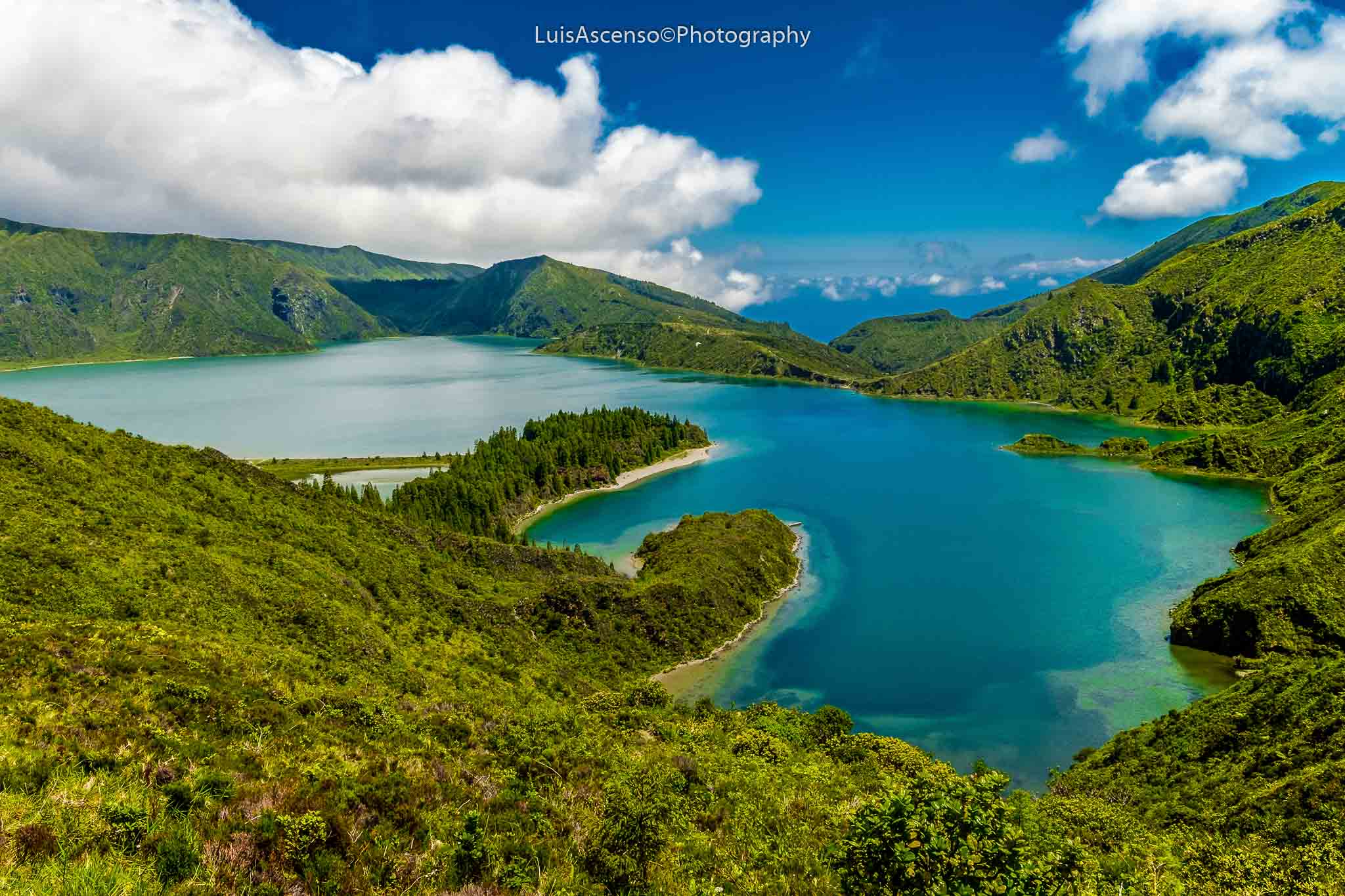
Laguna del Fuego, en la isla de San Miguel.

No puede decirse lo mismo de las zonas de mayor altitud (por ejemplo, el monte Pico), donde las masas de aire superior de origen continental y con una trayectoria más directa pueden alcanzar la superficie y presentar en esas zonas un aire más seco y temperaturas más extremas. Al mismo tiempo, este aire circulante de atmósfera libre transporta al archipiélago aerosoles, concretamente cenizas volcánicas o arenas finas procedentes del desierto del Sáhara, que afectan esporádicamente a la radiación y a la calidad del aire.
Las temperaturas máximas diarias a baja altitud suelen oscilar entre 16 y 25 °C (61 y 77 °F). La precipitación media anual suele aumentar de este a oeste, oscilando entre 700 mm (28 in) en Santa María y 1600 mm (63 in) en Flores y alcanzando valores superiores a 5000 mm (200 in) en las tierras altas de Pico.

#### Clasificación Köppen
Según la clasificación climática de Köppen, el grupo oriental (São Miguel y Santa María) suele clasificarse como mediterráneo, mientras que el grupo central y occidental (especialmente Flores y Corvo) es cada vez más subtropical húmedo y, en general, más lluvioso debido a los efectos de la corriente del Golfo. Esta corriente tiene un gran efecto sobre la temperatura del mar, que varía entre 16 °C (61 °F) en febrero y marzo, y 23 °C (73 °F) en agosto y septiembre, y aumenta antes en el grupo occidental.

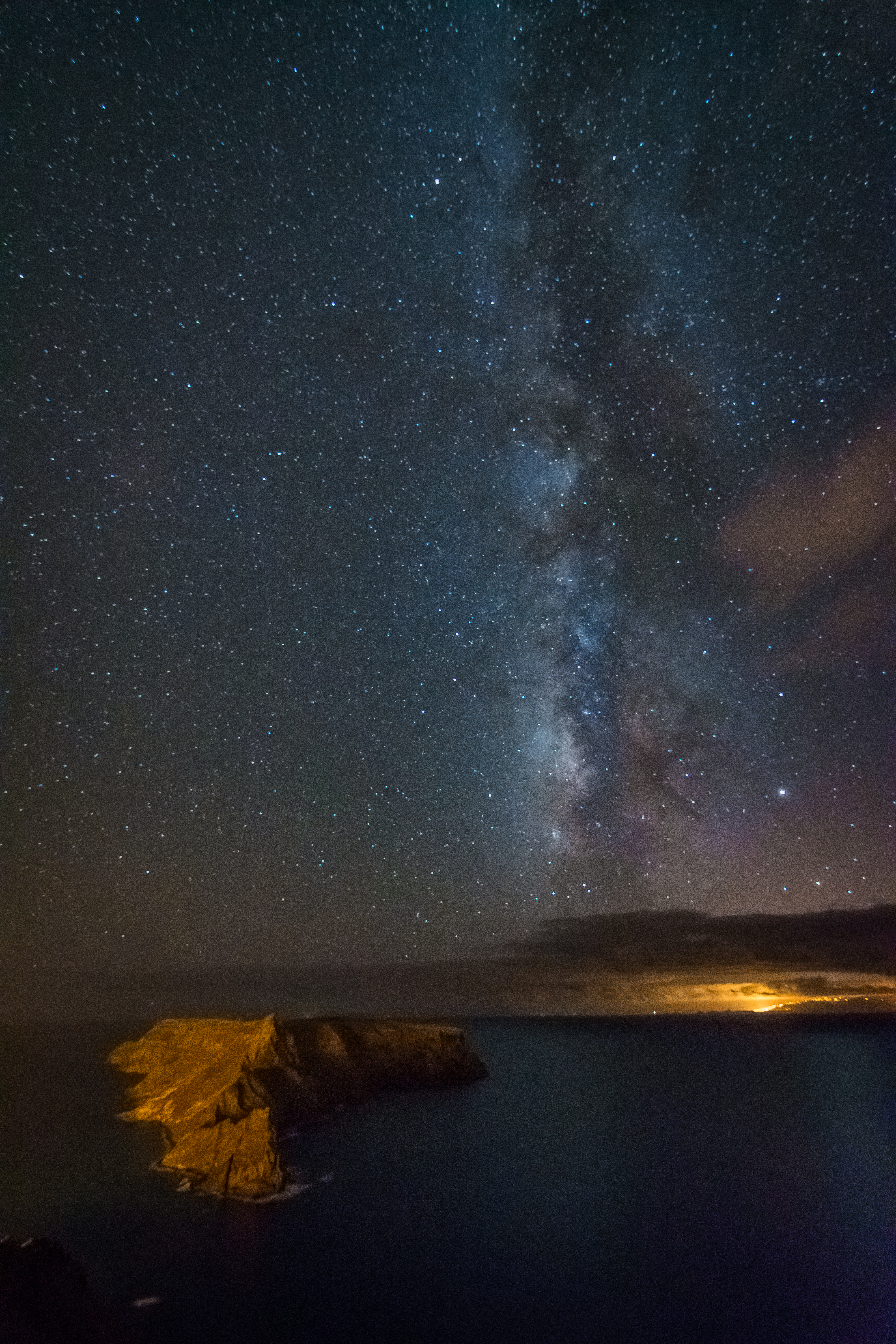
El Islote de Baixo (Ilhéu de Baixo) en la noche

Los datos de Salvador Rivas-Martínez presentan varias zonas bioclimáticas diferentes para las Azores. El desfase estacional es extremo en la mitad baja del año, siendo diciembre más suave que abril en términos de temperaturas medias. En verano, el desfase es algo menor, siendo agosto el mes más cálido, aunque septiembre suele ser tan cálido o más que julio.

#### Temperaturas
Aunque en Pico se han registrado temperaturas tan cálidas como 32,1 °C, ni Ponta Delgada ni Angra do Heroísmo, las dos ciudades más grandes, han superado nunca los 30 °C. En ninguna de las islas se han registrado heladas, nevadas o incluso temperaturas inferiores a 5 °C (41 °F) a nivel del mar. El clima más frío en invierno suele proceder de las masas de aire del noroeste que se originan en Labrador (Canadá). Sin embargo, como esas masas de aire se calientan a su paso por el océano Atlántico, más cálido, las temperaturas diurnas superan incluso entonces los 10 °C (50 °F).
La humedad relativa media puede oscilar entre el 80 % en la costa y más del 90 % por encima de los 400 m (1300 pies). Sin embargo, las zonas más elevadas por encima de la capa límite planetaria pueden experimentar valores extremadamente bajos cercanos al 10 %. Los veranos son especialmente húmedos en agosto y pueden aumentar la temperatura percibida en algunos grados. Los inviernos no sólo son muy suaves, sino también muy húmedos y contribuyen sustancialmente a la precipitación anual.
La insolación es relativamente baja, con un 35-40 % del valor total posible de insolación, y mayor en islas topográficamente más bajas como Graciosa o Santa María, inversamente proporcional a la precipitación. Esto es causado directamente por la elevación orográfica de las masas de aire húmedo y es especialmente pronunciado en las islas marcadas por una alta orografía.

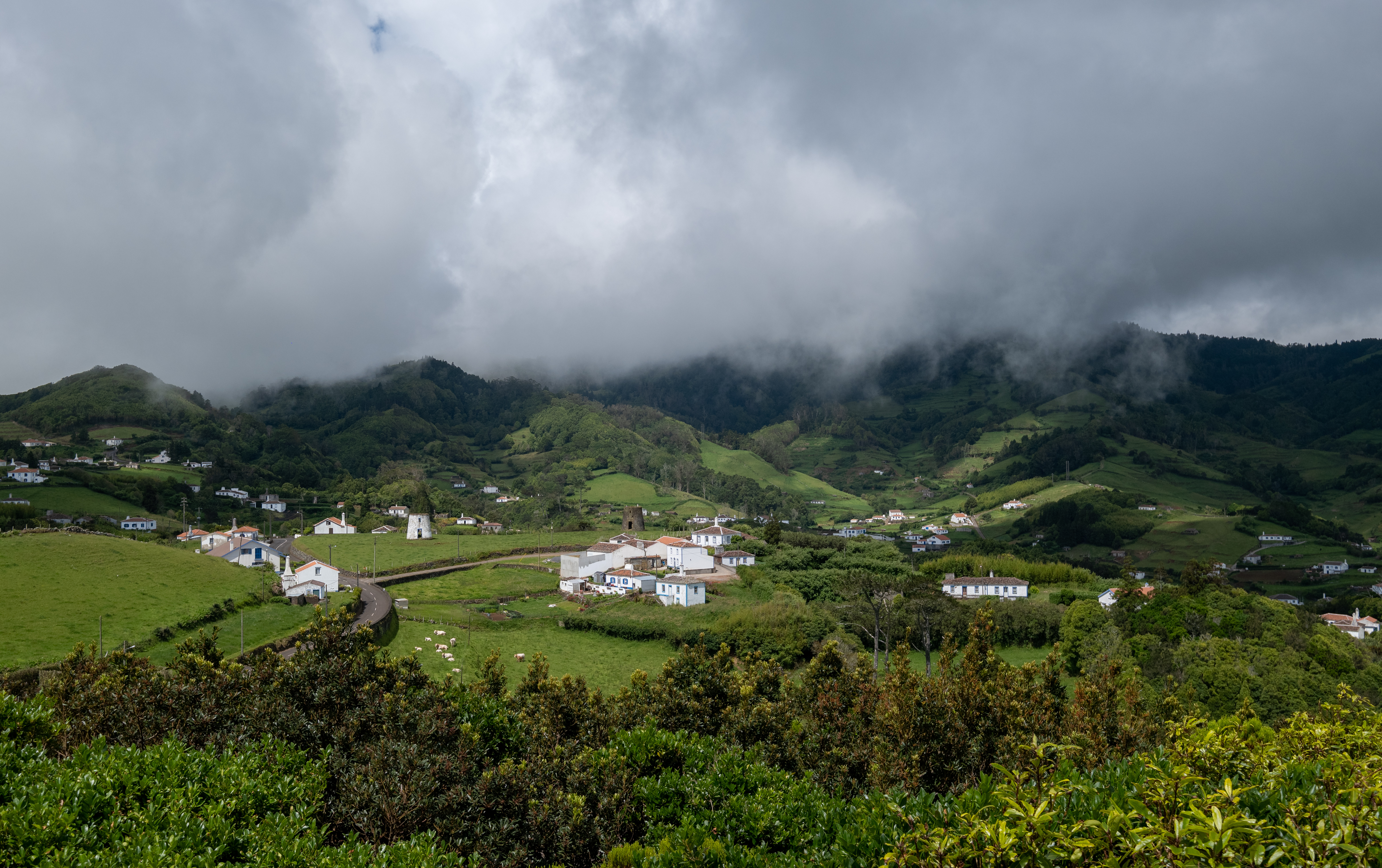
La isla de Santa María con tiempo nublado

### Huracanes
Con mayor rareza, sobre todo a finales del verano y en otoño, a pesar de la posición septentrional que ocupa el archipiélago, las Azores pueden verse afectadas por el paso de ciclones tropicales, o de tormentas tropicales derivadas de ellos, algunas pueden resultar de anomalías de sistemas de baja latitud mientras que otras resultan del regreso, de nuevo al Atlántico, tras un recorrido próximo o incluso sobre el continente americano. Aunque a menudo pequeños y en proceso de disipación, estos ciclones dan lugar a muchas de las peores tormentas a las que está sometido el archipiélago.
Un total de 14 ciclones tropicales o subtropicales han afectado a la región a lo largo de la historia. La mayoría de ellos eran tormentas extratropicales o tropicales cuando afectaron a la región, aunque varios huracanes de categoría 1 han llegado a las Azores.
Las siguientes tormentas afectaron a la región con fuerza de categoría 1:
- Huracán Fran en 1973
- Huracán Emmy en 1976
- Huracán Gordon en 2006
- Huracán Gordon en 2012
- Huracán Álex en 2016

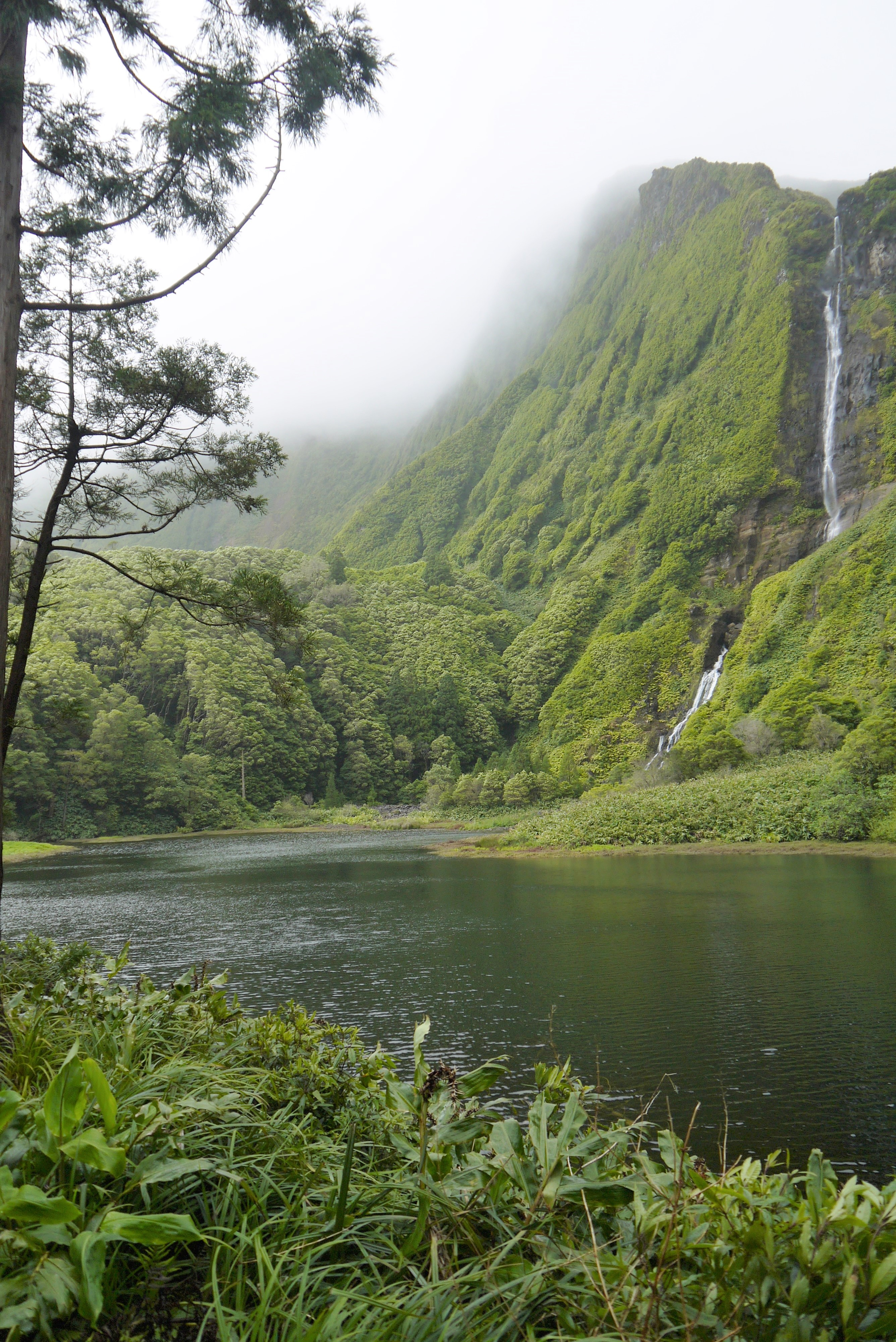
Lagoa dos Patos, Isla de Flores

Varias tormentas tropicales han azotado la región, entre ellas:
- La tormenta tropical Irma en 1978
- el huracán Bonnie en 1992
- el huracán Charley en 1992
- el huracán Erika en 1997
- el huracán Gastón en 2016
- Tormenta tropical Gastón en 2022

Las tormentas que eran extratropicales cuando impactaron en la región incluyen:
- Huracán Tanya en 1995
- La tormenta tropical Ana en 2003
- La tormenta tropical Grace en 2009

Además, la tormenta subtropical Azores afectó a la región en octubre de 2005.

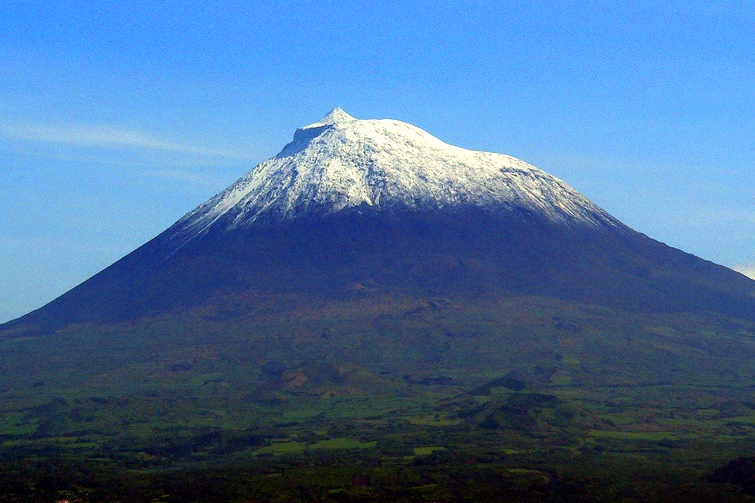
Con 2351 metros, el monte Pico, en las Azores, es la montaña más alta de Portugal. En 1718 una colada de lava del volcán llegó a la costa

### Geología
Desde el punto de vista geoestructural, las Azores están situadas sobre una triple unión activa entre tres de las principales placas tectónicas del mundo (la Placa Norteamericana, la Placa Euroasiática y la Placa Africana), condición que se ha traducido en la existencia de numerosas fallas y fracturas en esta región del Atlántico. Las islas más occidentales del archipiélago (Corvo y Flores) están situadas en la Placa Norteamericana, mientras que las restantes se encuentran dentro del límite que divide las placas Euroasiática y Africana.
Las principales estructuras tectónicas que existen en la región de las Azores son la Dorsal Mesoatlántica, el Rift de Terceira, la Zona de Fractura de las Azores y la Falla de Glória. La Dorsal Mesoatlántica es la principal frontera entre la Placa Norteamericana y las Placas Africana y Euroasiática que atraviesa la Meseta de las Azores entre las islas de Flores y Faial de norte a sur y después hacia el suroeste; es una extensa forma atravesada por numerosas fallas de transformación que discurren perpendiculares a su orientación norte-sur, sísmicamente activa y susceptible de vulcanismo.

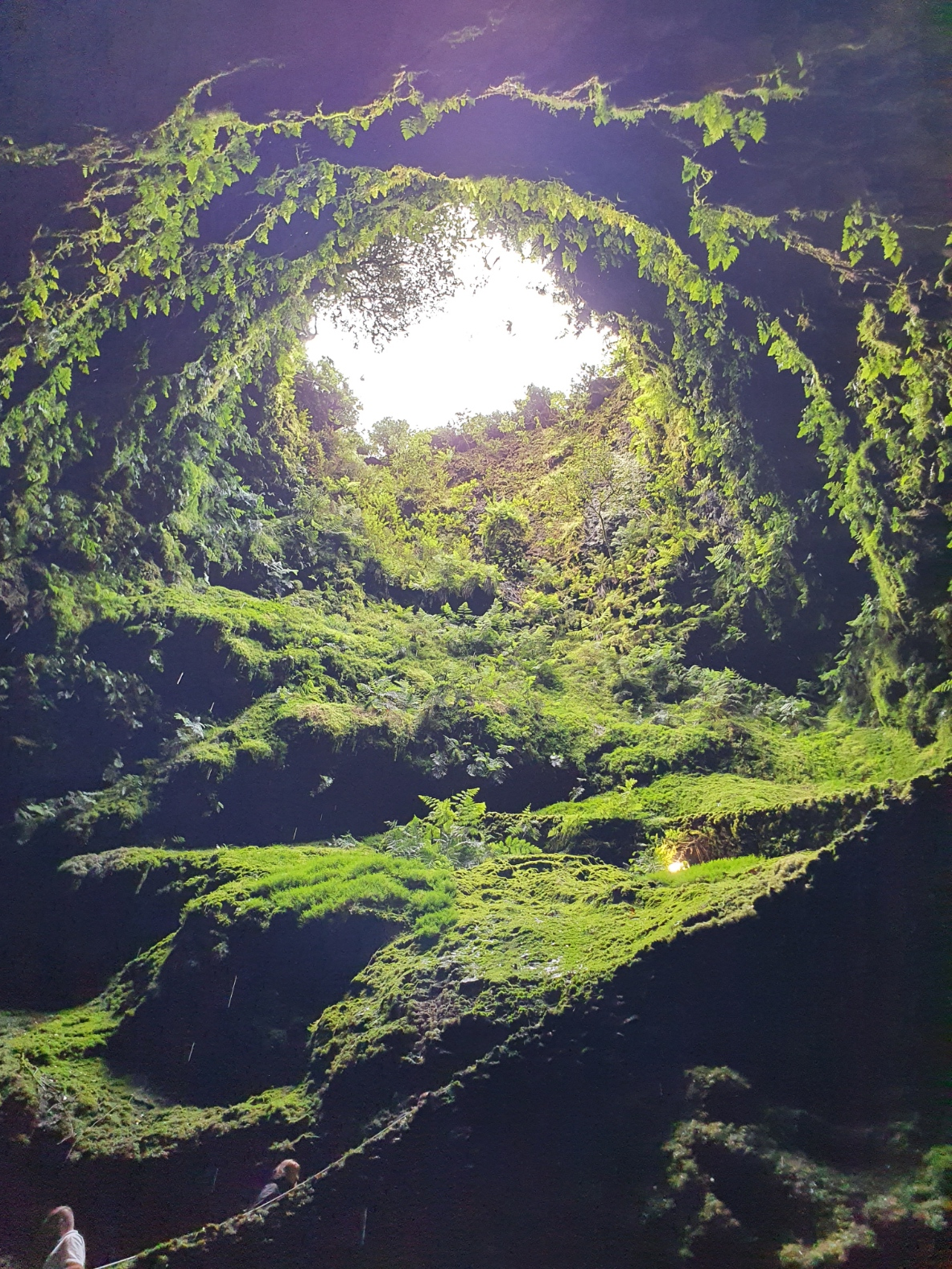
Algar do Carvão una cueva en la Isla Terceira

El Rift de Terceira es un sistema de fracturas que se extiende desde la Dorsal Mesoatlántica hasta la Falla de Glória y que representa la principal frontera entre las Placas Euroasiática y Africana. Está definido por una línea de volcanes submarinos y montes insulares que se extienden de noroeste a sureste a lo largo de unos 550 km, desde la zona oeste de Graciosa hasta los islotes de las Formigas, que incluyen las islas de Graciosa, Terceira y São Miguel. Su límite noroeste conecta con la Dorsal Mesoatlántica, mientras que la sección sureste interseca la Falla de Gloria al sureste de la isla de Santa María.
La Zona de Fractura de las Azores se extiende desde la Falla de Glória y abarca un área relativamente inactiva al sur de las islas de los grupos Central y Oriental hacia el norte hasta la Falla de Terceira, a lo largo de un ángulo de 45° La Falla de Glória, por su parte, se extiende 800 km a lo largo de una línea lineal desde las Azores hasta la Falla de Transformación Azores-Gibraltar.
El vulcanismo de las islas está asociado al rifting a lo largo de la Triple Falla de las Azores; la extensión de la corteza a lo largo de las fallas y fracturas existentes ha producido muchos de los eventos volcánicos y sísmicos activos, mientras que, apoyado por el afloramiento boyante en el manto más profundo, algunos lo asocian con un punto caliente en las Azores. La mayor parte de la actividad volcánica se ha centrado, principalmente, a lo largo de la Falla de Terceira.
Desde el inicio de la colonización portuguesa de las islas, alrededor del siglo XV, se han registrado 28 erupciones volcánicas (15 terrestres y 13 submarinas). La última erupción volcánica significativa, el volcán de los Capelinhos (Vulcão dos Capelinhos), ocurrió frente a la costa de la isla de Faial en 1957; la actividad volcánica más reciente ocurrió en los montes submarinos y volcanes submarinos frente a la costa de Serreta y en el canal de Pico-São Jorge.

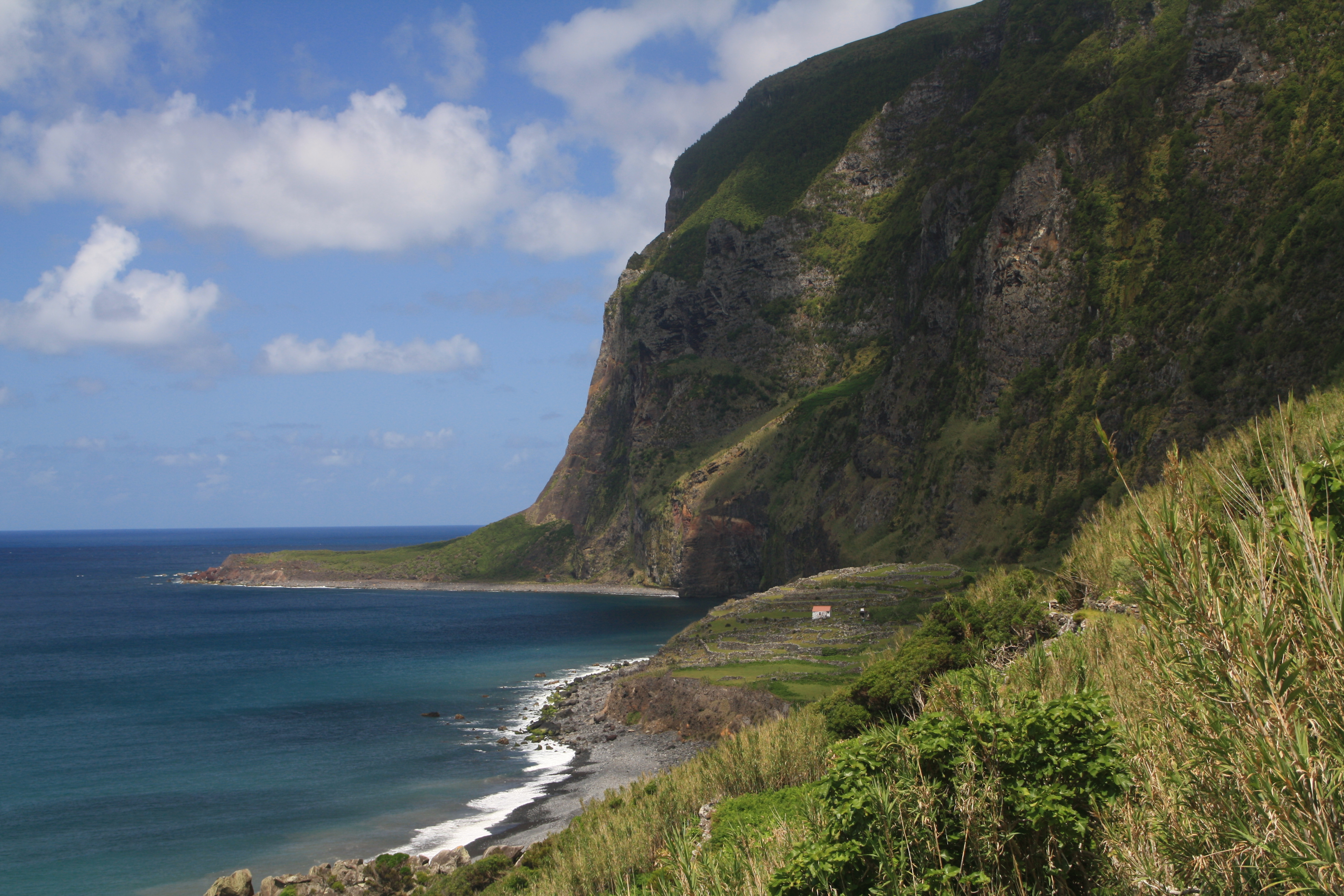
Fajã de Lopo Vaz, en la Isla de Flores

Las islas tienen muchos ejemplos de geomorfología volcánica, incluyendo cuevas y tubos de lava (como la Gruta das Torres, Algar do Carvão, Gruta do Natal, Gruta das Cinco Ribeiras), los campos de lava costeros (como la costa de Feteiras, Faial, el Mistério de Prainha o São João en la isla de Pico) además de los conos inactivos del centro de la isla de São Miguel, los ya mencionados Capelinhos en Faial, los complejos volcánicos de Terceira o la caldeira pliniana de la isla de Corvo. Las islas del archipiélago se formaron gracias a la actividad volcánica y sísmica durante el Neógeno; las primeras superficies embrionarias comenzaron a aparecer en las aguas de Santa María durante el Mioceno (hace unos 8 millones de años).

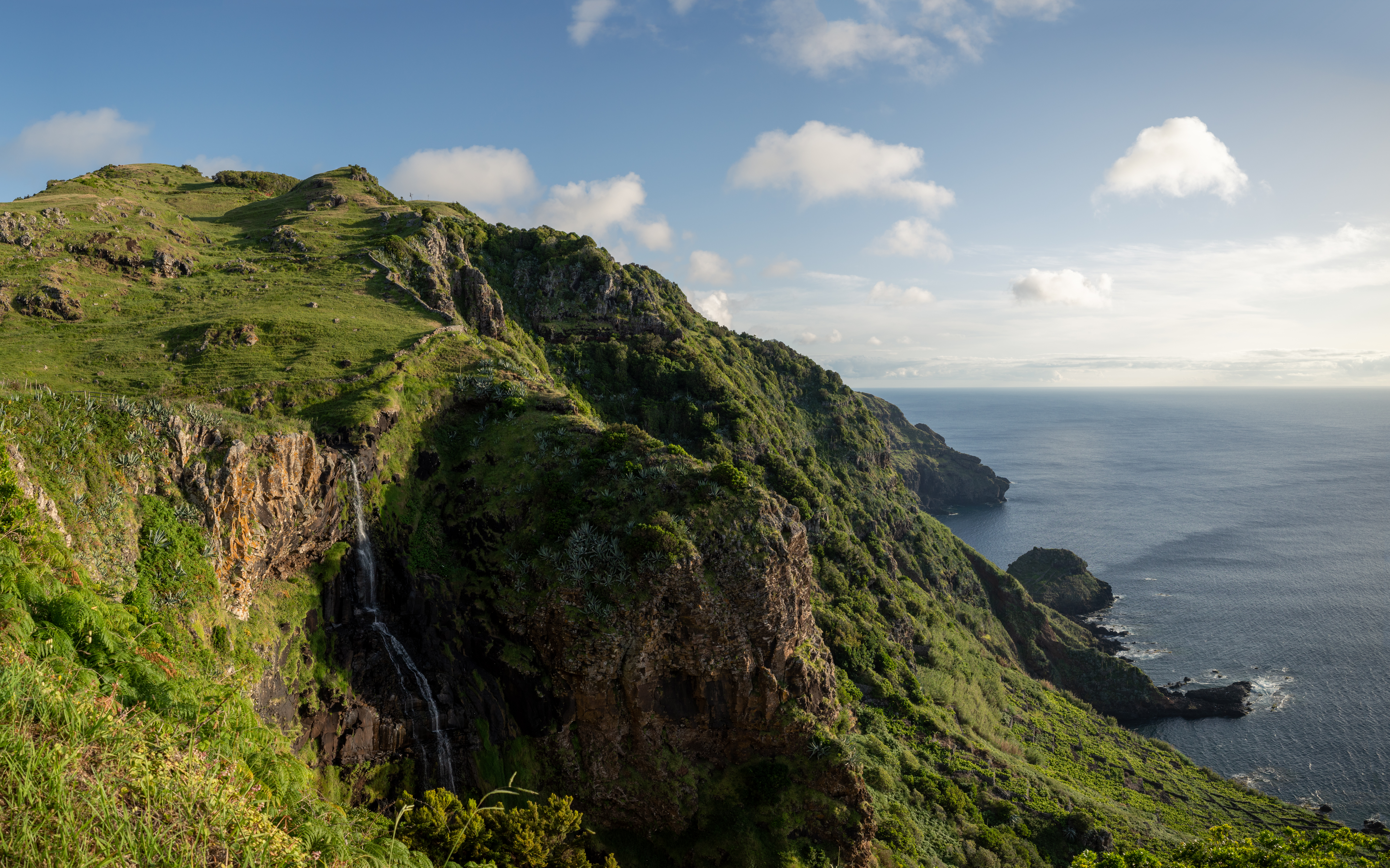
Cascada de Aveiro en la Isla de Santa María

La secuencia de formación de la isla se ha caracterizado generalmente como: Santa María (8,12 Ma), São Miguel (4,1 Ma), Terceira (3,52 Ma), Graciosa (2,5 Ma), Flores (2,16 Ma), Faial (0,7 Ma), São Jorge (0,55 Ma), Corvo (0,7 Ma) y la más joven, Pico (0,27 Ma). Aunque todas las islas han experimentado vulcanismo a lo largo de su historia geológica, dentro de la historia registrada de "asentamientos humanos", las islas de Santa María, Graciosa, Flores y Corvo no han experimentado ninguna erupción volcánica; además de fumarolas activas y fuentes termales, el resto de las islas han tenido erupciones esporádicas desde el siglo XIV. Aparte del volcán Capelinhos en 1957-1958, el último caso registrado de "formación de islas" ocurrió frente a la costa de São Miguel, cuando se formó brevemente la isla de Sabrina.

### Terremotos
Debido a su entorno geodinámico, la región ha sido un centro de intensa actividad sísmica, especialmente a lo largo de sus límites tectónicos en la Dorsal Mesoatlántica y el Rift de Terceira. Los eventos sísmicos, aunque frecuentes, suelen ser de naturaleza tectónica o vulcotectónica, pero en general son de intensidad baja a media, ocasionalmente puntuados por eventos de nivel 5 o superior en la escala de magnitud de Richter. El terremoto más grave se registró en 1757, cerca de Calheta, en la isla de São Jorge, y superó los 7 grados en la escala de magnitud de Richter.
En comparación, el terremoto de 1522, mencionado por el historiador Gaspar Frutuoso, tuvo una magnitud de 6,8, pero sus efectos fueron calificados de X (Extremo) en la escala de intensidad de Mercalli, y fue responsable de la destrucción de Vila Franca do Campo y de corrimientos de tierra que pueden haber matado a más de 5000 de sus habitantes.

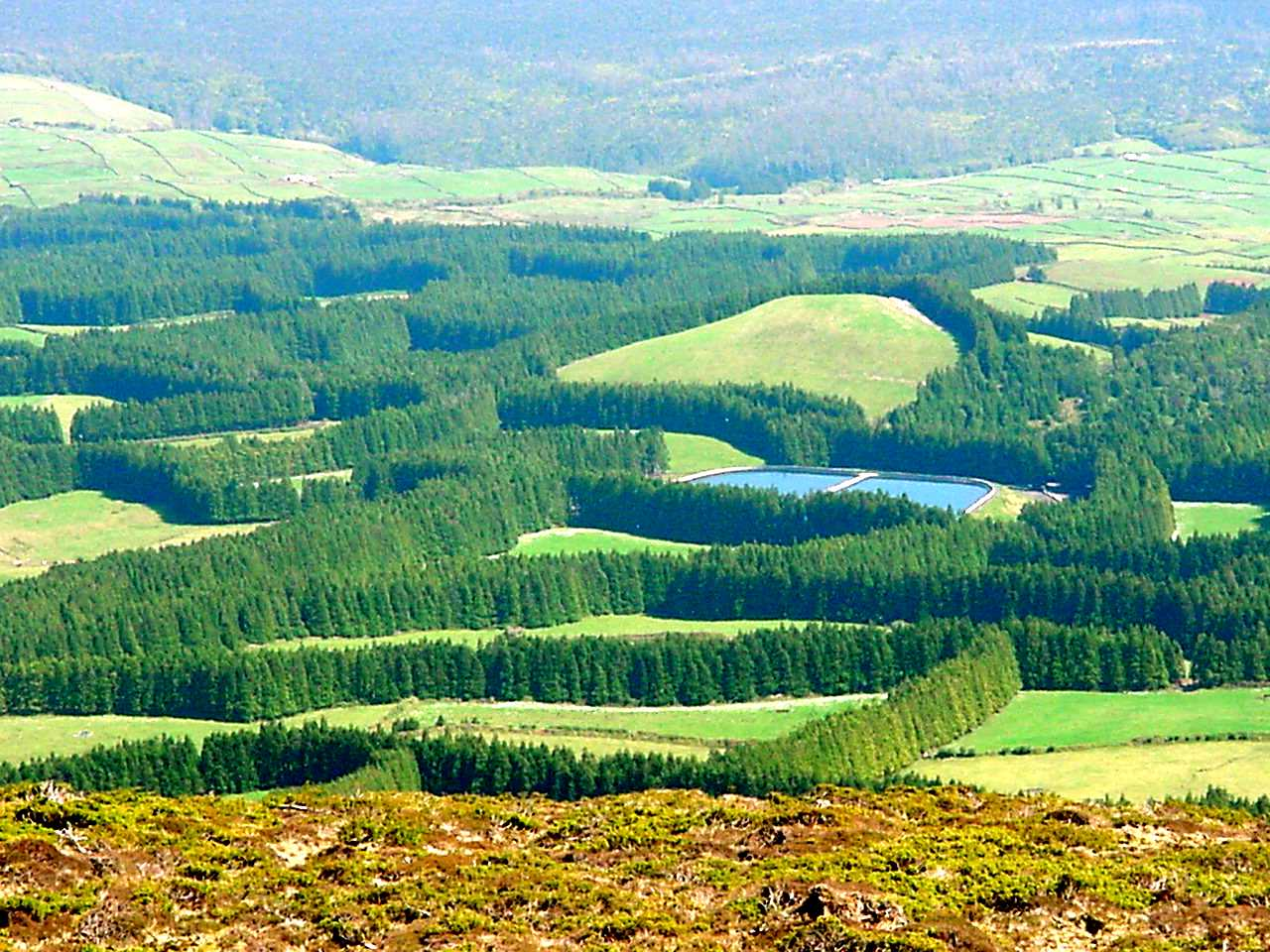
Sierra de Santa Bárbara en la Isla de Terceira

### Importancia Geoestratégica
Su situación en el centro del Atlántico Norte hizo que, durante siglos, las islas Azores fueran una auténtica encrucijada en las rutas transatlánticas.
En los tiempos de la navegación a vela, debido a los vientos y corrientes que obligaban a "doblar la curva", los barcos procedentes del Atlántico Sur (de la India, Extremo Oriente y otras partes de Asia, África, Brasil y otras partes de Sudamérica) y del Caribe (de las llamadas "Indias Occidentales") realizaban una amplia rotación en el sentido de las agujas del reloj que los llevaba hasta las proximidades del Grupo Occidental y luego cruzaban el archipiélago en dirección a Europa. Esta es la ruta que aún hoy sigue la navegación de recreo, utilizando como base el puerto de Horta, en la isla de Faial.
Con la llegada de la navegación a vapor, los puertos de las Azores, en particular los de Ponta Delgada y Horta, los únicos con muelles de protección y atracaderos de tamaño apreciable, pasaron a desempeñar un papel importante en el abastecimiento de carbón.

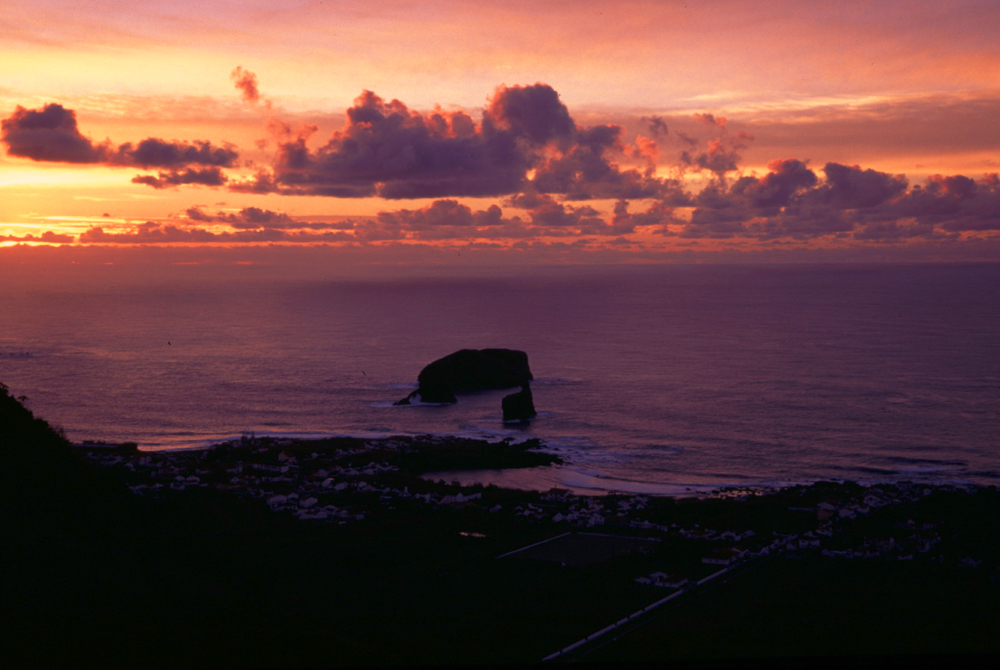
Atardecer en la isla de San Miguel

Con la llegada de la aviación, las Azores ganaron pronto importancia como punto de apoyo. Las primeras travesías aéreas del Atlántico tuvieron lugar sobre las Azores, y Horta, con su bahía abrigada y sus conexiones telegráficas intercontinentales por cable submarino, fue una escala importante para las conexiones entre Europa y América por hidroavión (los clippers) en el periodo inmediatamente anterior a la Segunda Guerra Mundial.
Una vez terminada la guerra, la base estadounidense de la isla de Santa María se convirtió rápidamente en aeropuerto internacional y centro de escala técnica para los aviones que cruzaban el Atlántico entre América, el sur de Europa, el norte de África y Oriente Medio. La base de Lajes, en la isla de Terceira, desempeñó (y sigue desempeñando) el mismo papel para la aviación militar. Tras la salida del contingente británico en 1943, se instaló un destacamento militar estadounidense en lo que hoy es la Base de Área n.º 4 de la Fuerza Aérea Portuguesa (todavía en pleno funcionamiento).

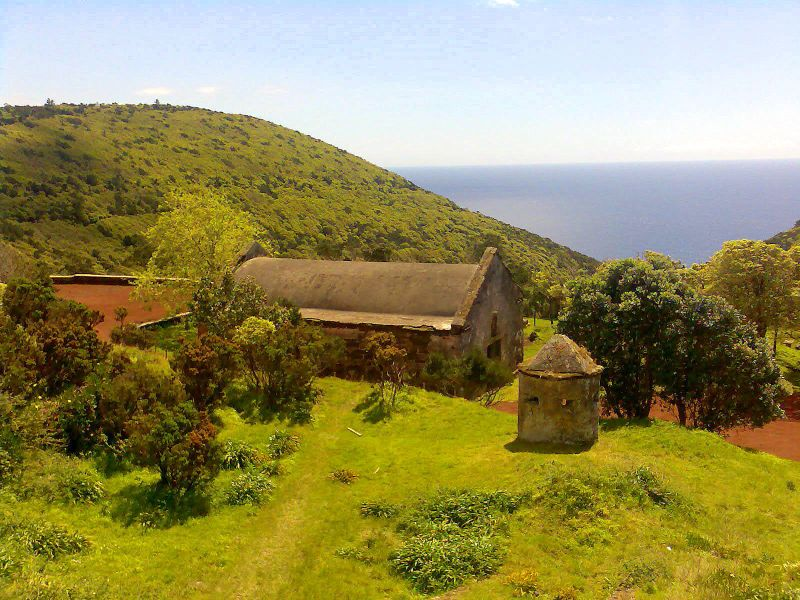
Monte Brasil, Azores

Los debates en torno al papel geoestratégico de las Azores y la función del archipiélago como punto fronterizo entre las esferas de interés norteamericana y europea siguen desempeñando un papel importante en la discusión política azoriana y en la postura de la clase política ante los intereses portugueses en el Atlántico. Las cuestiones relativas al reparto de las compensaciones concedidas por Estados Unidos por el uso de la Base Aérea de Lajes, en la isla de Terceira, han ocupado la actividad parlamentaria, aunque de forma estéril, y son una presencia constante en las negociaciones con Portugal y Estados Unidos.
Más recientemente, el hecho de que las aguas de la zona económica exclusiva (ZEE) de las Azores sean con mucho las mayores de la Unión Europea, con sus 994 000 kilómetros cuadrados, y constituyan por tanto el grueso de las llamadas "aguas occidentales" de la Unión, ha suscitado acalorados debates sobre las ventajas de la integración azoriana en la Unión Europea. En virtud de los tratados vigentes, y del proyecto de tratado para la Constitución Europea, la gestión de los recursos biológicos marinos es competencia exclusiva de la Unión, lo que ya ha llevado a la apertura parcial de la pesca (entre 100 y 200 millas náuticas) a los buques comunitarios en contra de los deseos del gobierno azoriano.
Para comprender la posición del archipiélago, fíjese en las siguientes distancias medidas a lo largo del ortodrómico (gran círculo) desde un punto situado en el centro geográfico de las Azores (38°35′N; 28°05′O):
- Funchal, Madeira - 1206 km;
- Lisboa - 1643 km;

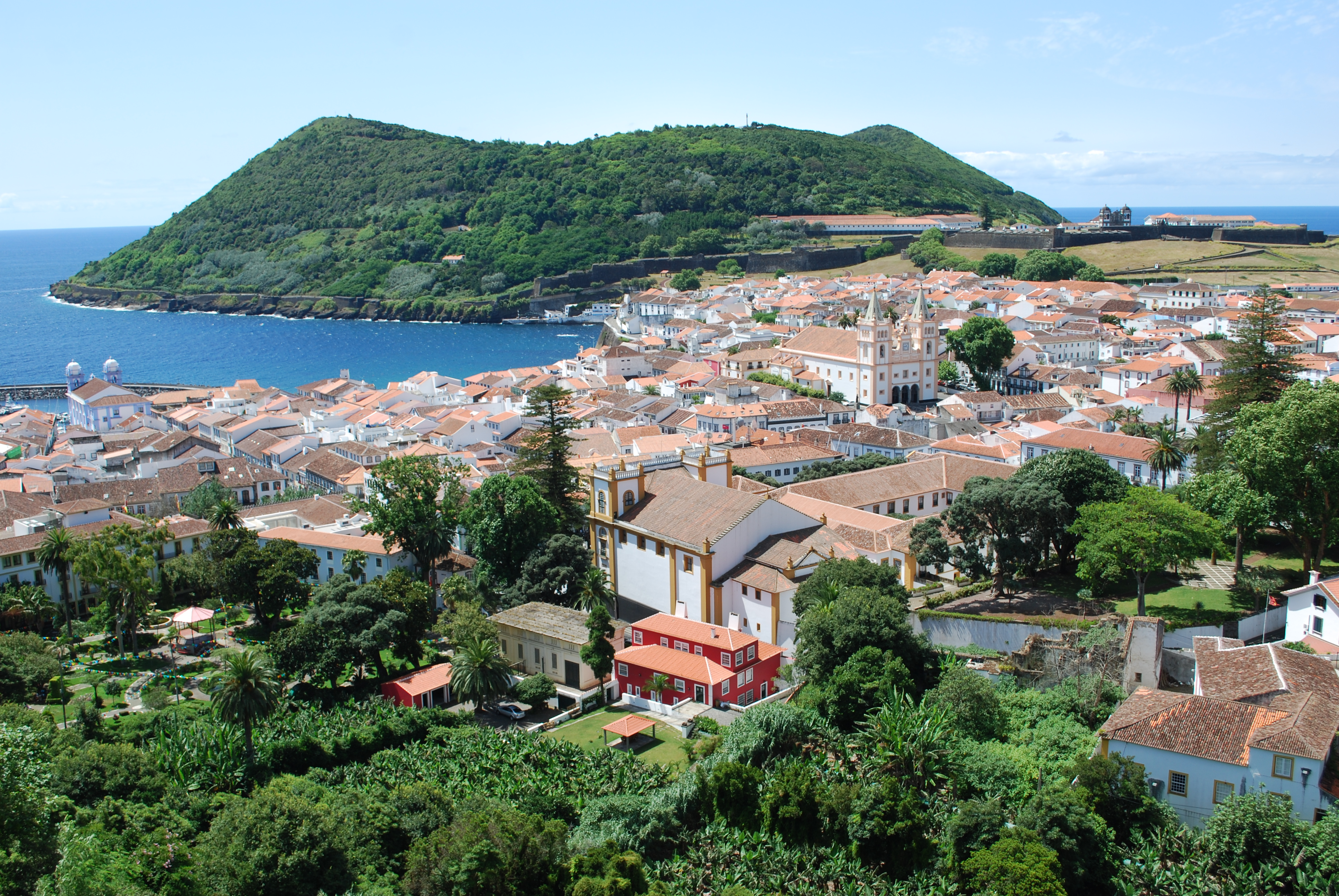
Vista de Angra do Heroismo

- Mizen Head, Irlanda - 2011 km;
- Cape Race, Terranova y Labrador, Canadá - 2253 km;
- Londres - 2595 km;
- Praia, Cabo Verde - 2668 km;
- París, Francia - 2673 km;
- Reikiavik, Islandia - 2871 km;
- Hamilton, Bermudas - 3371 km;
- Boston, EE. UU. - 3618 km;
- Nueva York, EE. UU. - 3889 km;
- João Pessoa, PB, Brasil - 4994 km;
- Brasilia, Brasil - 6385 km.

## Naturaleza

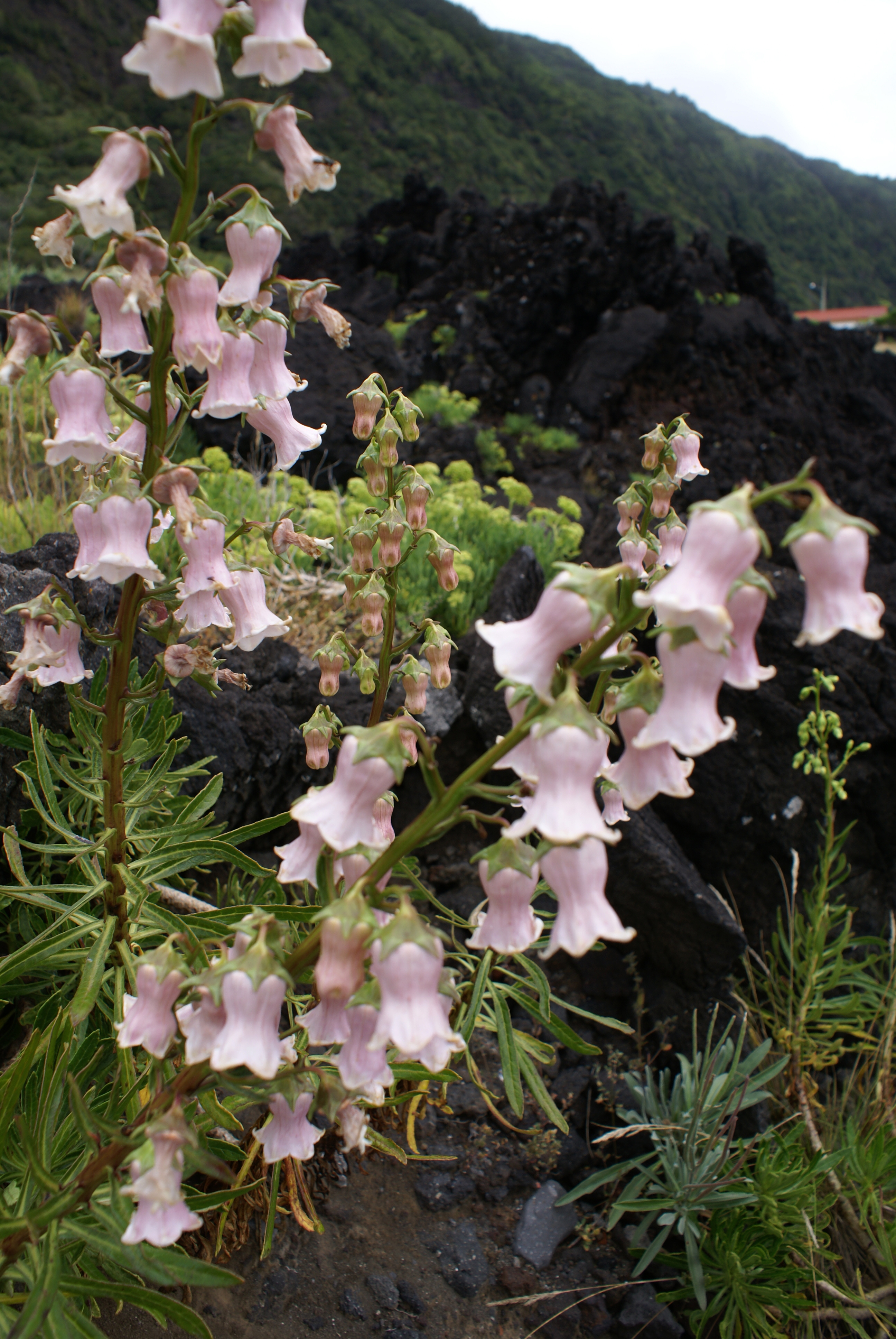
Azorina vidalii, auténtico fósil viviente, en la Fajã das Almas, isla de San Jorge, Azores

Las condiciones climáticas, su aislamiento geográfico, el relieve y las características geológicas de las islas originaron gran variedad de biotopos, ecosistemas y paisajes, que propician un elevado número de hábitats que a su vez albergan gran diversidad de especies de fauna y flora.

### Flora y vegetación
La vegetación natural de las Azores comprende un vasto número de especies originarias del periodo terciario, en su mayoría endémicas y actualmente protegidas por ley. La laurisilva, de origen relacionado con los bosques húmedos de terciario existentes en el sur de Europa desaparecidos hace millones de años durante las últimas glaciaciones, es un bosque con índice muy elevado de endemismos.
Además de las especies de mayor porte, existe una capa subarbustiva, generalmente muy densa, de grandes helechos y arbustos. Algunos también son endémicos.
Las islas fueron colonizadas por el hombre a finales del siglo XV. Desde entonces, la cubierta vegetal ha sido considerablemente alterada. Desde mediados del siglo XIX se comenzó a reforestar pensando en la explotación maderera con una conífera asiática, la Cryptomeria japonica, considerada hoy en día como la especie forestal más importante del archipiélago, no solo por su importancia económica, ocupando el 60 % del área de bosques de producción, sino también porque representa un elemento estructural de los paisajes azorianos.
De las plantas vasculares existentes, se conocen actualmente 66 especies endémicas, además de un elevado número de endemismos en otros grupos vegetales. La diversidad de comunidades vegetales permite que comunidades de aves terrestres endémicas se distribuyan por toda el área.

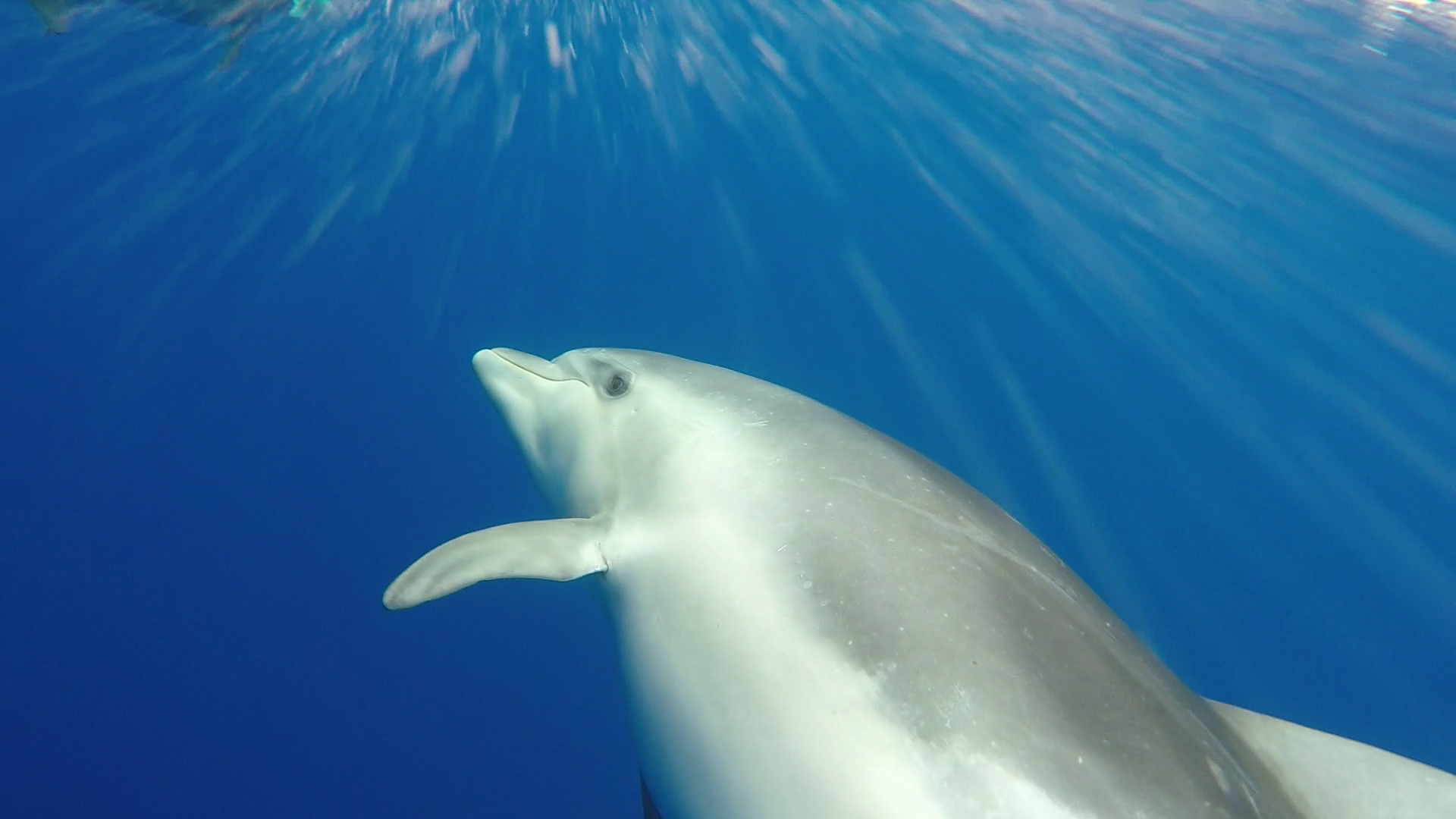
Delfín nariz de botella (Tursiops truncatus) en las islas Azores

### Fauna
En Azores hay 270 artrópodos, y 50 moluscos endémicos distribuidas en hábitats muy diversos, tales como cuevas volcánicas, campos de lava y bosques. Este grupo taxonómico se encuentra amenazado por la actividad humana, ya que la mayor parte de las especies no están legalmente protegidas, salvo por las protección de las áreas que constituyen su hábitat.

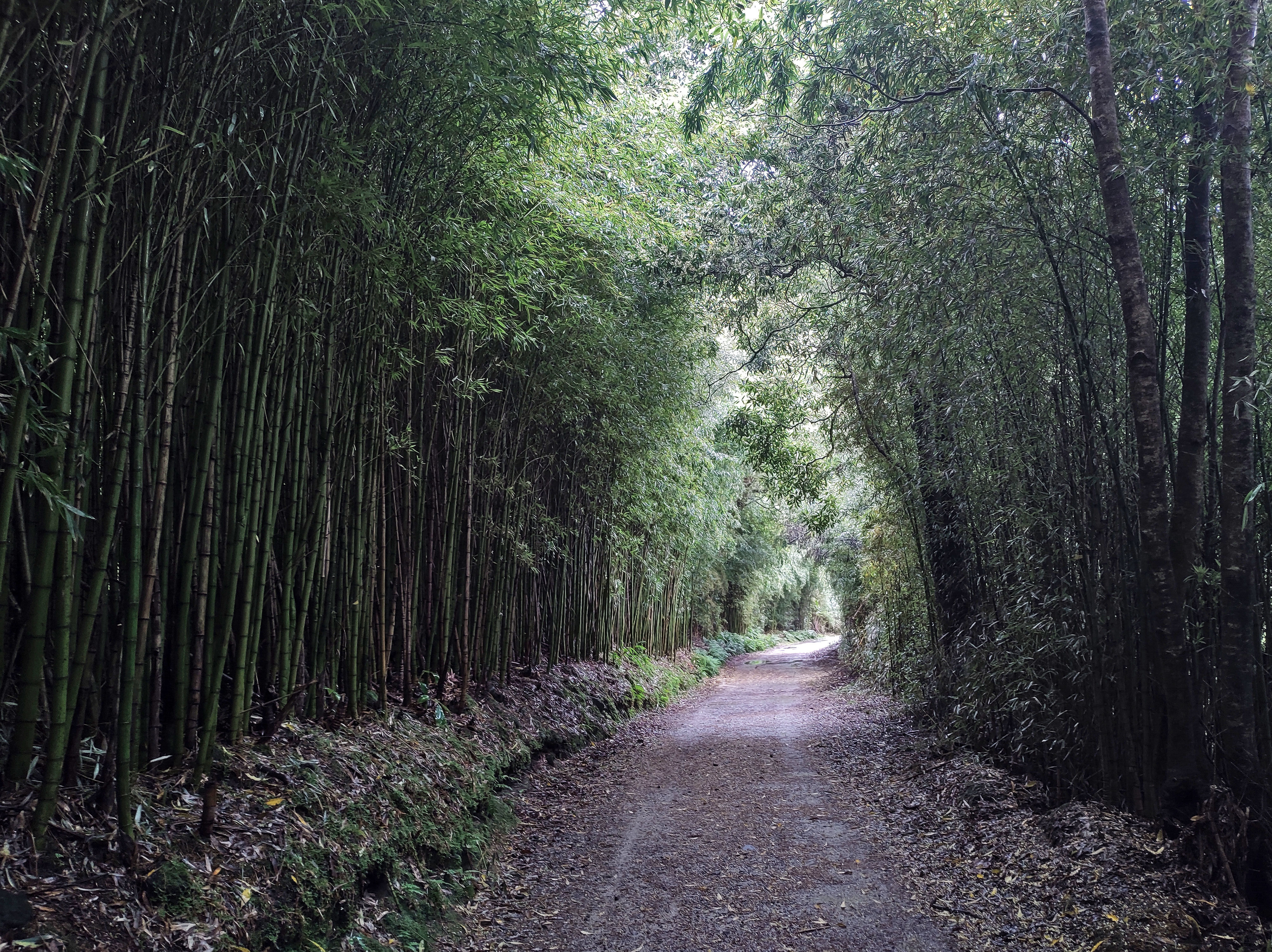
Bosque de Bambúes en las Azores

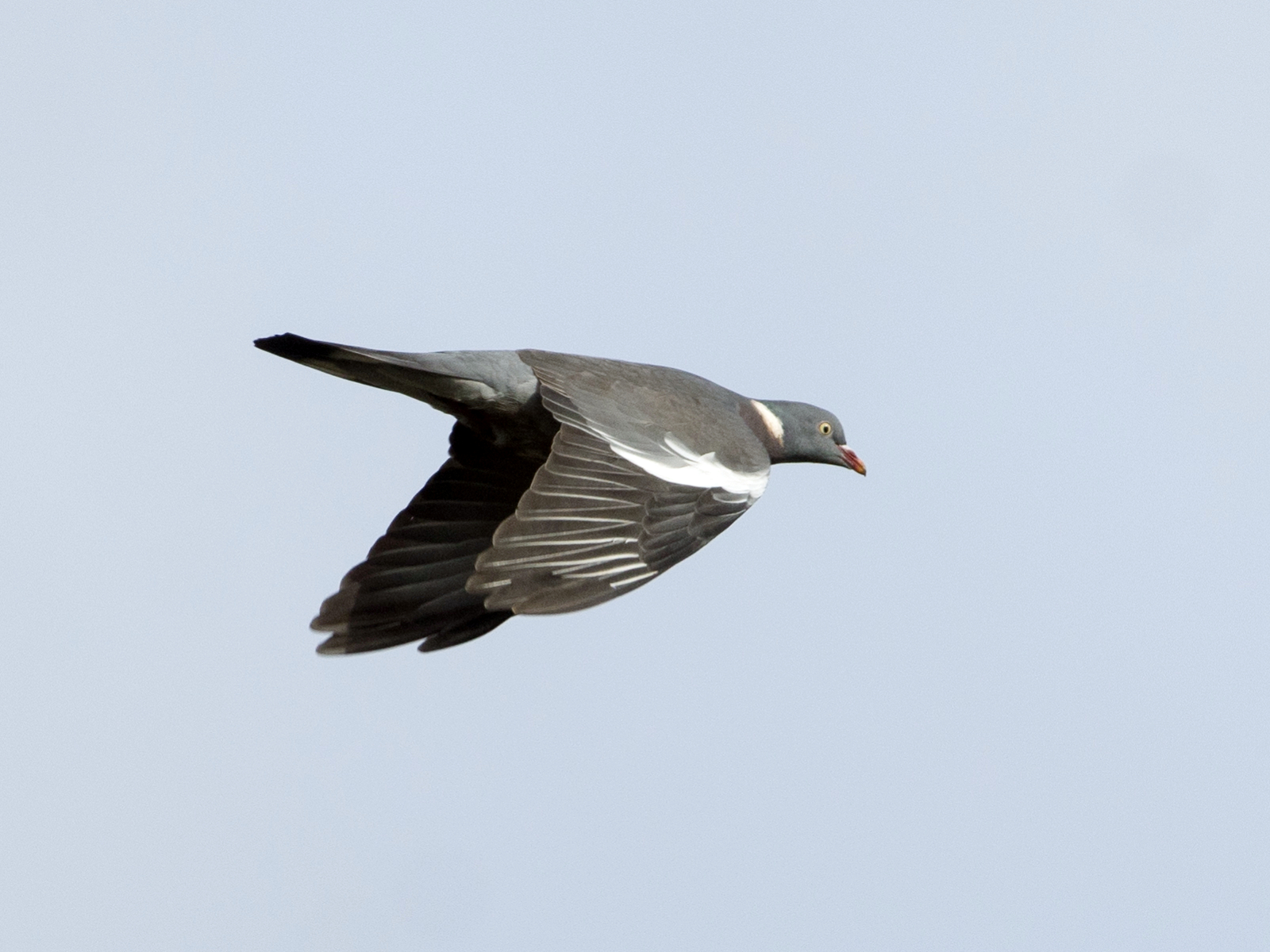
Paloma torcaz de las Azores (Columba palumbus azorica)

En Azores se han citado alrededor de 71 especies y subespecies de vertebrados terrestres y 582 marinos. Los vertebrados constituyen el 1 % de los taxones terrestres de las Azores. La mayoría son aves: unas 40 especies nidificantes. Existe una subespecie endémica de tritón crestado (Triturus cristatus carnifex). En cambio, la rana común (Pelophylax perezi) fue introducida por el hombre. También hay un reptil endémico (Lacerta dugesii). Junto con los mamíferos marinos y las especies domésticas introducidas por el hombre, solo hay una especie de mamífero terrestre: el murciélago de las Azores (Nyctalus azoreum).

### Amenazas y conservación de la biodiversidad
En el archipiélago están protegidas 115 especies, y 215 especies están catalogadas como amenazadas.

#### Especies invasoras
En el archipiélago de las Azores se han identificado 702 especies de plantas exóticas, 36 de las cuales de carácter invasor. En cuanto a la fauna, se han inventariado 47 especies exóticas, 5 de ellas invasoras. Destacan el escarabajo japonés (Popillia japonica).

#### Red de Áreas Protegidas de las Azores
La red regional de áreas protegidas, ocupa un área de 53 700 ha. La primera área protegida se declaró en 1972 (Caldeira, isla de Fayal). Desde entonces, se han creado otras, hasta abarcar cerca del 13 % del área total de la región.
Las áreas protegidas incluyen zonas terrestres, de aguas interiores y marinas en las que la fauna, la flora, el paisaje, los ecosistemas u otros fenómenos naturales revisten importancia científica, cultural y social debido a su rareza, valor ecológico o paisajístico.

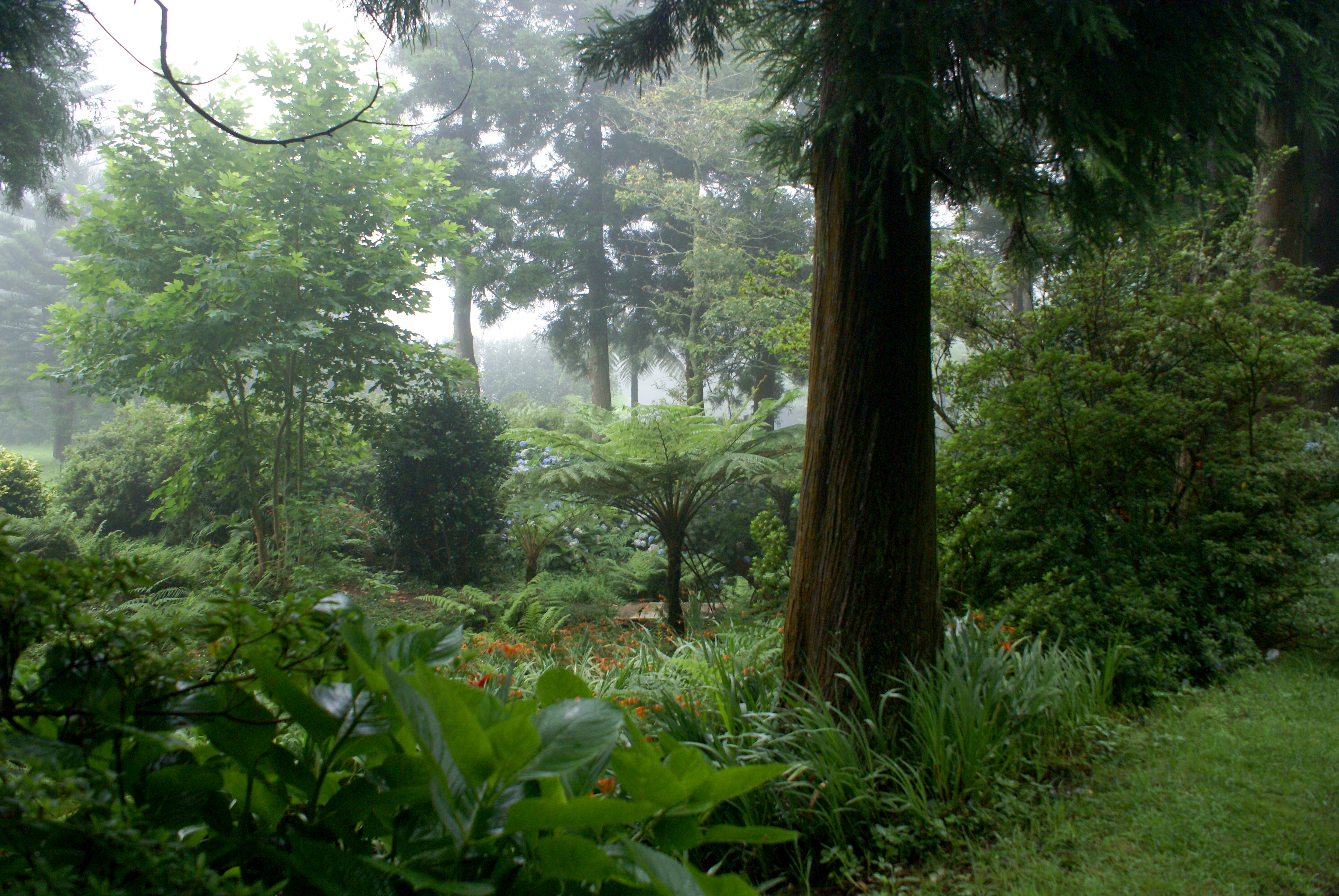
Parque forestal de las Siete Fuentes

Las condiciones climáticas asociadas al aislamiento geográfico, al relieve y a las características geológicas de las islas han dado lugar a una gran variedad de biotopos, ecosistemas y paisajes, que favorecen la existencia de un gran número de hábitats que albergan una gran diversidad de especies.
La vegetación natural de las islas Azores incluye un gran número de especies originarias del Periodo Terciario, la mayoría de las cuales son endémicas y tienen estatus de protegidas. La laurisilva, cuyo origen está relacionado con los bosques húmedos del Terciario que existieron en el sur de Europa y desaparecieron hace millones de años durante las últimas glaciaciones, es un bosque con un índice de endemismo muy elevado.
Además de las especies de mayor tamaño, presenta un estrato subarbustivo, generalmente muy denso, de grandes helechos y arbustos, algunos de los cuales también son endémicos.
Las islas fueron colonizadas por el hombre a finales del siglo XV y la cubierta vegetal ha cambiado considerablemente desde entonces. De las especies existentes de plantas vasculares, 66 son actualmente endémicas, y también hay un gran número de endemismos en otros grupos. La diversidad de las comunidades vegetales hace que las comunidades de aves terrestres endémicas se distribuyan por toda la zona.

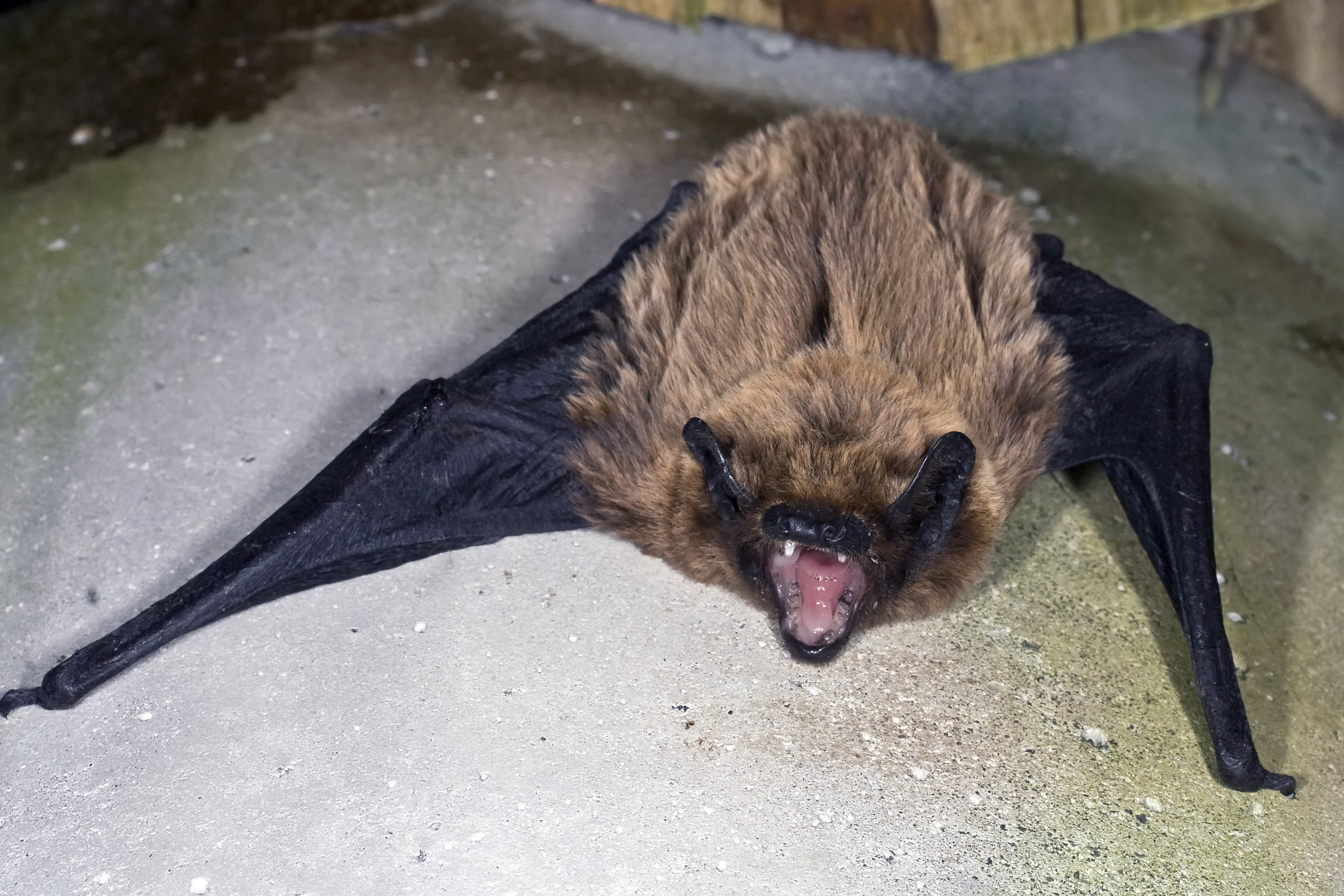
Murciélago nóctulo (Nyctalus azoreum) especie endémica de las islas

También hay unas 300 especies endémicas de artrópodos en todas las islas, distribuidas en hábitats muy diversos como cavidades volcánicas, campos de lava, bosques naturales, etc.
Este grupo taxonómico está sometido a cierta presión por las actividades humanas, ya que no está protegido. La escasa protección de que goza es consecuencia directa de la clasificación de zonas protegidas de las distintas islas de la región.
En cuanto a los mamíferos, en las Azores se dan de forma natural 25 especies, en su mayoría marinas, 24 de las cuales corresponden a cetáceos (ballenas y delfines) y la otra consiste en una especie terrestre endémica, que es el único mamífero autóctono del archipiélago: el murciélago de las Azores (Nyctalus azoreum).
Para salvaguardar el patrimonio natural existente, se creó una red regional de áreas protegidas, con una superficie de 537 kilómetros cuadrados.

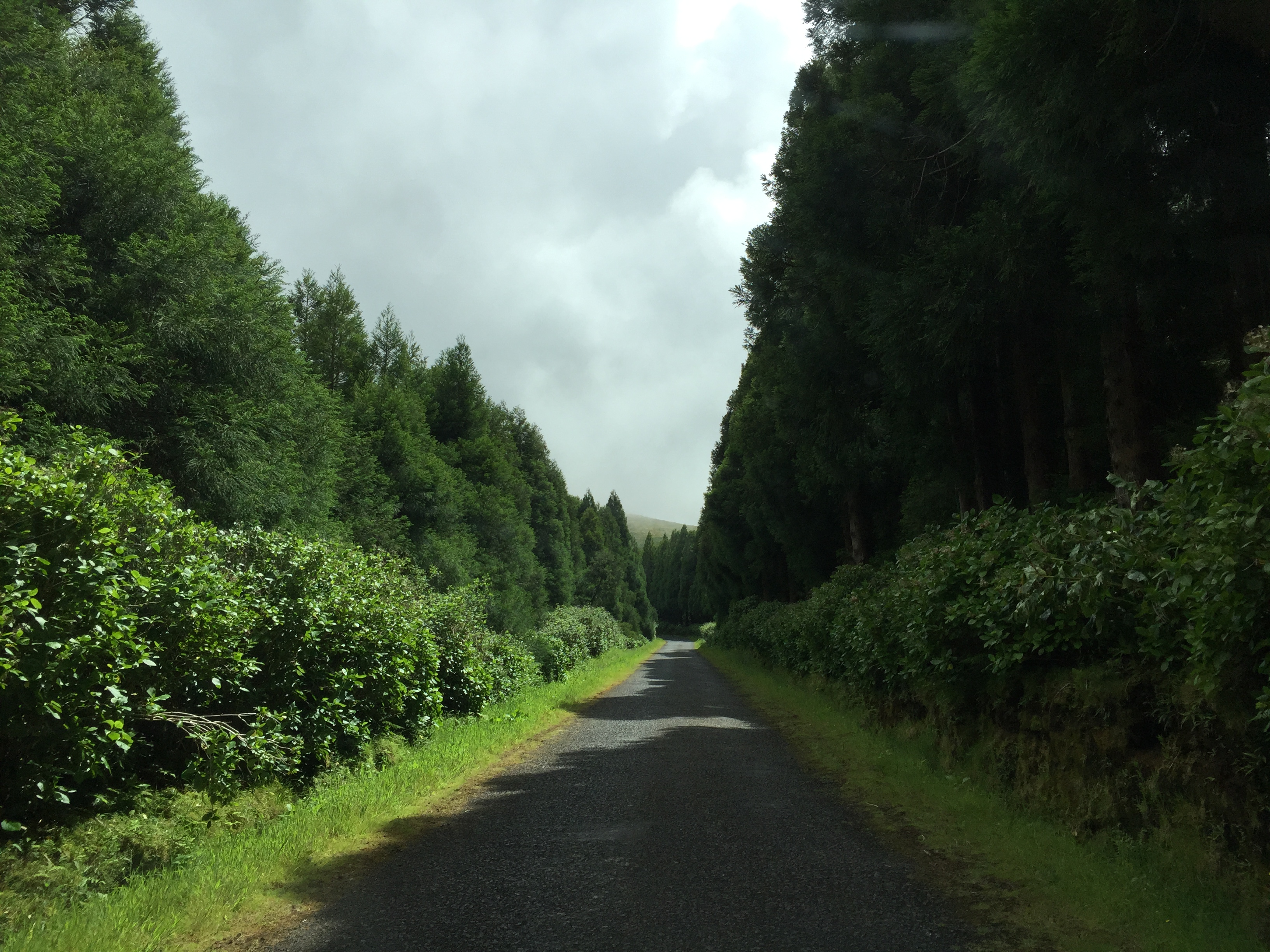
Bosque en la Isla de Flores

Las áreas protegidas de las Azores —la Red de Áreas Protegidas de las Azores— han sido objeto del desarrollo de Planes de Planificación y Gestión, con el objetivo de definir la política de salvaguardia y conservación de su patrimonio.
Los planes pretenden ser un instrumento de apoyo y promoción de la planificación y gestión de las áreas protegidas, con vistas a salvaguardar los recursos naturales, conservar la calidad del paisaje y conciliar las actividades humanas.

### Recursos hídricos
En Azores, las necesidades de agua para uso urbano son las más significativas. Representan cerca del 56 % de las necesidades totales. Les siguen la industria, la agricultura y la ganadería, con un peso del 20 %. El turismo, la energía y los restantes usos representan un valor poco significativo: en torno al 3 %.

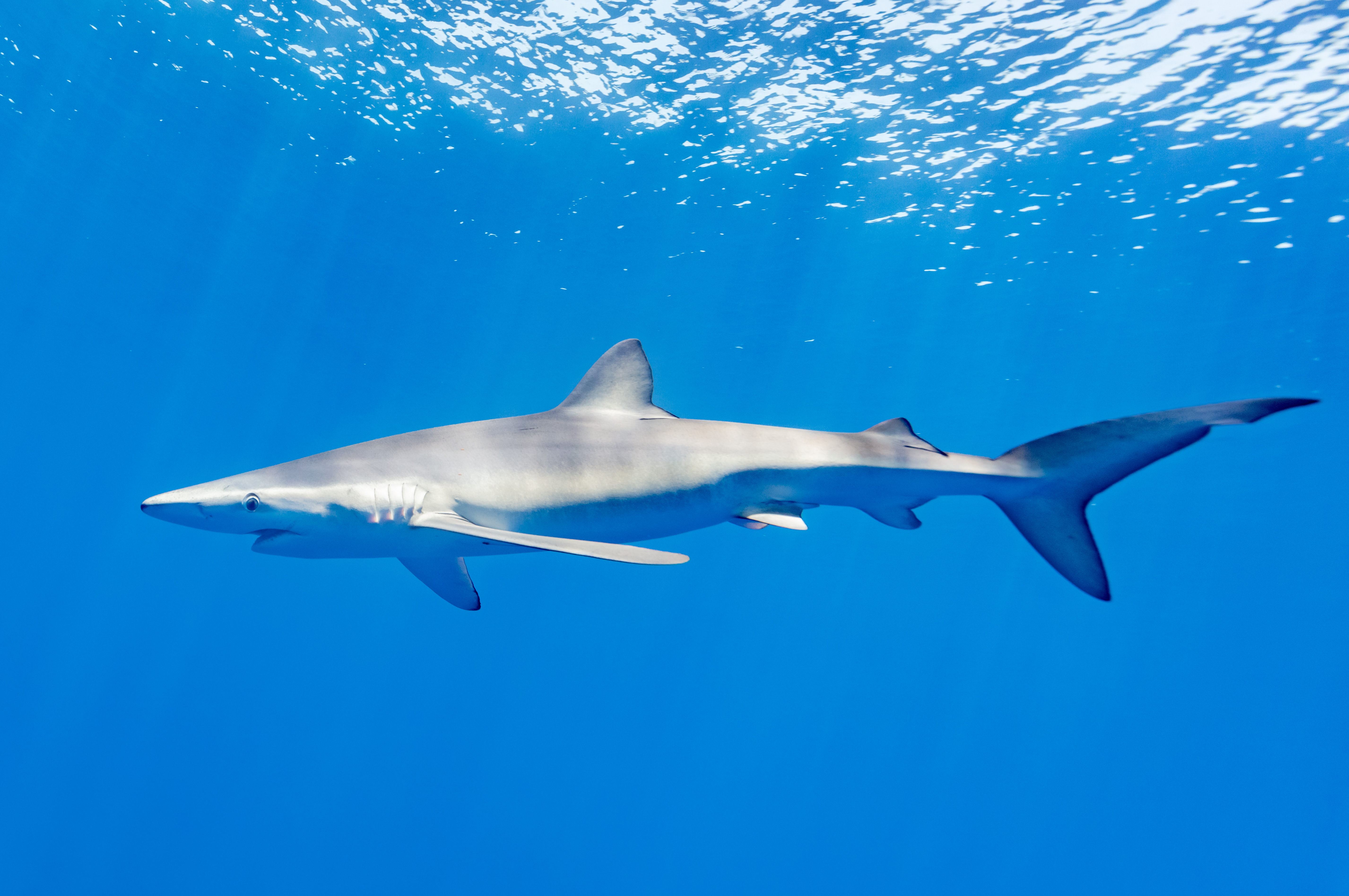
Tiburón azul (Prionace glauca), canal Fayal-Pico, islas Azores, Portugal

Las aguas subterráneas constituyen la principal fuente de agua dulce. Satisfacen más del 97 % de las necesidades.
Los recursos existentes se estiman en cerca de 1520 millones de metros cúbicos. El 10 % se considera de disponibilidad útil. Los mayores recursos se encuentran en la isla del Pico y en la isla de San Miguel, mientras que los menores se encuentran en la isla de Corvo y en la isla de Santa María. Relacionando las necesidades con la disponibilidad, la isla Graciosa, isla Terceira y la isla de San Miguel son las que ejercen una mayor presión sobre sus recursos hídricos.

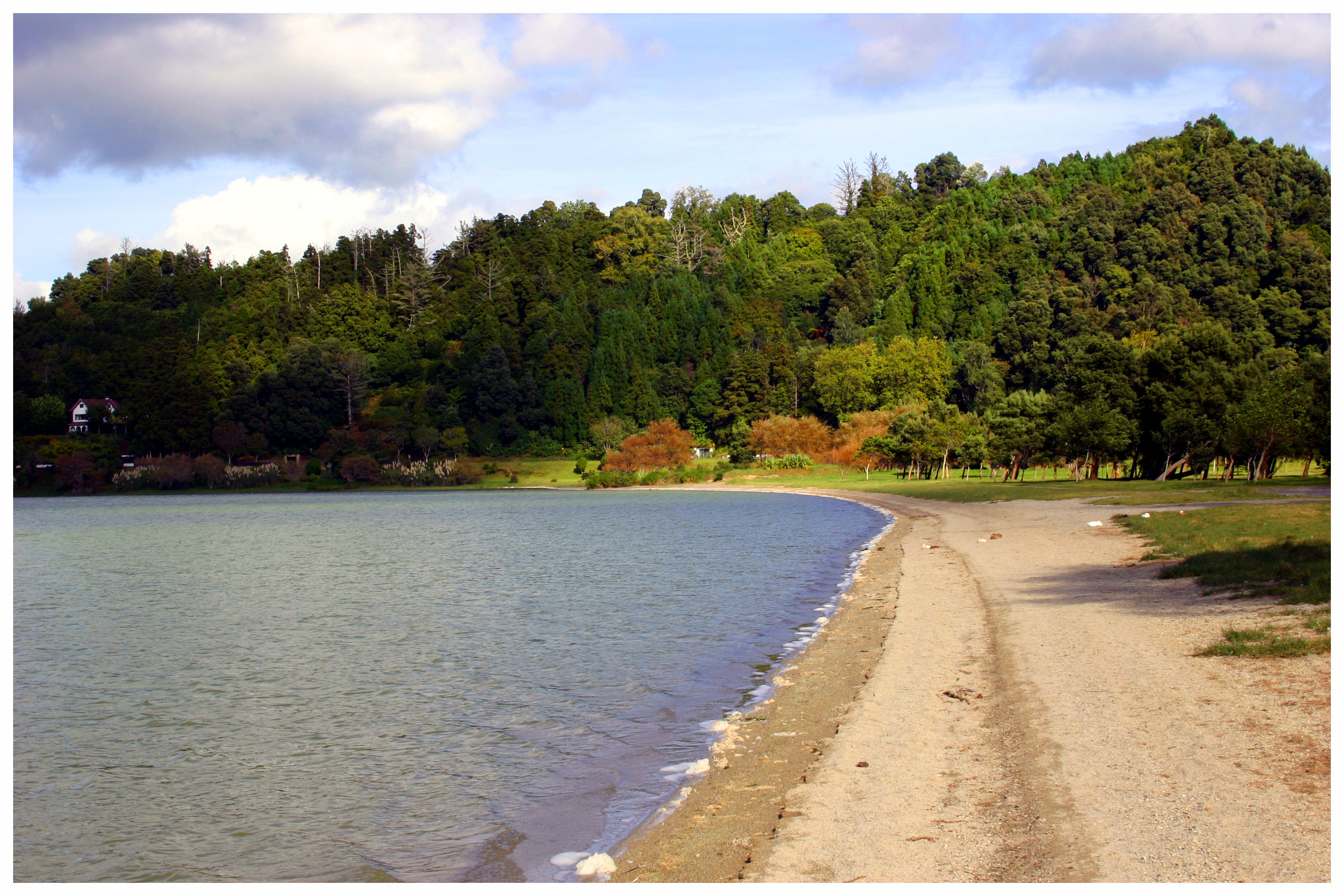
Playa en la Lagoa das Furnas

A nivel de aguas superficiales, las lagunas, además del valor paisajístico, turístico y ecológico, se convierten en reservas estratégicas de agua. Garantizar su calidad es uno de los desafíos de la gestión de los recursos hídricos. De acuerdo con los análisis y clasificaciones efectuadas en 17 lagunas, la mayoría registra polución más o menos acentuada, derivada de la contaminación difusa por actividades agropecuarias y del uso poco racional de fertilizantes.
En cuanto a las aguas subterráneas, no presentan problemas acentuados de calidad. Puntualmente puedan aparecer algunos, debido a la sobreexplotación de los acuíferos, con la consecuente intrusión salina; también al exceso de nitratos y la contaminación microbiológica relacionados con la polución difusa por la explotación agropecuaria.
En el caso de las aguas termales, de modo genérico, la mayoría de las zonas termales presentan una calidad de agua bastante razonable, lo que ha originado una clasificación adecuada para ostentar la bandera azul.

## Demografía

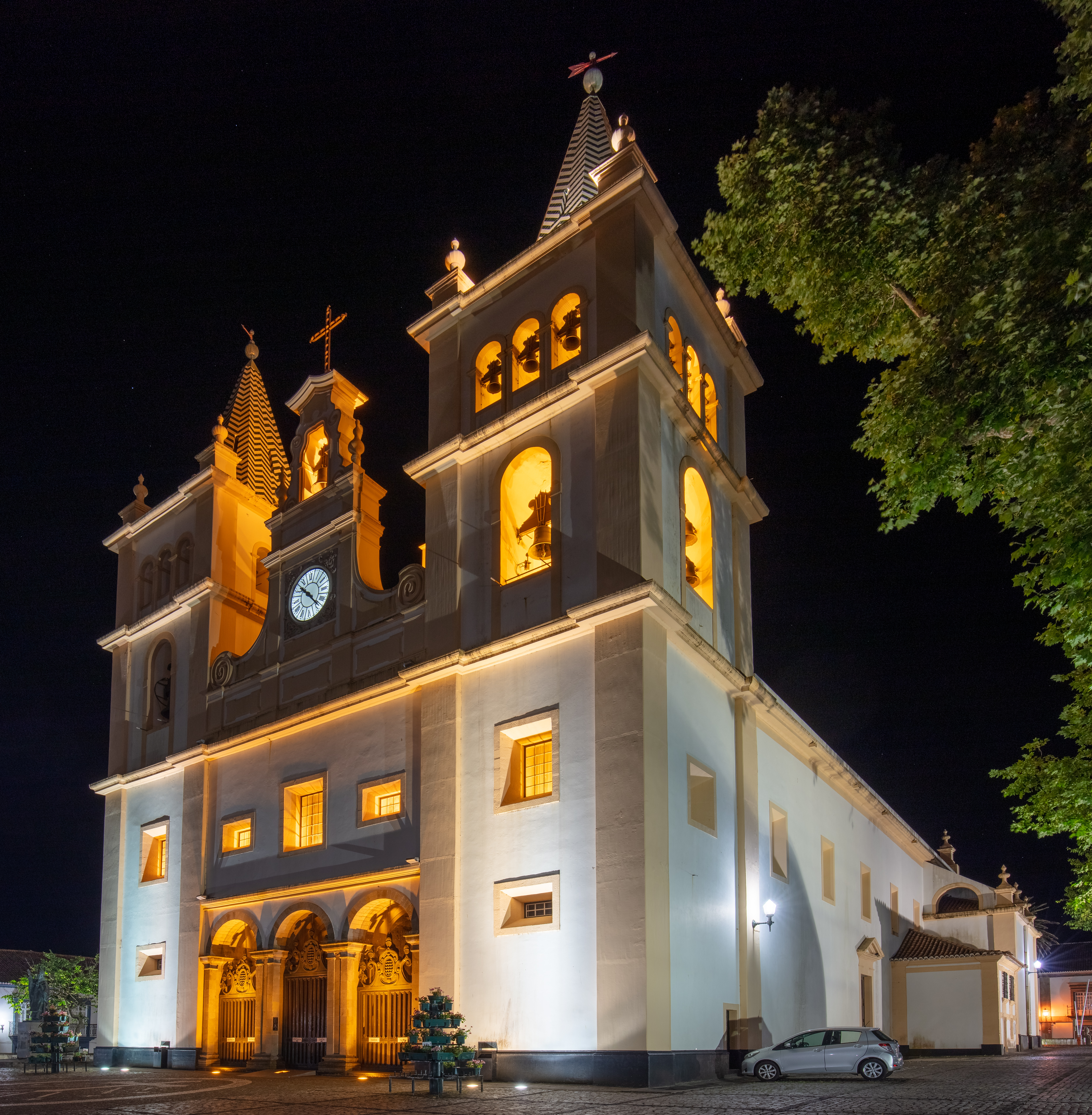
Catedral del Santo Salvador, en Angra do Heroísmo la ciudad más grande de la isla de Terceira en las Azores

Contrariamente a la tendencia observada en las últimas décadas, la población residente alcanzó los 236 440 habitantes en 2021, un 4,2 % menos que en 2011. En 2001 y 2011 se produjeron aumentos moderados de la población residente (1,7 % y 1,8 % respectivamente), situándose en 241.763 habitantes en 2001 y 246.772 habitantes en 2011. Sin embargo, el aumento de la población no se distribuye uniformemente entre las diferentes islas, con variaciones negativas significativas en las islas de Graciosa, Flores y Santa María, lo que indica una tendencia a la concentración de la población en las islas donde se encuentran las principales funciones administrativas y económicas. El crecimiento demográfico que se ha producido en los últimos años se explica en gran medida por los flujos migratorios, que han registrado cifras positivas debido a una fuerte disminución de la emigración y un aumento de la inmigración, dado que el saldo natural ha ido disminuyendo.
El crecimiento se concentró esencialmente en la isla de São Miguel. El crecimiento en Faial es puramente cíclico y es el resultado del desplazamiento de trabajadores de la construcción como consecuencia de las obras de reconstrucción tras el terremoto del 9 de julio de 1998. Sea cual sea el escenario considerado, se estima que la población de las Azores seguirá creciendo lentamente en los próximos años.
En cuanto a la evolución de la estructura de la población por grandes grupos de edad, y basándose en los últimos censos y en las proyecciones existentes, se observa que el crecimiento demográfico tiende a concentrarse en el grupo correspondiente a la población potencialmente activa (15-64 años), en contraste con el grupo de edad relativo a los jóvenes, manteniéndose prácticamente inalterado el peso relativo de los ancianos en el contexto de la población residente en las Azores.

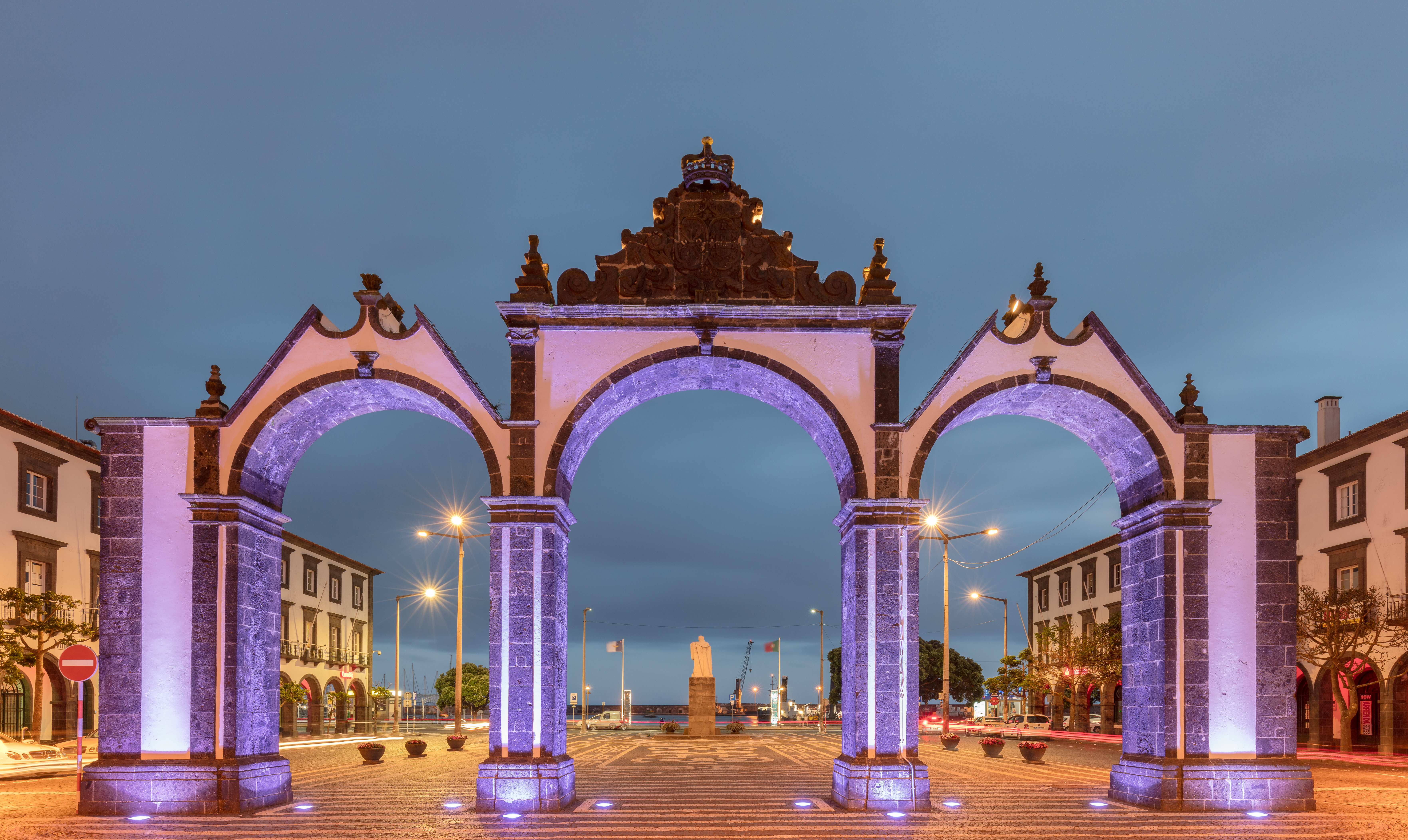
Puertas de la ciudad de Ponta Delgada en la isla de San Miguel

La tendencia para la próxima década es que aumente el envejecimiento de la población residente, debido sobre todo a la disminución del peso relativo de los jóvenes como consecuencia del efecto combinado de la disminución de las tasas de natalidad/fecundidad y del aumento de la esperanza de vida. De hecho, un análisis comparativo de algunos indicadores demográficos muestra que la evolución de estos indicadores ha sido decreciente en los últimos años. La tasa de mortalidad general se mantiene prácticamente constante, con una cifra anual en torno al 11‰ de defunciones. En cuanto a la mortalidad infantil, se mantiene una tendencia a la baja en las Azores, habiendo alcanzado el 2,9 ‰ nacimientos en 2003. En cuanto al número de matrimonios, en 2003 se registró un aumento del número de matrimonios, contrariamente a la tendencia a la baja de los años anteriores.
En definitiva, las proyecciones demográficas apuntan a una estabilización o disminución de la población, asociada a un envejecimiento continuado de las estructuras demográficas, resultado de una disminución de las tasas de fecundidad/natalidad y de un aumento de la esperanza de vida. Esta tendencia se ha visto atenuada por la inversión del comportamiento migratorio, que desde mediados de los años noventa registra cifras positivas asociadas sobre todo a un aumento de la inmigración. La Región Autónoma de las Azores puede ser una de las que más se beneficie de la afluencia de extranjeros, siempre que se mantengan los niveles medios de fecundidad, contrarrestando la fuerte tendencia a la baja de los residentes.

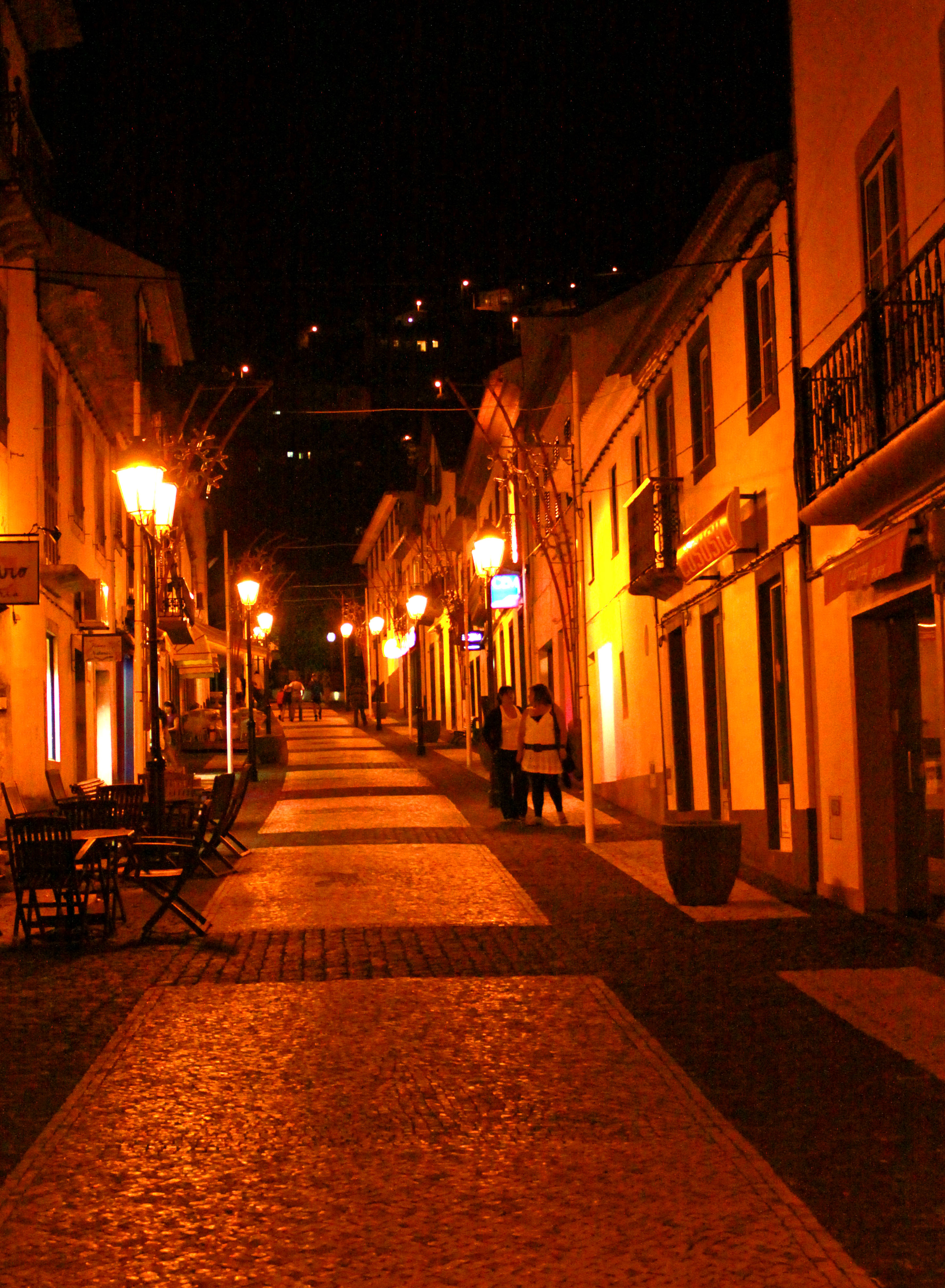
La localidad de Velas en la isla de San Jorge

Estos cambios en la dinámica demográfica plantean serios interrogantes y desafíos a nivel económico y social, ya que la sociedad será cada vez más diversa y envejecida, lo que no sólo pondrá en peligro a las generaciones futuras, sino que también provocará cambios en los hábitos de consumo, en las relaciones sociales y en la economía. El aumento de la población activa presionará al mercado laboral para crear más puestos de trabajo y provocará una distribución desigual de la población entre los centros urbanos y los rurales. El aumento de la inmigración también incrementará la presión sobre el mercado laboral, por lo que es esencial seguir políticas de formación y reciclaje de los trabajadores.

### Composición étnica
Desde el punto de vista genético, la población de las Azores es muy similar a la del Portugal continental, de donde proceden la mayoría de sus colonos. Se han detectado, en pequeña medida, influencias de otras poblaciones europeas (sobre todo del norte de Europa), de poblaciones de Oriente Próximo, del norte de África y del África subsahariana. Analizando el ADN mitocondrial de azorianos de tres regiones del archipiélago (oriental, occidental y central), el 81,3 % tenía ADN mitocondrial de origen europeo, el 11,3 % de origen africano y el 7,5 % de origen de Oriente Próximo o judío. El grupo con más aportaciones no europeas era el oriental (en torno al 25 %), la mayoría de ellas africanas (18,2 %).En el grupo central, en cambio, las aportaciones no europeas ascendieron al 15 %, en su mayoría judías o de Oriente Próximo (10 %), mientras que la aportación africana fue del 5 %. El grupo occidental presentaba el nivel más bajo de ascendencia no europea (6,5 %), principalmente africana.
En cuanto a los linajes masculinos, también hubo un predominio de contribuciones europeas, pero una vez más se detectaron contribuciones africanas, de Oriente Próximo/judías e incluso indias (1,1 %). Los documentos históricos revelan que las Azores fueron pobladas principalmente por portugueses, destacando las regiones del Algarve, Alentejo y Minho como proveedoras de colonos. También se ha señalado la presencia de colonos procedentes del archipiélago de Madeira, así como de individuos de origen judío.También se constata la presencia de personas procedentes de otros países europeos, destacando los colonos flamencos, que tuvieron una mayor presencia en las islas centrales, especialmente en la isla de Faial.
La presencia de esclavos (moriscos y negros) también está ampliamente documentada. Los linajes típicamente africanos encontrados en los habitantes de las Azores, a pesar de su baja frecuencia, son los más elevados en la población portuguesa, lo que indica una posible mayor integración de los esclavos negros en la población azoriana.

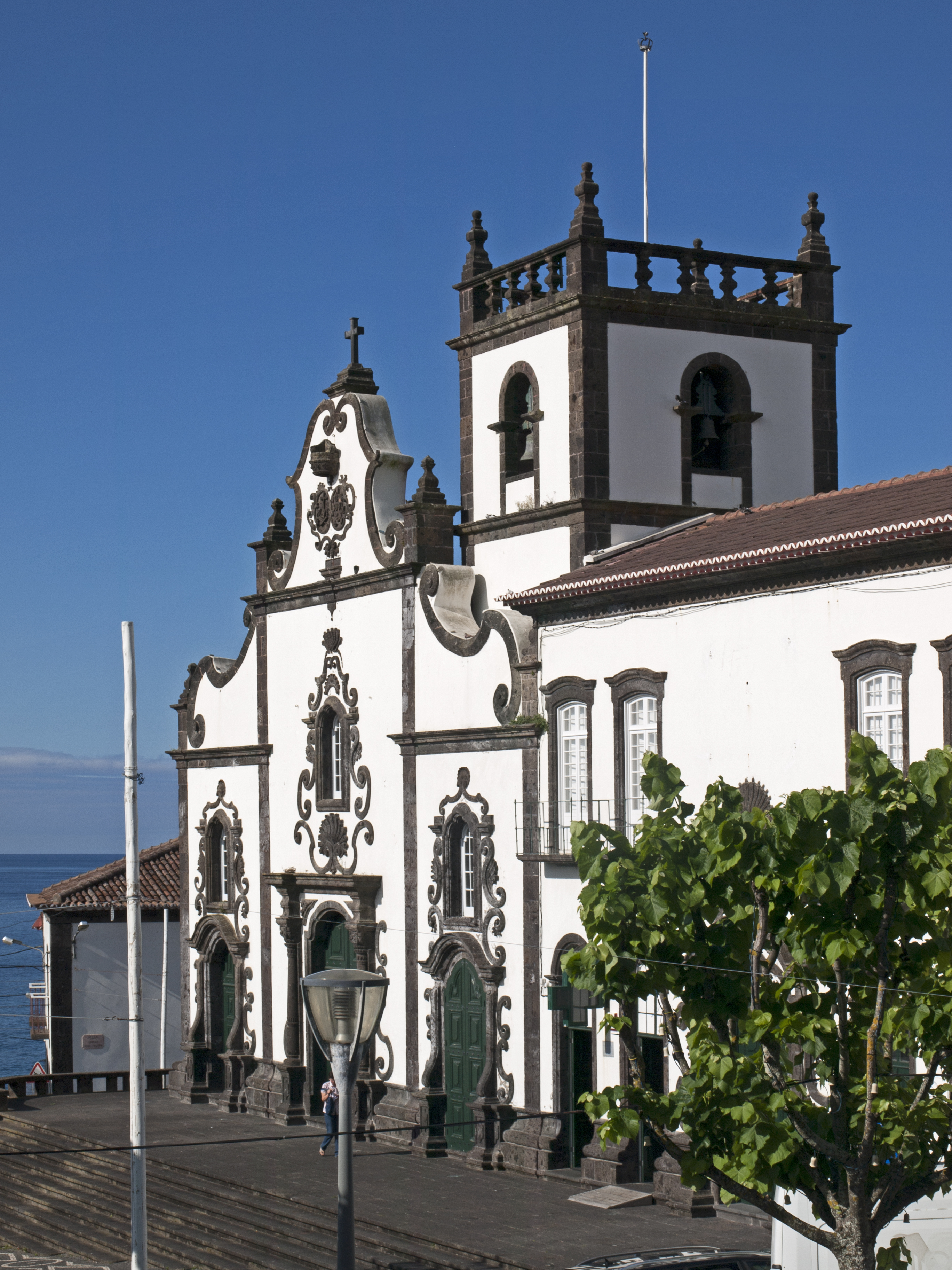
Iglesia y hospital de la Misericordia en Vila Franca

### Salud
Los datos sobre los servicios prestados en los hospitales y centros de salud apuntan a un progreso considerable. En los procedimientos clínicos se observa una importante participación de los recursos humanos y un uso cada vez mayor de medios complementarios de diagnóstico y terapia.
Los actos registrados en profilaxis/inoculaciones globales corresponden a vacunaciones realizadas en centros de salud. El volumen de actos es del orden de ochenta mil, pero, aunque se aplica predominantemente con vistas a prevenir enfermedades en niños menores de un año, está fuertemente condicionado por particularidades y campañas específicas a nivel local.
En los últimos años, los servicios de urgencias han registrado una mayor demanda que los servicios de consulta. Esta evolución ha sido más significativa en los centros de salud que en los hospitales.
Los movimientos de pacientes ingresados en hospitales y centros de salud se han mantenido algo estables, con una demora media de 7 u 8 días y una tasa de ocupación en torno al 62 %. Los medios complementarios de diagnóstico superan los dos millones de pruebas y análisis, mientras que los medios complementarios de terapia suponen más de trescientos mil procedimientos. La evolución de estos medios ha registrado un crecimiento medio significativo. No obstante, se observa una ligera tendencia a que el acto terapéutico corresponda, por término medio, a una menor utilización de exámenes y análisis.

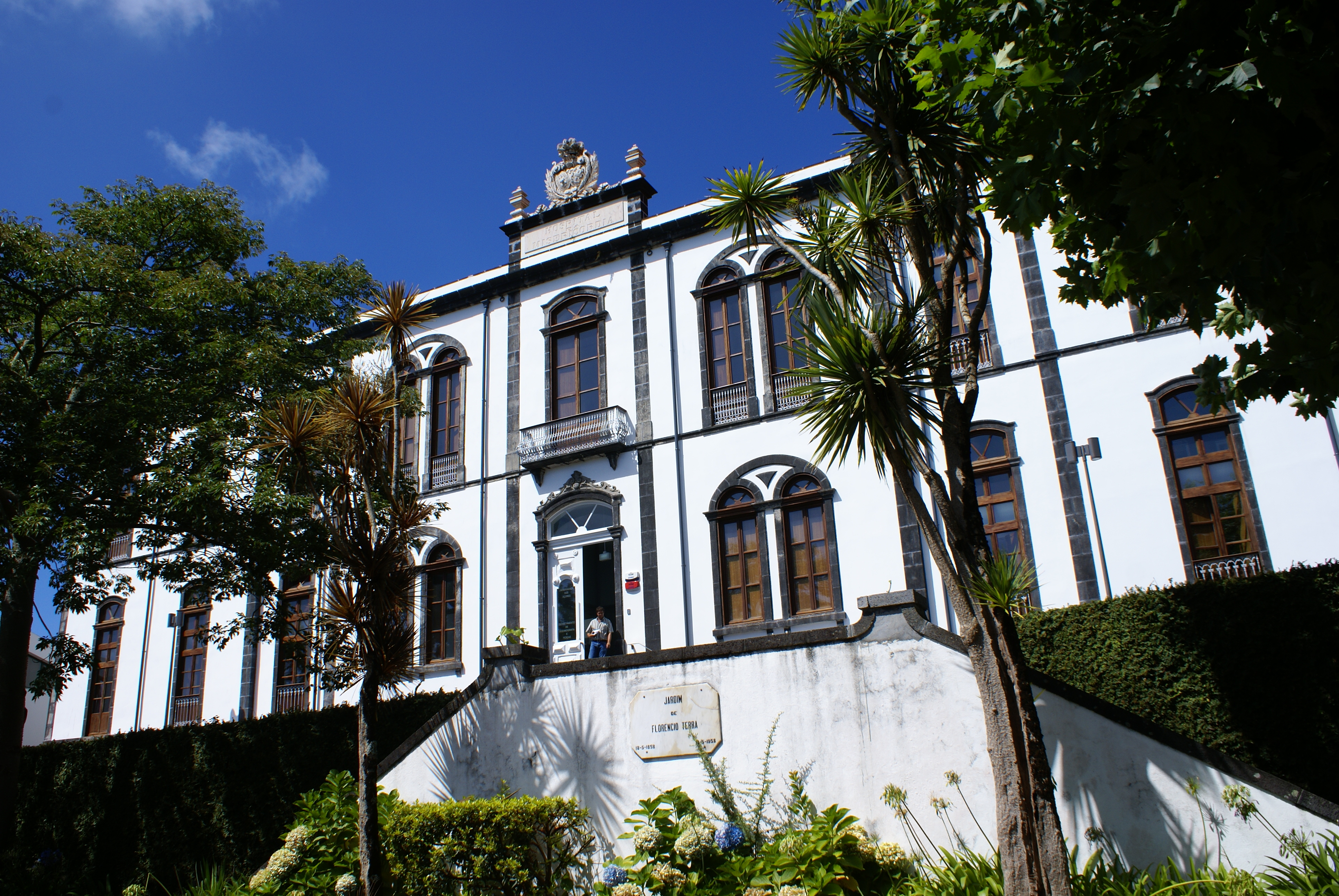
Sede del Departamento de Oceanografía y Pesca (DOP) de la Universidad de las Azores

El número de personas que trabajan en hospitales y centros de salud se sitúa en torno a las cuatro mil. La tendencia general ha sido de aumento efectivo del personal, con un cierto incremento de médicos, enfermeros y técnicos de diagnóstico y terapéuticos.

### Educación
En el curso 2002/03 se registró un fuerte crecimiento del número de matrículas en la enseñanza preescolar y se mantuvo la preferencia por la formación profesional, lo que provocó una inversión de la tendencia negativa que se venía observando en el volumen de matrículas en general. En términos generales, la matriculación en los niveles de primaria y secundaria continúa la tendencia a la baja que se ha observado recientemente, con una disminución de la matriculación en secundaria de más del 5,5 % con respecto al año anterior. La tasa de escolarización aumenta en todas las edades, a pesar de la disminución de la población escolar. Este aumento es más significativo en la edad preescolar y a partir de los 14 años. Observando la evolución de estas tasas, se aprecia una ampliación del rango de edades con tasas del 100 %, actualmente representativas de las edades de escolarización obligatoria.
El rendimiento académico, medido por la tasa de transición/aprobación, oscila entre el 82,8 % en 4.º curso y el 45,5 % en 12.º curso, lo que confirma un mayor rendimiento académico en los ciclos de educación general y obligatoria que en la educación secundaria.

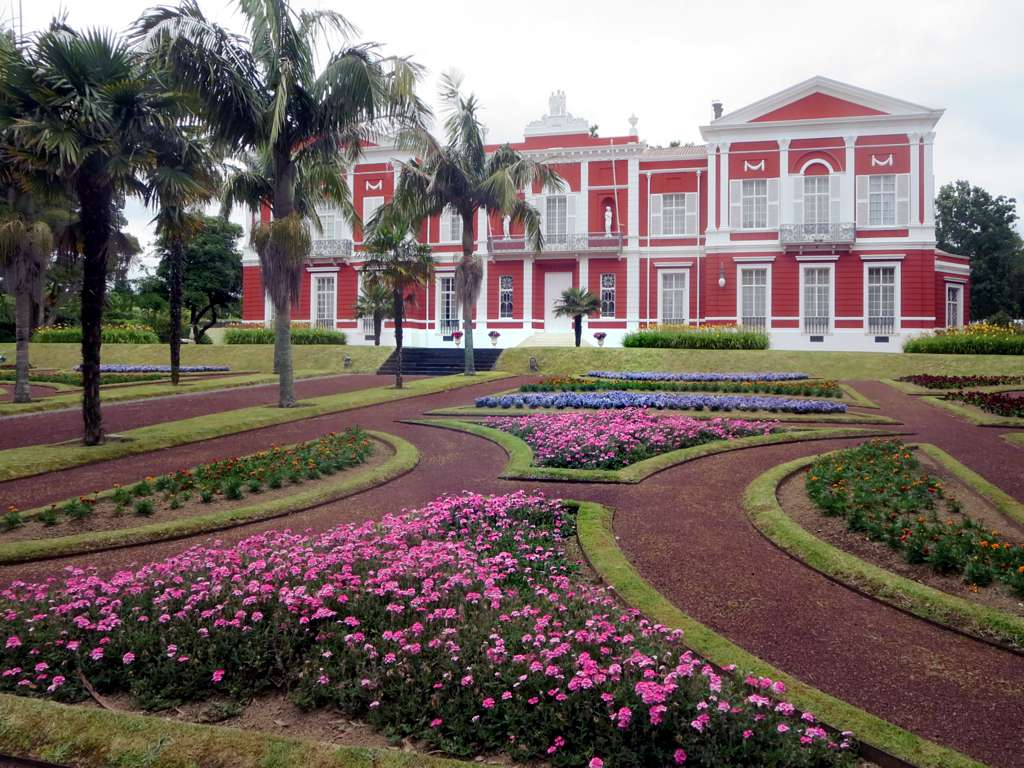
Palacio de Santana sede del Presidente de las Azores

## Gobierno y política
Desde 1976, las Azores son una región autónoma integrada en el marco de la República Portuguesa. Tiene su propio gobierno y legislatura autónoma dentro de su propio estatuto político-administrativo y ley orgánica. Sus órganos de gobierno son: la asamblea legislativa, parlamento unicameral compuesto por 52 diputados electos, elegidos por sufragio universal para un mandato de cuatro años; el gobierno y la presidencia regionales, con legitimidad parlamentaria, compuestos por un presidente, un vicepresidente y siete secretarios regionales responsables del funcionamiento cotidiano. Está representada en el Consejo de Ministros por un representante designado por el presidente de la República, creado durante la revisión de la Constitución de 2004 (que, entre otras cosas, suprimió el antiguo representante portugués que era nombrado por el presidente de la República, dependiente del Consejo de Estado y coincidente con el Presidente). Desde que se convirtió en una región autónoma portuguesa, el poder ejecutivo de la autoridad regional tiene su sede en Ponta Delgada, el legislativo en Horta y el judicial en Angra do Heroísmo.

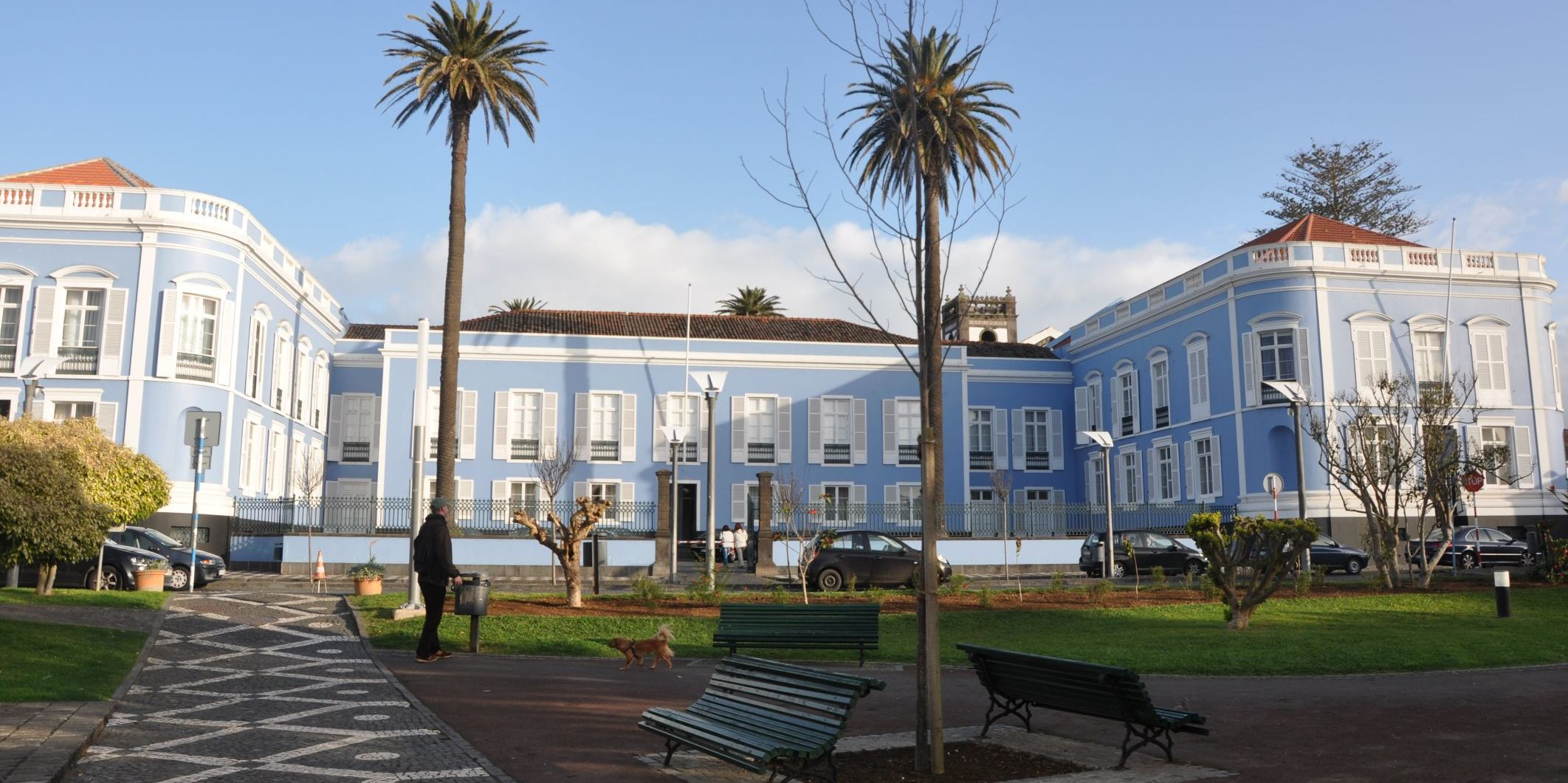
Palacio de Conceição sede del Gabinete de gobierno de las Azores

Las islas del archipiélago no tienen estatus independiente en derecho, excepto en la ley electoral, y están gobernadas por 19 municipios que subdividen las islas. Además, hasta la reforma administrativa del siglo XIX, tenían rango municipal las siguientes parroquias civiles Topo (hoy integrada en el municipio de Calheta, São Jorge); Praia (hoy integrada en el municipio de Santa Cruz da Graciosa); São Sebastião (hoy parte integrante del municipio de Angra do Heroísmo); Capelas (hoy parte del municipio de Ponta Delgada); y Água de Pau (hoy parroquia civil del municipio de Lagoa). Estas parroquias civiles aún conservan sus títulos de "vila" sólo de nombre; las poblaciones de Capelas y de la parroquia vecina aún protestan por el cambio y promueven la restauración de su estatus. Los municipios se subdividen a su vez en varias parroquias civiles, con la excepción de Corvo (único municipio que, por ley, carece de parroquia civil, debido a su tamaño).

La política azoriana está dominada por los dos mayores partidos políticos portugueses, el Partido Socialista y el Partido Socialdemócrata, el primero con mayoría en la Asamblea Legislativa. También están representados el Centro Democrático y Social / Partido Popular, el Bloque de Izquierda, la Coalición Democrática Unitaria y el Partido Monárquico Popular. A partir de las elecciones regionales de 2020, el presidente de las Azores es el líder del Partido Socialdemócrata, José Manuel Bolieiro. Aunque el Partido Socialista domina la política regional, el Partido Socialdemócrata es tradicionalmente popular en las elecciones municipales.

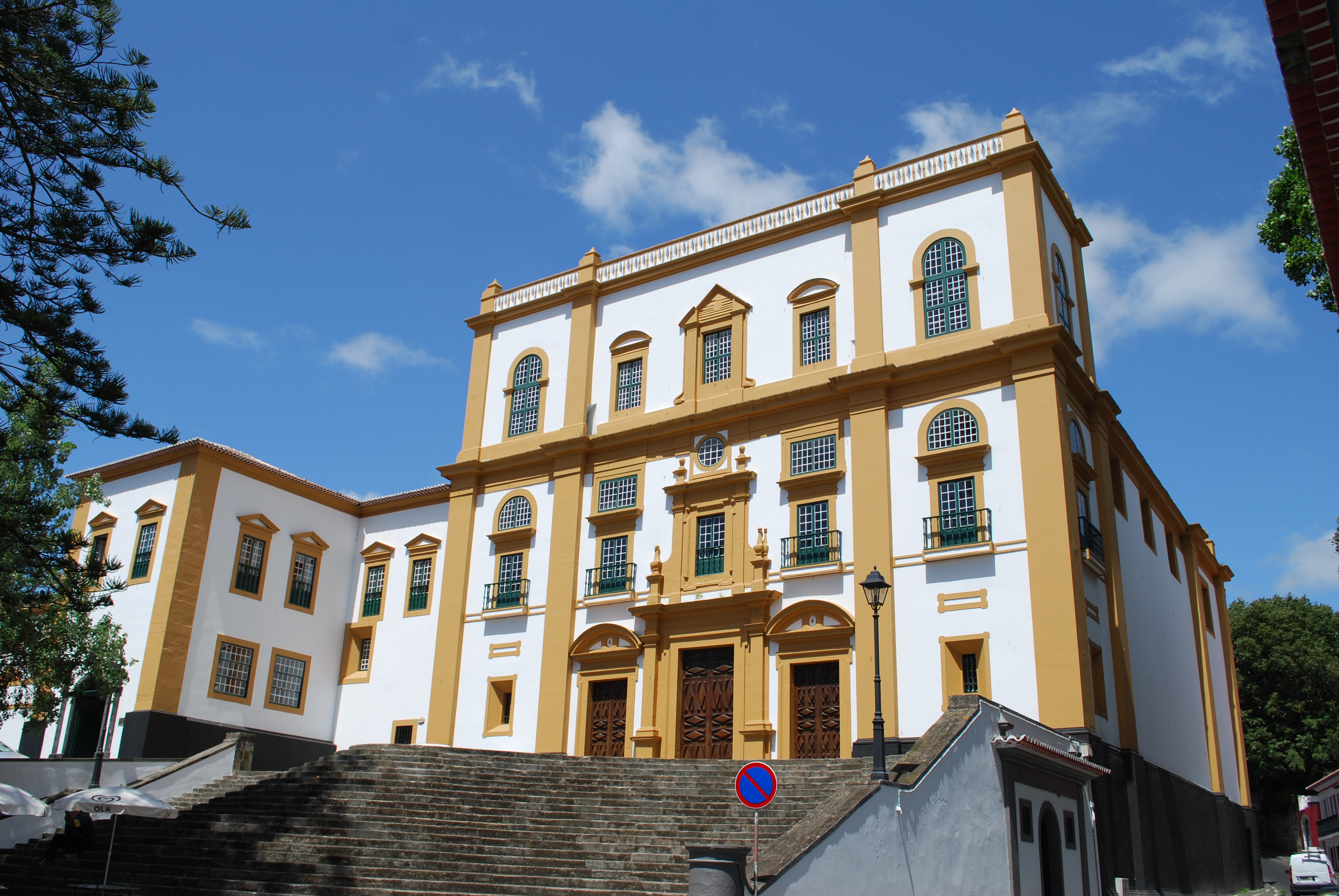
Palacio de los Capitanes Generales la residencia del presidente de Azores

### Autonomía
La nueva Constitución de la República Portuguesa fue aprobada el 2 de abril de 1976, otorgando autonomía política a las Azores, y formalizando el estatuto regional en el Decreto-Ley N.º 318-B/76 (30 de abril de 1976). Las primeras elecciones a la Asamblea Legislativa de las Azores tuvieron lugar el 27 de junio de 1976, cuando las tensiones separatistas y la violencia habían disminuido. Las elecciones se realizaron de acuerdo con el Decreto-Ley N.º 318-C/76 (30 de junio). El PPD ganó estas primeras elecciones y se mantendría en el poder en elecciones sucesivas hasta 1996. Los escaños del primer parlamento se dividieron: el PPD obtuvo 27, el PS 14 y el Centro Democrático y Social - Partido Popular 2. La 1ª Legislatura Regional tuvo su primera sesión en la ciudad de Horta, el 21 de julio de 1976, y fue inaugurada por el entonces Presidente de la República, General Ramalho Eanes, en una solemne ceremonia. En una ceremonia en Ponta Delgada, el 8 de septiembre de 1976, y en presencia del representante de la República General Galvão de Figueiredo, el presidente João Bosco Soares da Mota Amaral inició sus funciones, y dio inicio a la autonomía constitucional de las Azores.

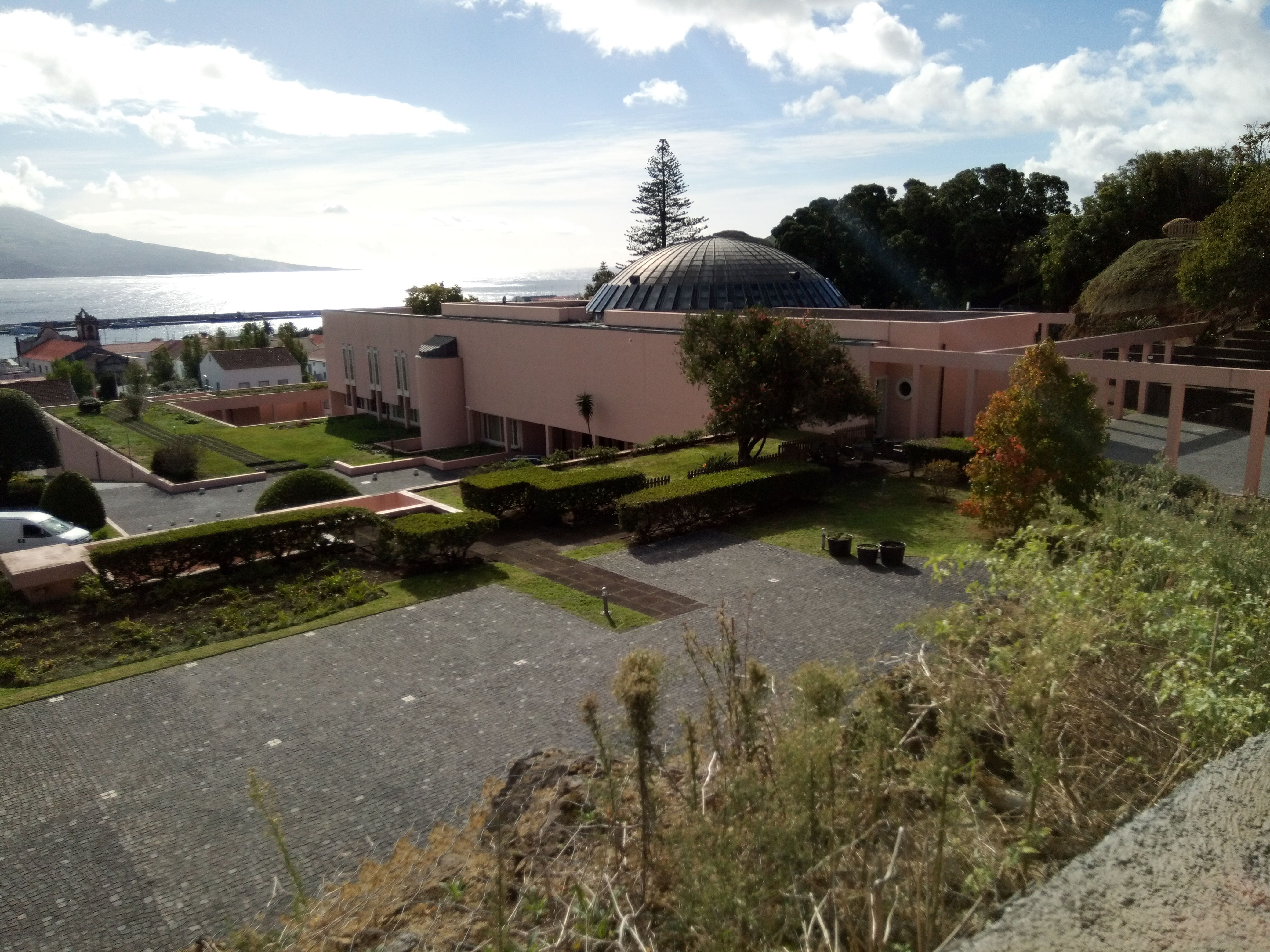
Asamblea Legislativa de las Azores

La actual definición de autonomía es, a pesar de los cambios bastante sustanciales entre 1987 y 1998, la primera global aprobada en las condiciones de la Constitución de 1976. La votación, ostensiblemente consensuada por los principales partidos de Portugal, desembocó, sin embargo, en la "guerra de banderas", que se plasmó en una serie de graves incidentes protocolarios entre funcionarios regionales y nacionales en un alarde general de animadversión. Esto sólo se superó con el paso del tiempo y la consolidación de la autonomía. A pesar de todo, sigue pendiente la cuestión de si los ciudadanos azorianos que viven fuera de las Azores (en Brasil, Estados Unidos o Europa continental) deben tener los mismos derechos de voto que los demás ciudadanos de las islas.
El estatuto actual sustituyó al estatuto provisional que se había concedido, en la época de la Revolución de los Claveles, mediante el decreto legislativo 318-B/76, de 30 de abril, modificado posteriormente por el 427-D/76, de 1 de junio.

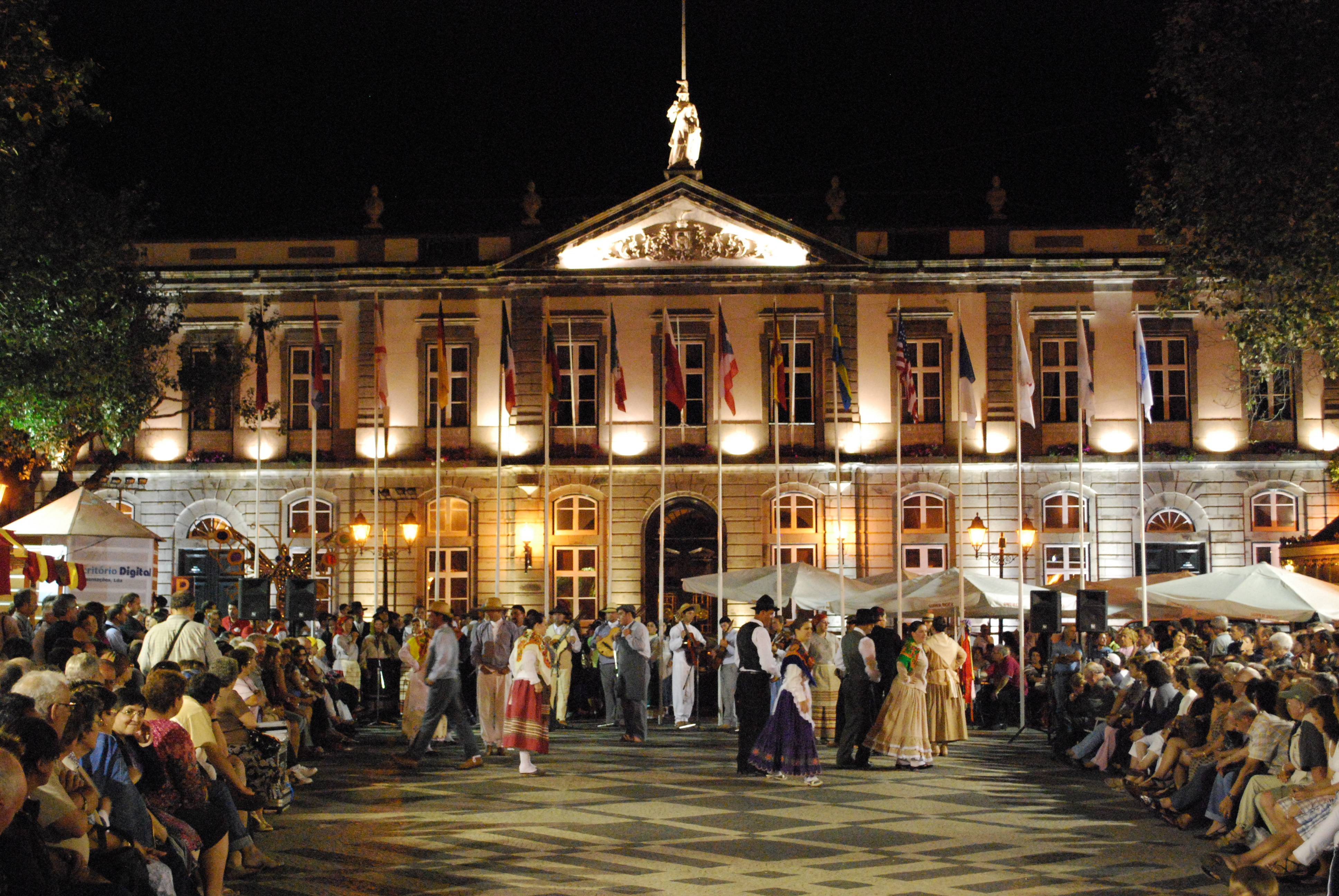
Sede de la Alcaldía o Ayuntamiento de Angra do Heroísmo

El concepto de "región" (que desde entonces ha evolucionado a "región autónoma"), sustituye al anterior sistema de tres distritos distintos (Ponta Delgada, Angra do Heroísmo y Horta). Se estableció bajo los auspicios de la Autoridad Regional de Planificación (creada por decreto 48905 de 11 de marzo de 1969, poco después de la sustitución de Salazar tras las luchas internas del régimen). Este concepto embrionario de "región" unitaria fue codificado por el decreto legislativo 458-B/75, de 22 de agosto, que también contribuyó a crear el concepto de administración y legislatura regionales, texto que fue modificado posteriormente por el decreto legislativo 100/76, de 3 de febrero.
La aprobación de estas medidas de autonomía regional fue el resultado directo de la Revolución del 25 de abril, pero también son los frutos de semillas plantadas hace mucho tiempo, cuando se inició el movimiento hacia el autogobierno regional. El esbozo de estos principios estaba contenido en el decreto de 2 de marzo de 1895, promulgado a instancias del azoriano Ernesto Hintze Ribeiro, entonces primer ministro de Portugal.

## Economía

### Moneda

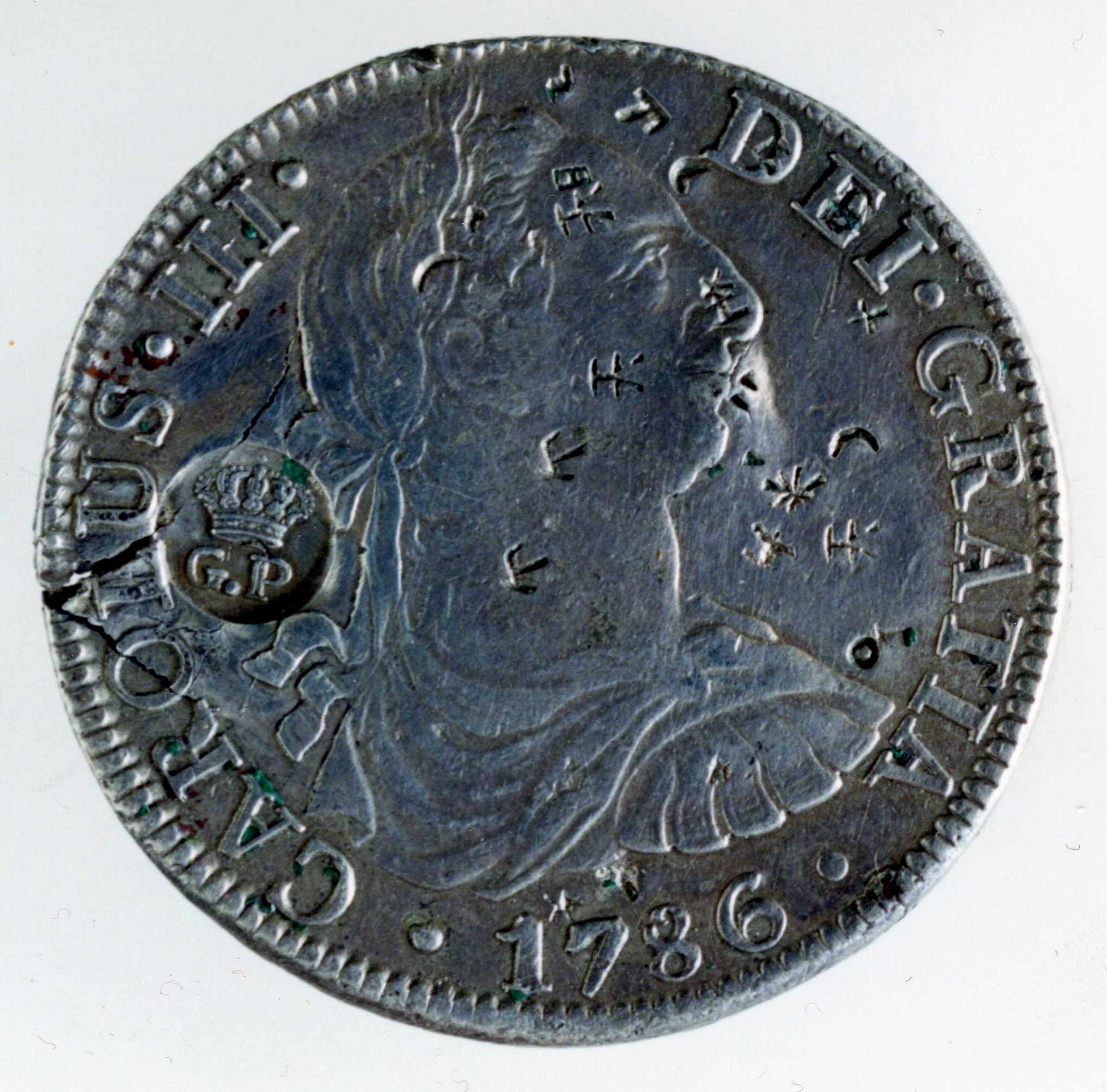
Moneda de Carlos III con contramarca que contiene las letras "G.P" y corona

Debido a la falta de monedas, durante el siglo XVIII y XIX se permitió en todo el archipiélago la circulación de diferentes monedas extranjeras. Para garantizar su circulación se utilizaron una serie de contramarcas, las primeras empleadas en 1792 sobre monedas de cobre. En marzo de 1887, se volvieron a marcar todas las monedas que circulaban en las islas con el objetivo de revalorizar su precio. Para ello se utilizó un punzón circular que contenía la sigla “G.P.” (Gobierno Portugués) debajo de una corona real. De este punzón, muy común en estos tiempos, hay diferentes modelos que varían su tamaño de 6 a 8 milímetros. Se conocen falsificaciones muy malas de este punzón, que se estampó sobre monedas de varios países: brasileñas (960 reis), españolas (8 reales, duros de 5 pesetas hasta el reinado de Alfonso XII), francesas (5 francos de Napoleón) y austriacas (talers de María Teresa) entre otras.

### Agricultura y ganadería
El volumen de producción de leche recibida en las fábricas se sitúa en torno a los 500 millones de litros. La leche producida en Azores se suele consumir en forma UHT.
El queso representa el producto lácteo más significado, con una evolución positiva, incluso en los años de reducción de la producción de leche.

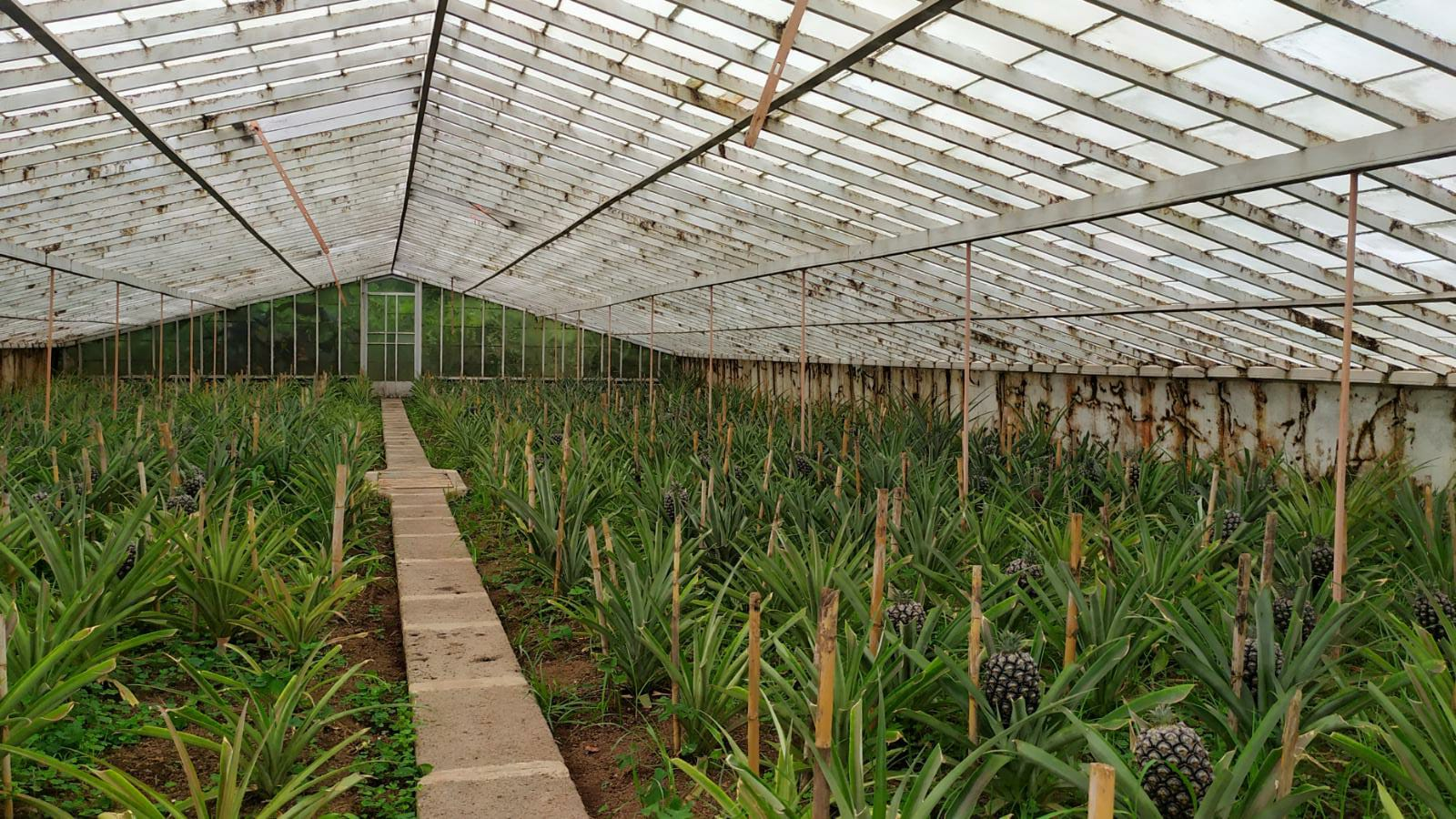
Plantación de piñas en la isla de San Miguel

La producción de carne ha registrado, en años recientes, una evolución tendencialmente positiva. Esta evolución es común a los diversos tipos de carne. Fundamentalmente se debe a la carne de bovino para la exportación, que ha crecido hasta aproximarse los niveles previos a la crisis de 1997. La evolución del crecimiento de las carnes para el consumo interno del archipiélago se caracteriza por la moderación y regularidad.

### Pesca
La actividad pesquera, medida por el pescado descargado en los puertos, se traduce en volúmenes del orden de 10 000 toneladas anuales, que se traducen en valores brutos de producción del orden de 26 millones de euros. Anualmente, se registran variaciones específicas en las condiciones en que se desarrollan las actividades del sector, con fluctuaciones significativas de precios.
Hay una gran variedad de pescados, que es lo más tradicional en la gastronomía de las islas. El pez sable (en portugués, peixe-espada) es el más característico. La pesca de túnidos es la que representa las mejores condiciones de producción. La industria conservera tiene mucha importancia.
Hay unos 4000 pescadores matriculados, y en torno a 1600 embarcaciones. El tonelaje medio por embarcación y por pescador matriculado tienden a aumentar.

### Turismo

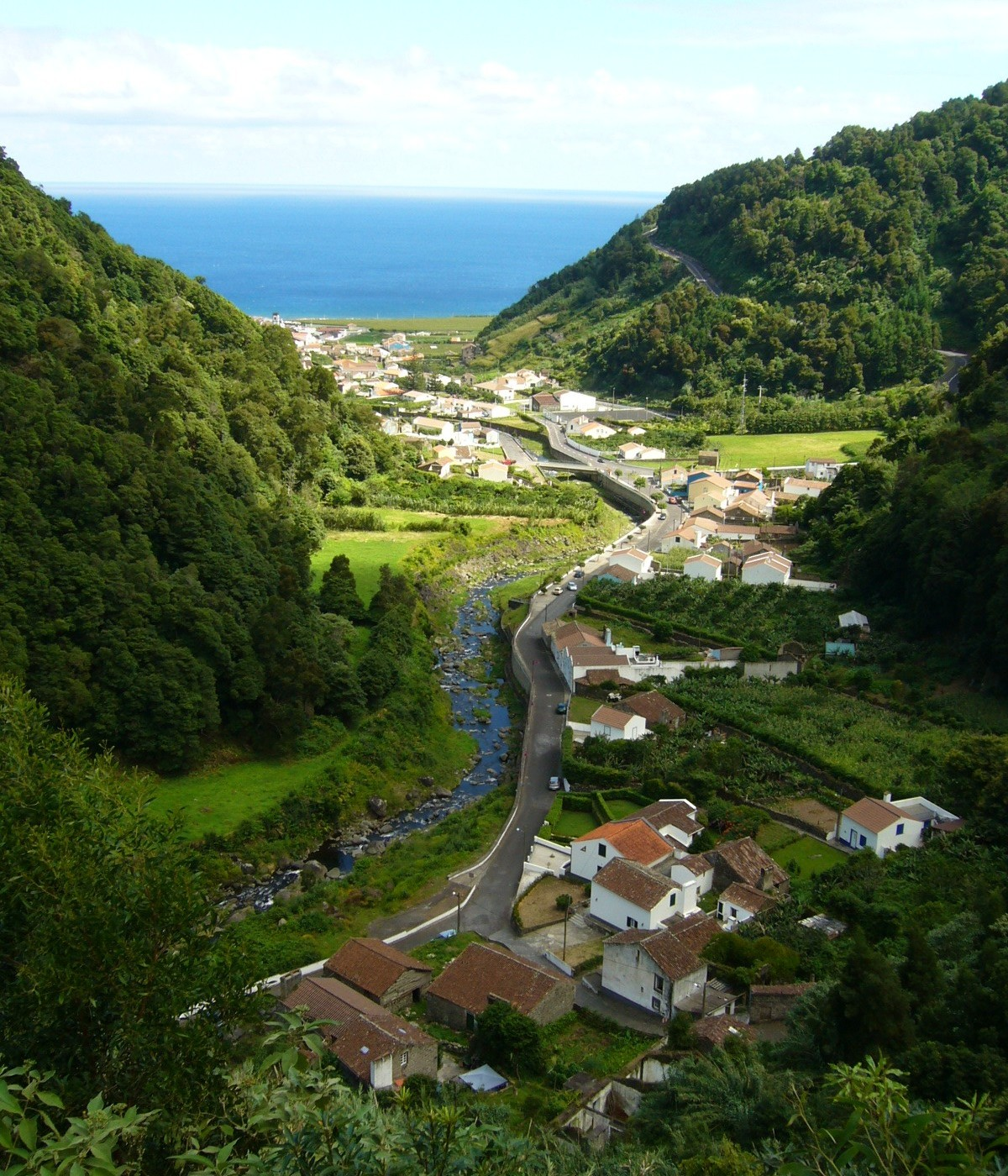
Pueblo de Faial da Terra, en la isla de San Miguel

En 2004, la hostelería tradicional y el turismo rural, sumaron la capacidad de alojamiento de 8000 camas, como resultado del crecimiento en la oferta de alojamientos turísticos, especialmente en los últimos años. De 1996 a 2004, el número de pernoctaciones aumentó un 124 % y el de visitantes un 148 %.
Hoy, más del 50 % de la oferta hotelera se debe a obra nueva. Del resto, más del 50 % fue reformada y modernizada.
De 1996 a 2004 hubo un salto significativo en el origen de los visitantes. En 1996, los portugueses representaban el 71 % de las pernoctaciones; mientras que en 2004 bajaban al 51 %.
Aunque la promoción turística en Portugal sea siempre la preocupación dominante, el aumento de la oferta hotelera y el fuerte carácter estacional del mercado portugués están intentando incrementar los visitantes de otros países. En 2004, el mercado sueco representó el 16 %, seguido del noruego con cerca del 8,3 % y del alemán con el 7,1 %. El mercado alemán, español y canadiense crecieron un 50 % en 2004.
En el 2012, las Azores recibieron el premio QualityCoast de oro por sus esfuerzos por convertirse en un destino turístico sostenible. Gracias a este premio, las Azores han sido seleccionadas para ser incluidas en el atlas global del turismo sostenible, DestiNet.

### Industria
La evolución de las industrias transformadoras, observable a través de las estadísticas de las empresas, apunta en el sentido de un crecimiento, acompañado de cambios en las estructuras productivas, al menos en términos de dimensión.
En los últimos años, el volumen de negocios ha crecido en niveles significativos. En cambio, el número de empresas ha disminuido, y de personal a su servicio aún más. Por tanto, ha aumentado la dimensión media de las respectivas estructuras.

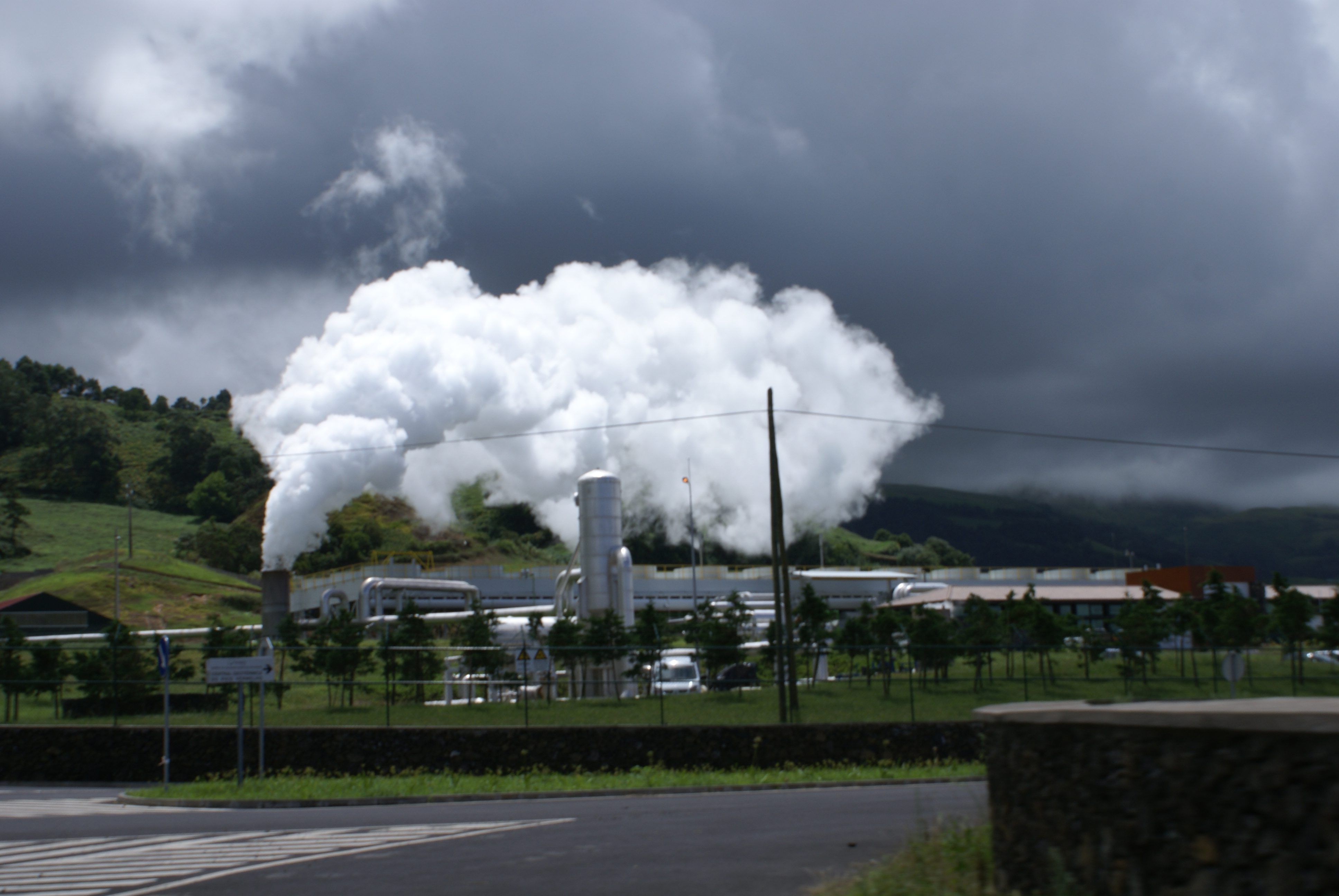
Central geotérmica de Pico Vermelho

Aun así, la dimensión media de las empresas de las industrias transformadoras continúa siendo menor a la de las empresas de la economía portuguesa. Según los últimos datos, la media de personal empleado por unidad productiva en Azores se situó en 10 trabajadores por empresa, mientras que la media en España se sitúa en 12.
Esta reducida dimensión también se constata en el volumen medio de negocios de las empresas industriales, cuya rentabilidad depende más de los posibles márgenes que de la reducción de costes.

### Energía
Las fuentes de energía primaria utilizadas continúan basándose en combustibles fósiles importados (fuel, gasóleo y gasolina). Pese a ello, las energías renovables, como la energía hidráulica, la geotérmica y la eólica, han registrado evoluciones positivas. En los últimos años, se acercan al 10 % del total de energía consumida.
La producción de energía eléctrica ha crecido a un ritmo medio del 7 % anual. La producción de origen térmico continúa siendo la dominante.
En lo que respecta a la utilización de la electricidad, el consumo doméstico representa el componente más significativo, pero los consumos comerciales y de servicios se han vuelto más dinámicos en los últimos años. Los consumos industriales se han caracterizado por una cierta estabilidad, acompañando a la evolución media general de los últimos años.

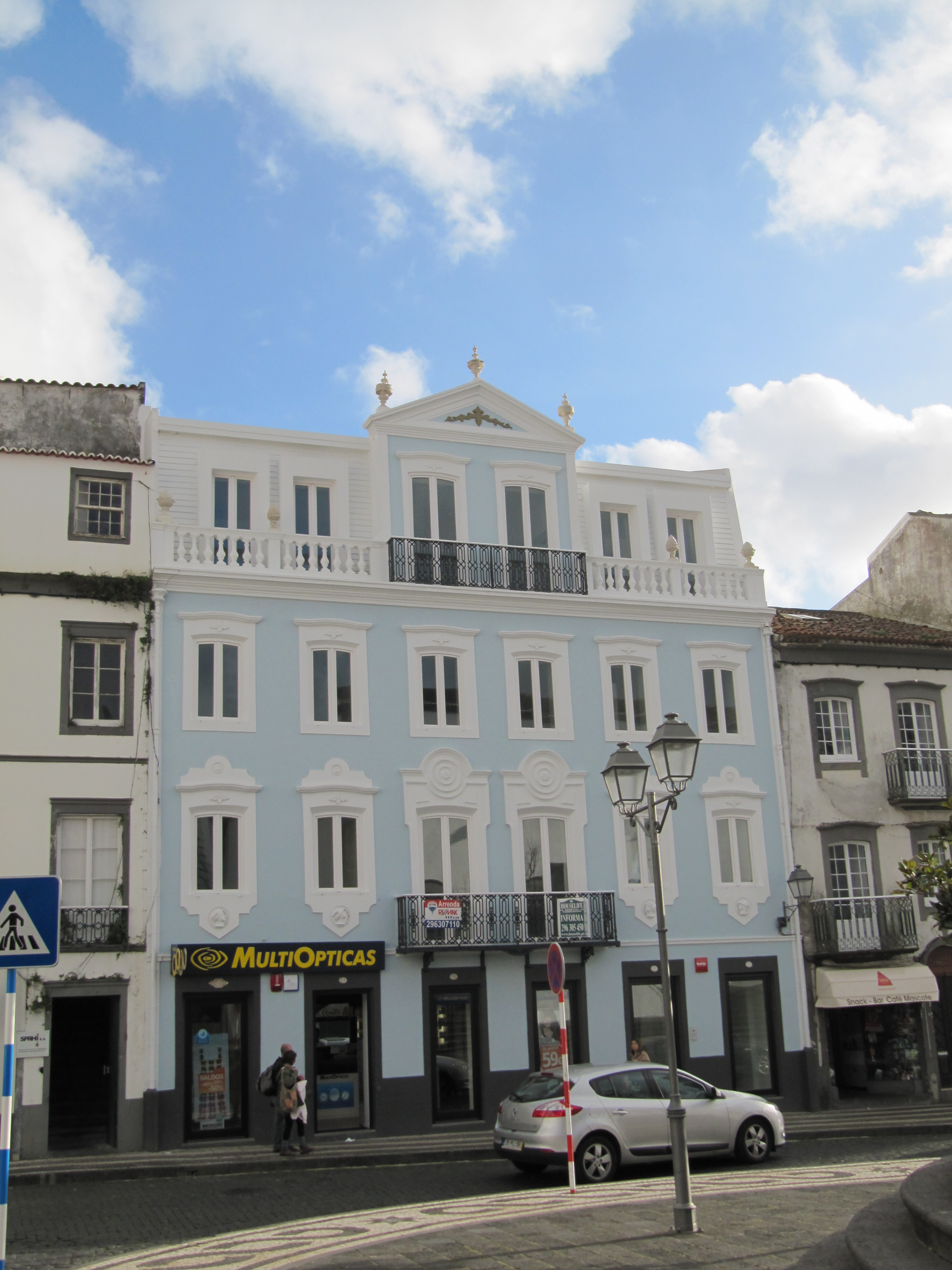
Tiendas en Ponta Delgada

### Construcción
En los últimos años, la producción local de cemento ha supuesto el 55 % del total de cemento usado en las obras. En años anteriores se había situado en una cuota de cerca del 60 %.
Las licencias de obras para viviendas, representan cerca del 75 % del total de licencias para obras concedidas en Azores.

### Comercio
El crecimiento de la actividad comercial se basó más en nuevas unidades de servicios que no en aumentar la capacidad y modernización de las existentes. Los datos estadísticos apuntan hacia un crecimiento significativo del volumen de negocios, del número de empresas y del personal a su servicio.

### Finanzas públicas
La ejecución del presupuesto para 2004 cumplió plenamente los objetivos fijados inicialmente, en la medida en que se garantizó una contención efectiva de los gastos de funcionamiento de la administración regional (+2,1 %) y, al mismo tiempo, se registró una tasa de crecimiento de los gastos de inversión (+6,5 %) superior a la de los últimos cinco años.
La cuenta regional de 2004, excluidas las cuentas de orden, arrojará un saldo positivo de unos 22 millones de euros, fundamentalmente como consecuencia de los diversos ajustes efectuados en los ingresos fiscales generados en la región y también de la contención impuesta a los gastos de funcionamiento. De hecho, se produjo una mejora significativa de la ratio de cobertura de los gastos de funcionamiento por los ingresos propios de la región, que pasó del 90,2 % al 98,2 % entre 2003 y 2004.
En el ámbito de los ingresos de la Región, fueron los ingresos propios, con un valor de 497,2 millones de euros, los que registraron la tasa de crecimiento más significativa, +11,2 %, mostrando también un aumento de su peso relativo en el total de ingresos, que pasó de 63,1 % en 2003 a 65,9 % en 2004.

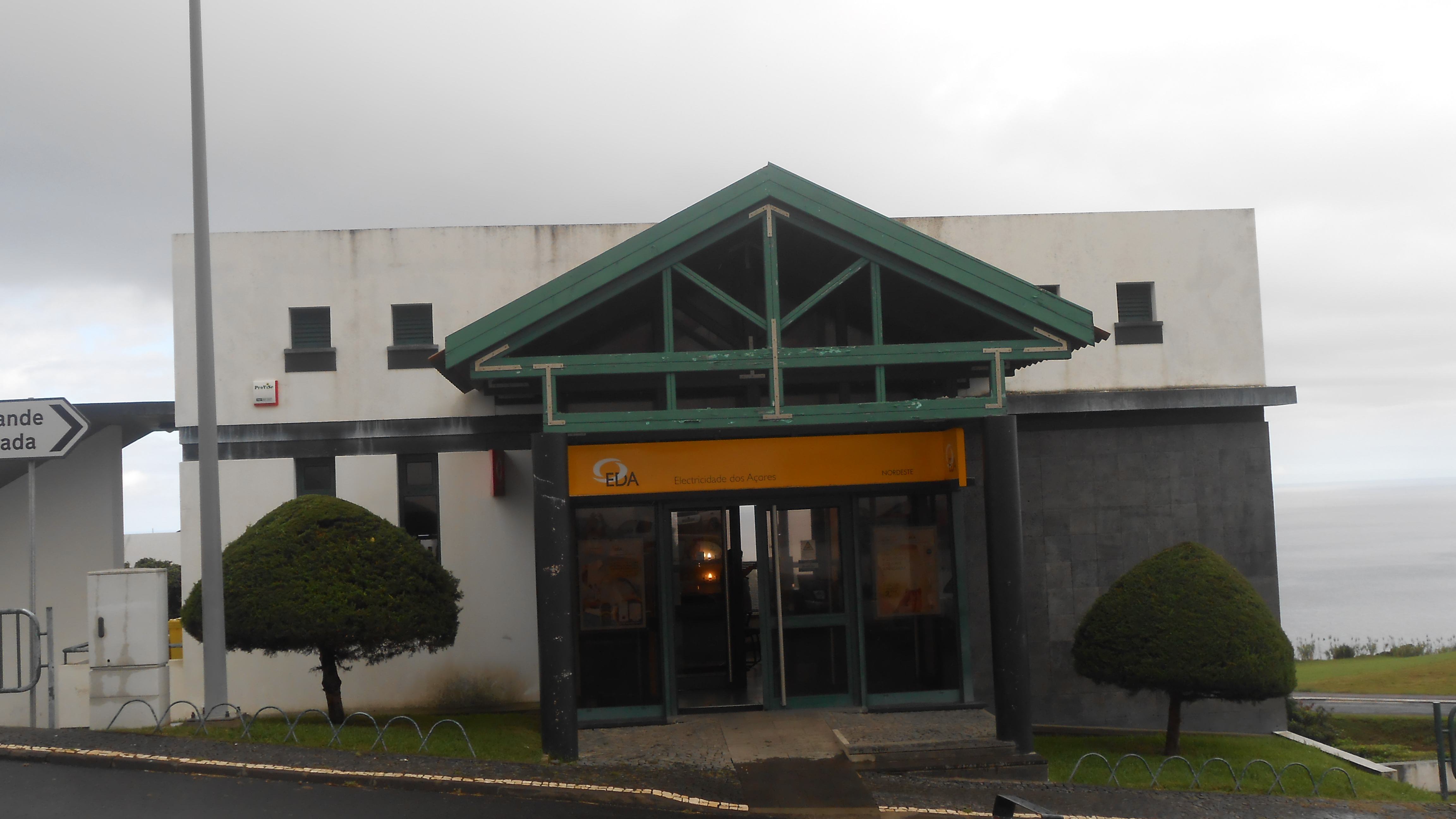
Oficina de la empresa EDA - Eletricidade dos Açores

En cuanto a los ingresos propios, los ingresos tributarios ascendieron a 488,7 millones de euros, un 14,9 % más que en 2003.
Los dos grandes grupos de gasto público —los gastos de funcionamiento y el plan de inversiones— mantuvieron en 2004 una estructura similar a la de 2003, reflejando un ligero cambio que se considera positivo, ya que se produjo un aumento de alrededor de un punto porcentual en el peso relativo de los gastos de inversión frente a los de funcionamiento.
El plan de inversiones ascendió a 226,1 millones de euros, lo que representa una tasa de crecimiento del 6,1 % en comparación con 2003 y un excelente índice de realización del 97,2 %, si no se tienen en cuenta los créditos del plan destinados a los ingresos procedentes de la reprivatización de EDA (Electricidade dos Açores, SA) y al pago de bonificaciones de intereses de préstamos hipotecarios, que no se transfirieron en 2004.

## Transporte

### Transporte aéreo

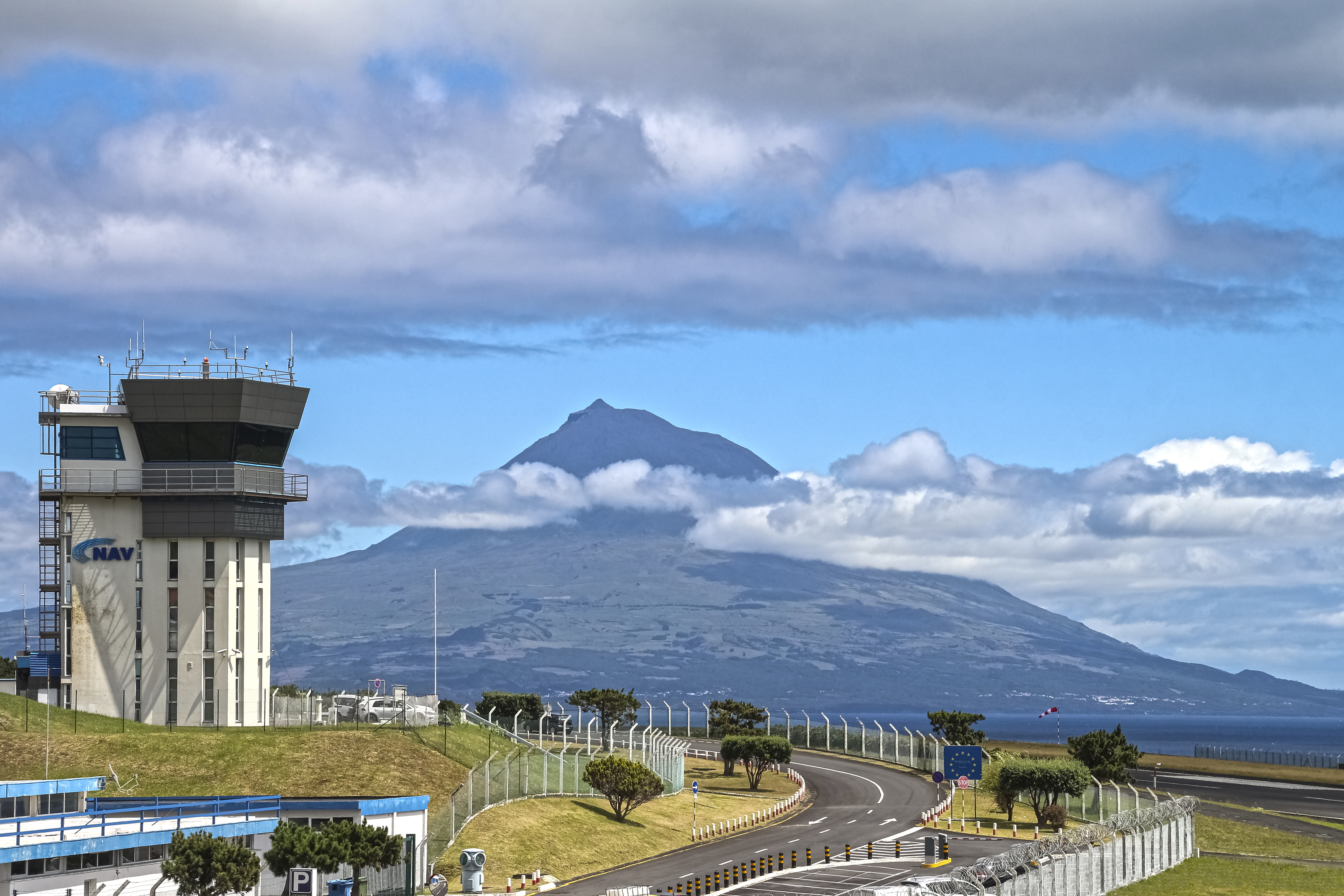
Aeropuerto de Horta

Cada una de las islas que componen el archipiélago de las Azores dispone de un aeropuerto, que las comunica entre sí. Los más importantes también enlazan con el continente (principalmente, Lisboa ).
Las terminales comerciales de Ponta Delgada, Horta, Vila do Porto y Santa Cruz das Flores están gestionadas por ANA - Aeroportos de Portugal, entidad pública que supervisa las operaciones de los aeropuertos de todo Portugal. El resto, excepto el Campo de Lajes, son operados por el Gobierno Regional. Lajes es una base aérea militar, además de un aeropuerto comercial, y está operado por las Fuerzas Armadas portuguesas en colaboración con el gobierno de los Estados Unidos.
Los aeropuertos son:

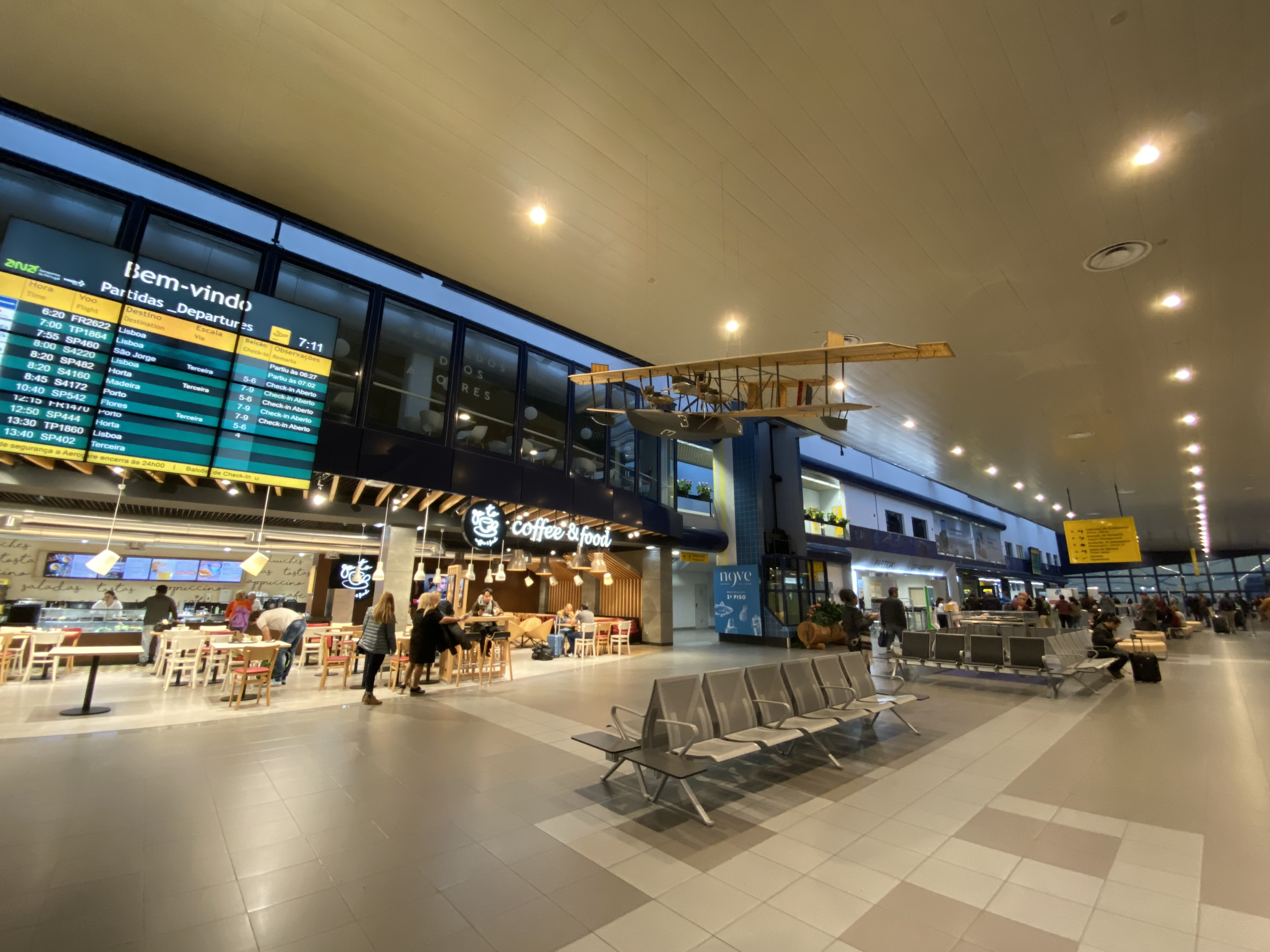
Aeropuerto Juan Pablo II

- Aeropuerto Juan Pablo IIJuan Pablo II en Ponta Delgada (isla de San Miguel).
- Lajes[49][50] en Praia da Vitória (isla Terceira).
- Horta en Horta (isla de Fayal).
- Santa María[51] en Vila do Porto (isla de Santa María).
- Corvo en la isla de Corvo.
- Flores en Santa Cruz das Flores (isla de Flores).
- Graciosa[52][53] en Santa Cruz da Graciosa (isla Graciosa).
- Pico en la isla de Pico.
- San Jorge[54] en Velas (isla de San Jorge).

### Transporte marítimo

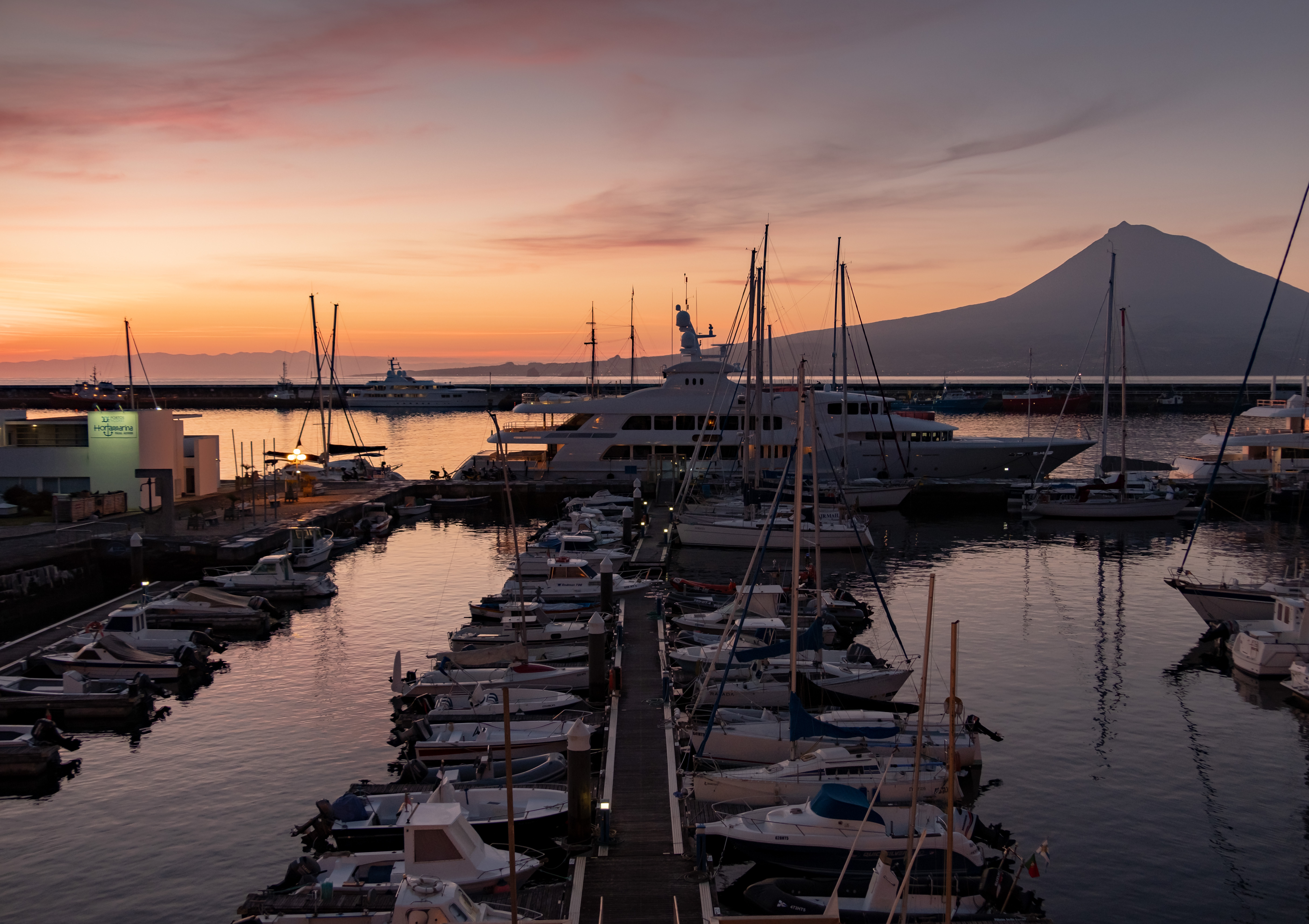
Marina de Horta al amanecer

Las Azores han tenido una larga historia de transporte marítimo para salvar distancias y establecer contactos y comercio intercomunitarios. En consecuencia, la industria naval se desarrolló en muchas islas, desde pequeñas embarcaciones de pesca hasta balandras balleneras y servicios de pasajeros de mayor tamaño. El tráfico de pasajeros a las islas principales (São Miguel, Santa María, Terceira y Faial) comenzó en el siglo XVII, y entre los siglos XVIII y XIX, el yate Pico controlaba la lucrativa temporada de tráfico estival.
A partir de 1871, la Insulana Shipping Company fue la única entidad responsable del tráfico regular entre las islas (excepto Corvo), Madeira y Estados Unidos. Finalmente, el transporte de mercancías y pasajeros cesó en la década de 1970, y los barcos fueron vendidos o reconvertidos en atuneros. Durante los 20 años siguientes, cesó el servicio marítimo comercial entre las islas (excepto entre Faial-Pico y Lajes das Flores-Vila do Corvo).
En 1987 se fundó Transmaçor (Transportes Marítimos Açorianos, Lda.), que realiza de cuatro a seis conexiones diarias entre Horta y Madalena durante todo el año, con su pequeña flota de barcos, además de conexiones interinsulares entre Faial, Pico, São Jorge y Terceira durante los meses de verano. A finales de los años noventa se pusieron en marcha nuevas iniciativas: el catamarán Iapetos inició sus servicios, al que siguieron Lady of Mann y Golfinho Azul (fletado por Açorline).

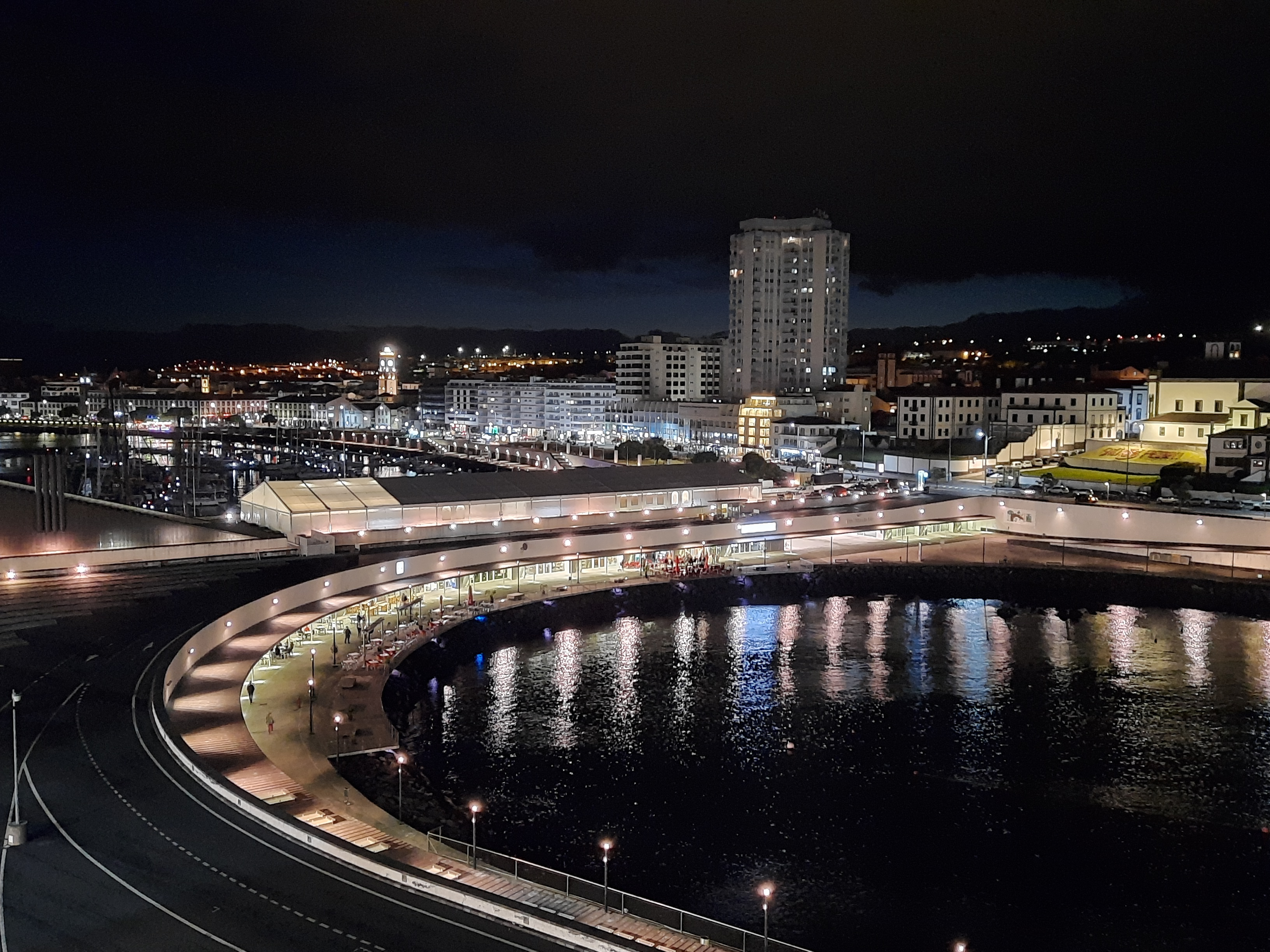
Puerto de Ponta Delgada

En 2005, se creó Atlânticoline, que prestaba servicios de transporte. En 2009, Atlanticoline se vio envuelta en un polémico rechazo de un barco de 750 pasajeros y 150 vehículos encargado a los Estaleiros de Viana do Castelo (ENVC). El Atlántida, un crucero de 50 millones de euros (como parte de un acuerdo de dos barcos con el otro llamado Anticiclone) fue rechazado en 2009 por Atlanticoline por el bajo rendimiento de la planta motriz. [A pesar de que sólo supondría un retraso de cinco minutos entre islas, la empresa pública rechazó el buque y el contrato se rompió por la incapacidad del constructor de entregar a tiempo el buque requerido. Aunque el buque se estaba vendiendo a otras partes interesadas (El gobierno venezolano de Hugo Chávez consideró en una ocasión comprar el transbordador en 2010), no apareció ningún comprador interesado, y ENVC decidió ceder el Atlántida a Atlânticoline como parte del concurso internacional abierto de esta última para fletar dos buques en 2012.
En junio de 2011, el Gobierno regional anunció que compraría el 60 % de Transmaçor, equivalente a 500 000 euros del capital de la empresa. Con esta operación, el Gobierno autónomo de las Azores cedía el control, del que llegó a tener el 88 % del capital. El memorando de entendimiento firmado concluía las negociaciones entre las distintas partes implicadas, según las cuales el pasivo de Transmaçor (por un valor total de 8 millones de euros) se dividía a partes iguales entre el Gobierno y el empresario José E. Del mismo modo, el Gobierno Regional aprobó la consolidación de las tres autoridades portuarias individuales (Administração dos Portos do Triângulo e Grupo Ocidental, Administração dos Portos da Terceira e Graciosa y Administração dos Portos das Ilhas de São Miguel e Santa Maria) y regional de Portos dos Açores en una sola entidad, lo que supuso un ahorro de costes de 2,2 millones de euros, además de la reducción de los costes de personal. Dos millones de euros, además de la reducción de 11 a 3 administradores.

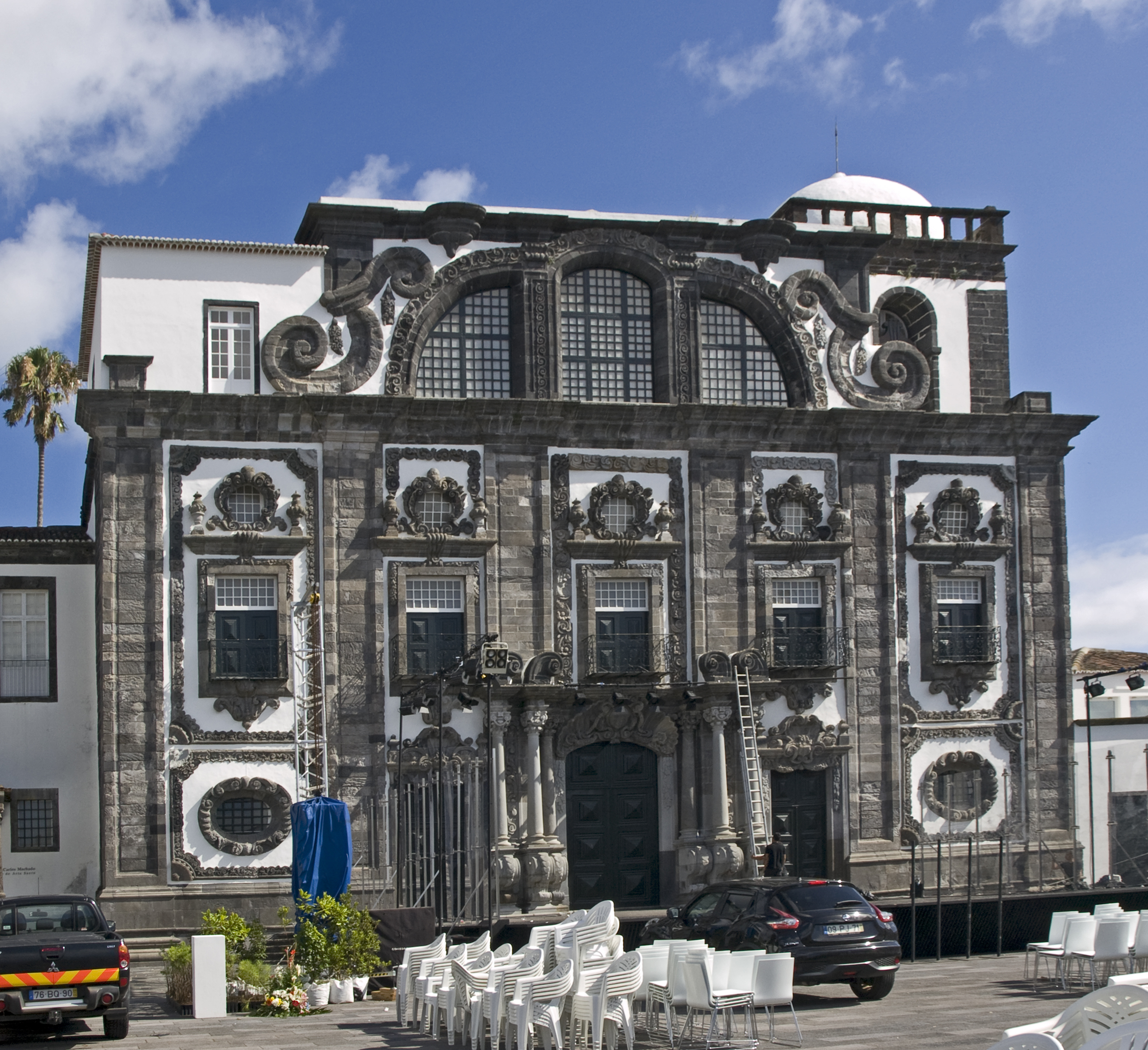
La arquitectura de las Azores se caracteriza por el contraste entre la piedra volcánica negra y el estuco blanco

## Cultura
Los museos y las bibliotecas públicas representan medios privilegiados para el desarrollo de actividades culturales, tanto por su capacidad patrimonial y funcional como por la diversidad de públicos que pueden atraer.
Si se observa la evolución de la demanda de estos equipamientos culturales, tanto por parte de los visitantes de los museos como de los usuarios de las bibliotecas, se constata que actualmente existe una tendencia al alza en ambos. Sin embargo, mientras que la tendencia de la demanda de los visitantes a los museos sigue un ritmo más regular y dentro del mismo patrón de las estructuras existentes, la demanda de los usuarios de las bibliotecas muestra una intensificación del crecimiento en los últimos años, después de una ligera caída a finales de la década de 1990, lo que refleja, al menos en parte, la transición de la biblioteca pública de Ponta Delgada de los antiguos a los nuevos locales en el histórico colegio de los jesuitas.
Si se observa la evolución intraanual para los mismos tipos de equipamientos culturales, se observa que la demanda de museos se intensifica en los meses de verano, mientras que la demanda de bibliotecas, por el contrario, es mayor en otras estaciones. Esta diferencia entre las distribuciones a lo largo del año se debe en gran medida a que los turistas visitan los museos, mientras que en las bibliotecas se debe más a que los estudiantes leen como parte de su formación académica a lo largo del curso escolar.

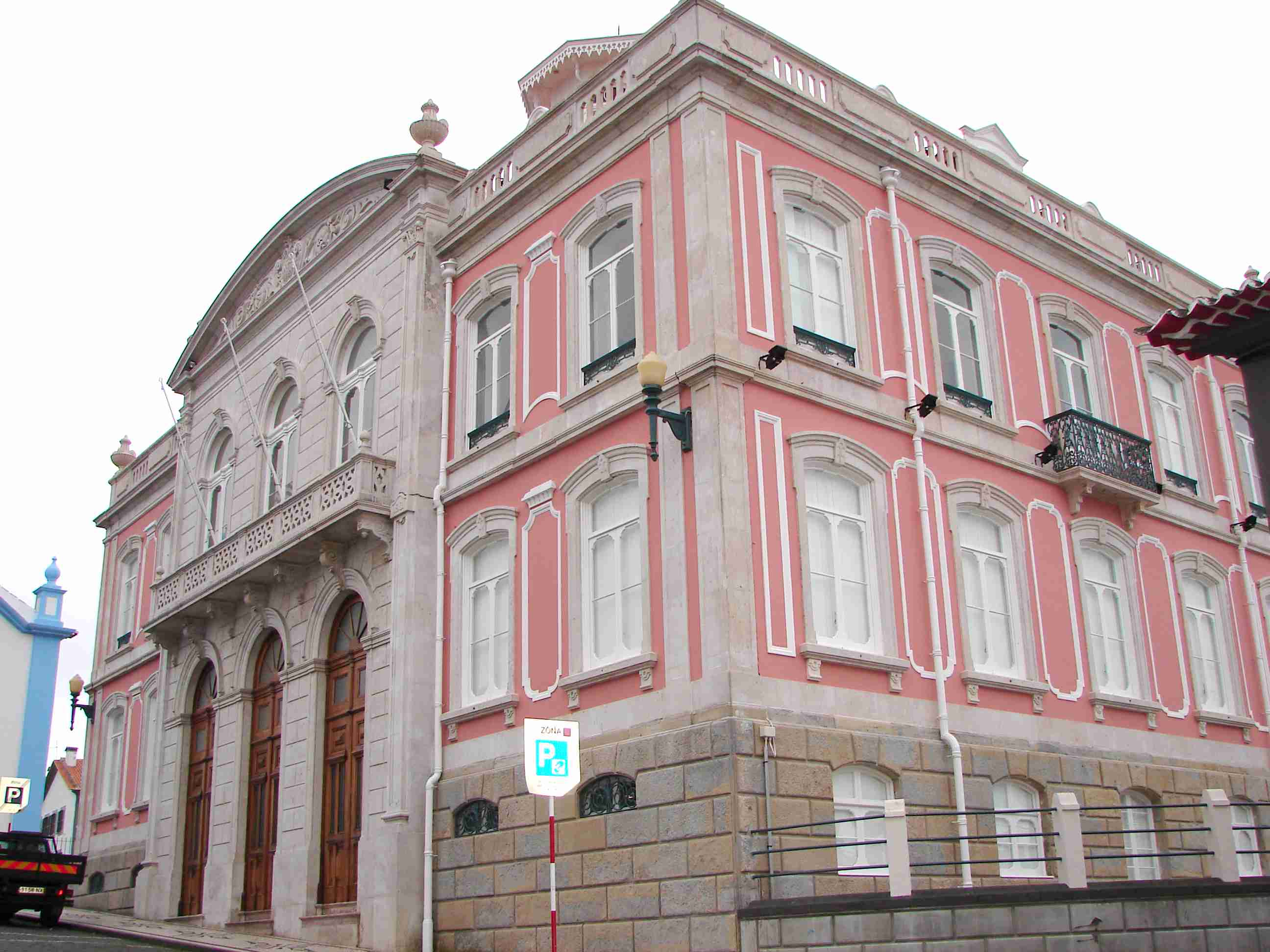
Palacete Silveira e Paulo

En 2003, el apoyo financiero a las actividades culturales, amparado legalmente por el Decreto Legislativo Regional n.º 22/97/A, de 4 de noviembre, ascendió a 480 000 euros.
Fiestas religiosas, patronales y tradicionales marcan el calendario azoriano. Los acontecimientos religiosos más importantes están ligados a las fiestas asociadas al culto del Espíritu Santo, comúnmente denominadas fiestas del Espíritu Santo (o Espírito Santo), arraigadas en el dogma milenarista y celebradas en todas las islas de mayo a septiembre. Estas fiestas son muy importantes para el pueblo azoriano, mayoritariamente cristiano católico, y combinan rituales religiosos con procesiones que celebran la benevolencia y el igualitarismo de los vecinos. Estos eventos giran en torno a treatros o impérios, pequeños edificios que acogen las comidas, la adoración y la caridad de los participantes, y que se utilizan para guardar los objetos asociados a los eventos. En Terceira, por ejemplo, estos impérios se han convertido en edificios ornamentados, pintados y cuidados por las cofradías locales de sus respectivas parroquias. Los actos se centran en los miembros de las parroquias locales, no en los turistas, pero todos son bienvenidos, ya que compartir es uno de los principios fundamentales de los festivales. Algunos eventos limitados se centran en los turistas, incluido un acto público que celebra el ayuntamiento de Ponta Delgada, en la isla de São Miguel, y que atrae a visitantes y lugareños.
La fiesta del Señor Santo Cristo de los Milagros (Senhor Santo Cristo dos Milagres) de Ponta Delgada es el mayor acontecimiento religioso individual de las Azores y tiene lugar el Domingo de Rogación. Los peregrinos de la diáspora portuguesa suelen viajar a Ponta Delgada para participar en una procesión vespertina detrás de la imagen del Cristo por las calles de la ciudad, adornadas con flores. Aunque la procesión solemne sólo se celebra un día, los actos de la fiesta del Señor Santo Cristo tienen lugar a lo largo de una semana e implican un ritual de traslado nocturno de la imagen entre la iglesia principal y el convento, que culmina finalmente con la procesión, que es televisada dentro de las Azores y a la diáspora portuguesa.

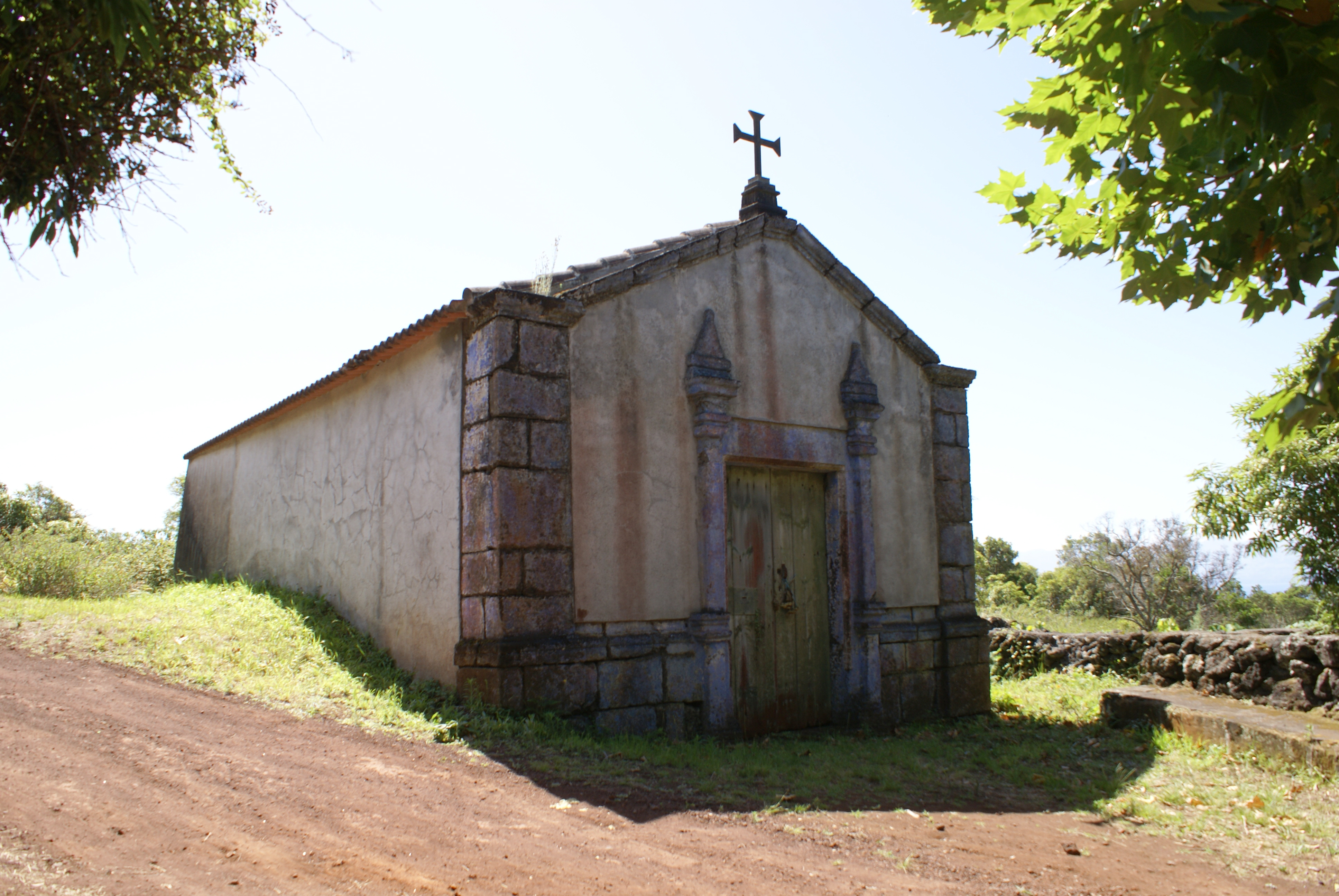
Capilla o ermita de Jesús, María y José

Las fiestas Sanjoaninas de Angra do Heroísmo, en Terceira, se celebran en junio en honor de San Antonio, San Pedro y San Juan Bautista, en una gran celebración religiosa. La fiesta de Nuestra Señora de Lourdes (Nossa Senhora de Lourdes), patrona de los balleneros, comienza en Lajes, en la isla de Pico, el último domingo de agosto y se prolonga durante toda la semana: la Semana de los Balleneros. Está marcada por acontecimientos sociales y culturales relacionados con la tradición de la caza de ballenas. La fiesta de la Vendimia (Festa das Vindimas), que tiene lugar la primera semana de septiembre, es una costumbre centenaria de los habitantes de Pico.
En Corvo, el pueblo celebra el 15 de agosto de cada año a su patrona Nossa Senhora dos Milagres (Nuestra Señora de los Milagros), además de las fiestas del Divino Espíritu Santo. El Festival da Maré de Agosto, se celebra todos los años a partir del 15 de agosto en Praia Formosa, en Santa María. También la Semana do Mar, dedicada casi exclusivamente a los deportes náuticos, tiene lugar en agosto en la ciudad de Horta, en Faial.
En las Azores se celebra el Carnaval. Los desfiles y concursos son el corazón de las fiestas de Carnaval. Hay música animada, disfraces coloridos, máscaras hechas a mano y carrozas. Se celebran las tradicionales corridas de toros en la plaza, así como encierros por las calles.

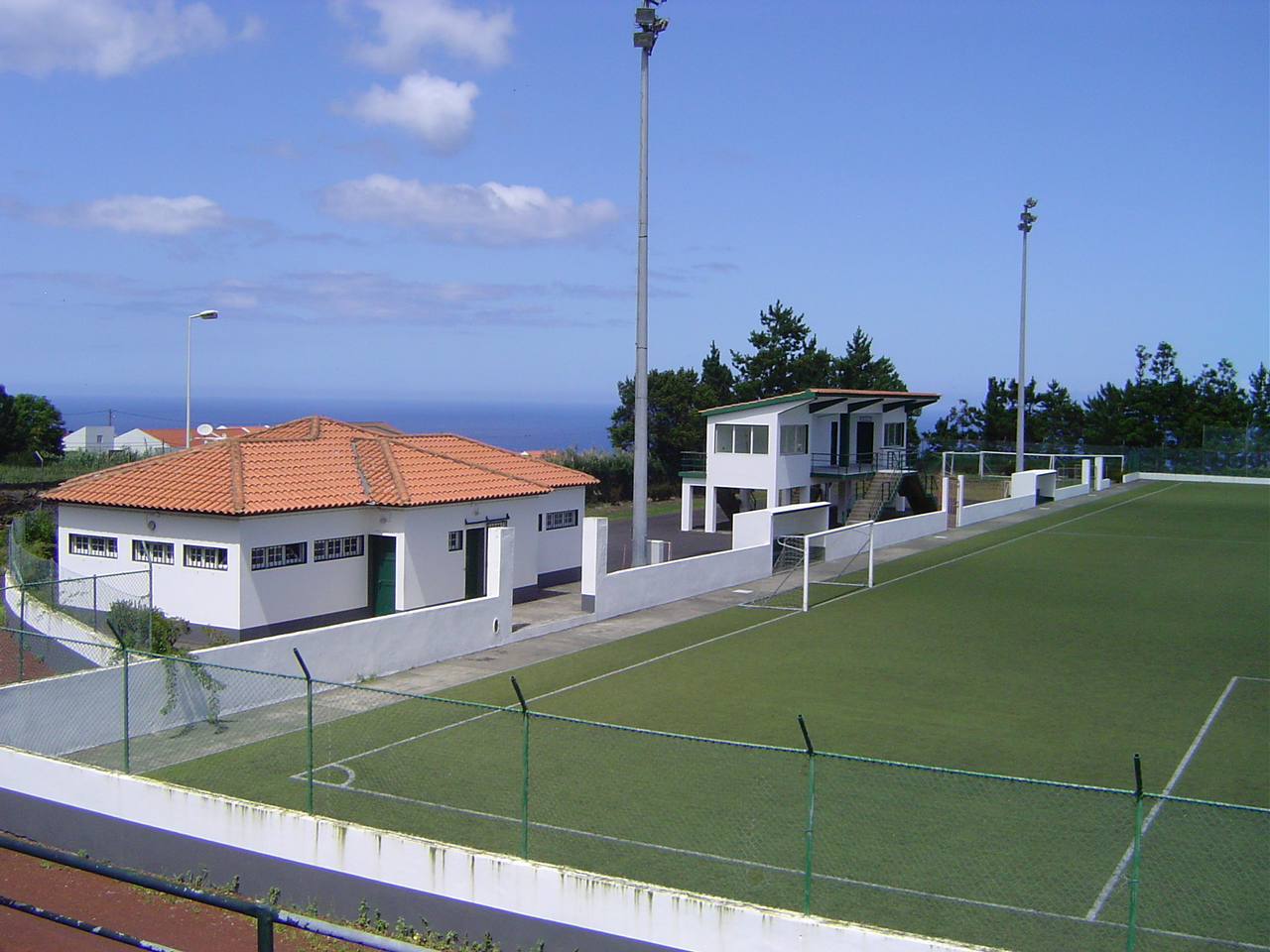
Campo municipal do Nordeste, Azores

## Deporte
Las actividades deportivas en las Azores, organizadas por las diversas federaciones deportivas, han atraído a un número significativo de atletas y agentes responsables.
En la temporada 2002/03, había cerca de 20 000 atletas inscritos y 800 entrenadores.
Las cifras anteriores son el resultado de un notable proceso de crecimiento, ya que el número de atletas prácticamente se ha duplicado en los últimos diez años y las condiciones del marco técnico pueden traducirse en una proporción de 24 atletas por cada entrenador, frente a una proporción inicial de 46 atletas.
En cuanto a la representatividad de los distintos deportes, se pueden agrupar dos grupos en función de sus características:

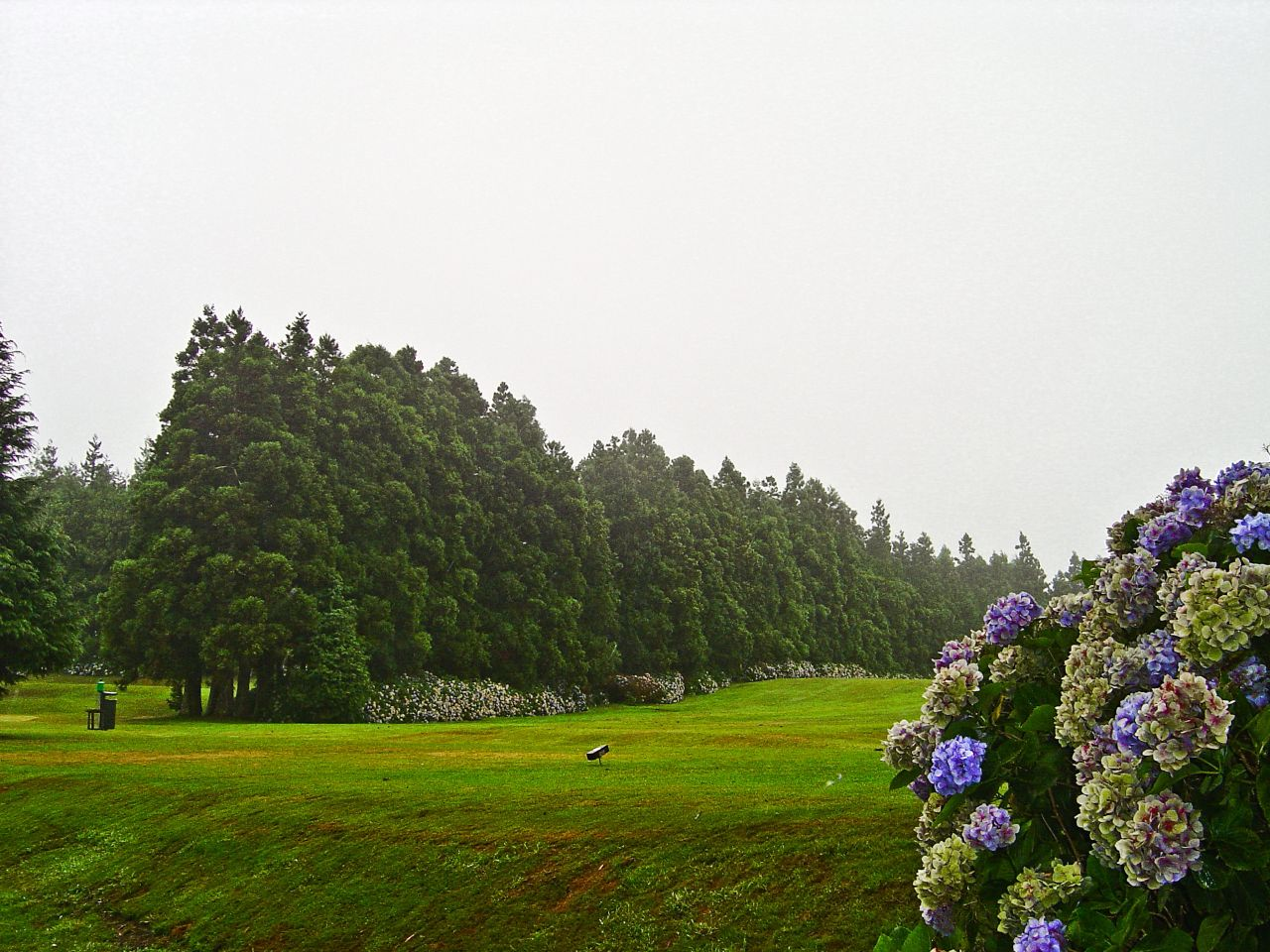
El Campo de Golf de la Isla de Terceira, Azores

Los deportes más individuales, que atraen a muchos centenares o incluso alrededor de un millar de jugadores, como 606 ajedrez, 613 natación, 614 kárate, 808 tenis, 873 judo, 1050 atletismo y 1208 tenis de mesa.
O juegos de equipo en los que participan miles de jugadores o más, como el balonmano (1142), el baloncesto (1267), el voleibol (2332) y el fútbol (5584).

### Símbolos
La Región Autónoma de las Azores tiene su propio escudo, bandera, sello e himno. Los diplomas legales que regulan la heráldica azoriana son los siguientes:
- El Decreto Regional n.º 4/79/A, de 10 de abril[60] - Aprueba los símbolos heráldicos de la Región Autónoma de las Azores.

Escudos de los Municipios de las Islas Azores

- Escudos de los Municipios de las Islas AzoresEl Decreto Regional Regulador n.º 13/79/A, de 18 de mayo[61] - Aprueba la bandera de las Azores y la música del Himno de las Azores, reglamentando el uso de la bandera y la forma de izarla.
- Modificado por el Decreto Reglamentario Regional n.º 15/2002/A, de 31 de mayo.[62]
- Decreto Reglamentario Regional n.º 47/80/A, de 15 de octubre[63] - Aprueba la versión oficial del sello de la Región Autónoma de las Azores.
- Decreto Reglamentario Regional n.º 49/80/A, de 21 de octubre[64] - Aprueba la letra del Himno de las Azores. Reglamenta el Decreto Regional n.º 4/79/A, de 10 de abril.
- Decreto Normativo Regional n.º 51/80/A, de 31 de octubre[65] - Aprueba la versión oficial de la descripción completa del escudo de las Azores.
- Decreto Legislativo Regional n.º 21/2006/A, de 7 de julio[66] - Aprueba el régimen jurídico de utilización de los símbolos heráldicos de la Región Autónoma de las Azores, prohibiendo su uso con fines comerciales.

El uso de los símbolos heráldicos se rige por las mismas normas que rigen el uso de los símbolos nacionales, aunque estos últimos deben tener prioridad.